# Étais-la-Sauvin
Pour l’article homonyme, voir Étais.
Étais-la-Sauvin est une commune française située dans le département de l'Yonne en Bourgogne-Franche-Comté. Elle bénéficie d'un climat équilibré entre humidité et fraîcheur de la Puisaye proche du val de Loire et air chaud et humide venant du sud du Morvan d'altitude.
Durant une longue période, la commune fut connue pour abriter l'une des plus belles roseraies de Bourgogne, considérée comme la troisième roseraie de France.

## Géographie

### Localisation
La commune se situe dans le territoire de Forterre entre la Puisaye toute proche vers l'ouest et le Morvan au sud-est. Les deux territoires de la Forterre et de la Puisaye sont intimement liés et forment le territoire de Puisaye-Forterre.

### Communes limitrophes

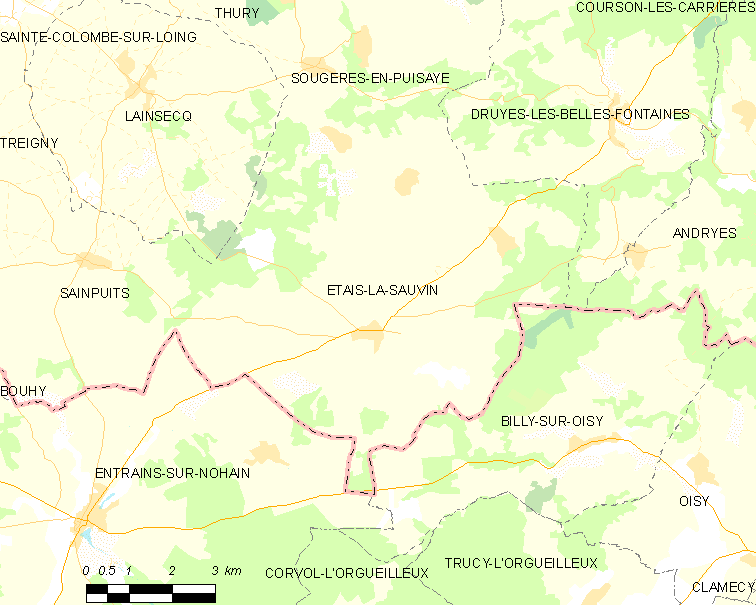
Carte de la commune d'Étais-la-Sauvin et des proches communes.

Les communes limitrophes sont  Billy-sur-Oisy, Druyes-les-Belles-Fontaines, Entrains-sur-Nohain, Lainsecq, Sainpuits et Sougères-en-Puisaye.

### Géologie et relief
La superficie de la commune est de 4 479 hectares ; son altitude varie de 178  à   365 mètres. Le point culminant se situe à la Montagne-des-Alouettes.
Au cours de l'ère secondaire, plus particulièrement lors de la période du Jurassique, la séparation de l'Amérique du Sud et de l'Afrique a créé un bras de mer chaude à vie organique produisant en Forterre un calcaire plus compact. Ainsi la carrière d'Aubigny est constituée de calcaire corallien de mer chaude.

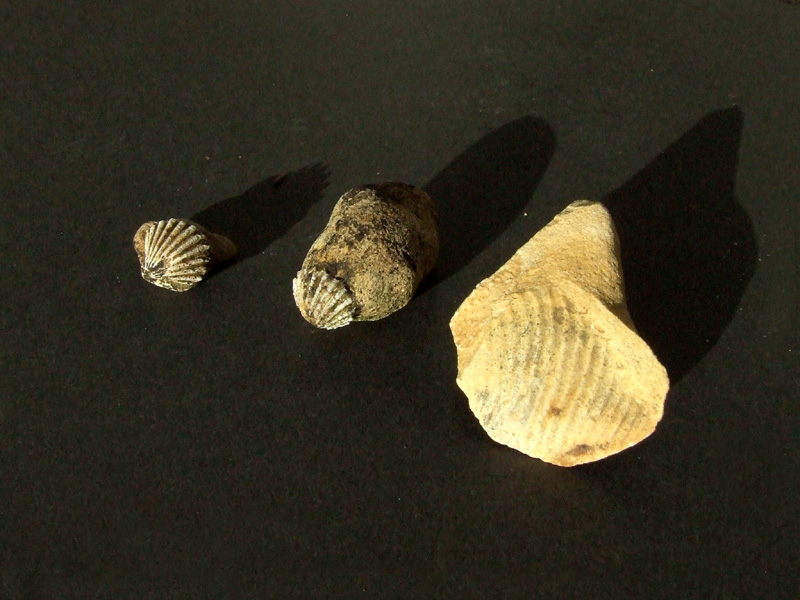
Trois fossiles trouvés en Puisaye-Forterre.

Huit failles principales fossilisées parcourent les plateaux calcaires de la Puisaye et de la Forterre dont une qui traverse Thury selon une direction sud-nord et se prolonge en passant par le hameau de Grangette. Le sol de la Forterre est constitué de calcaires du Jurassique supérieur. Les couches sédimentaires se succèdent du sud-est au nord-ouest : l'Oxfordien, le Kimméridgien et le Tithonien (ex-Portlandien), lequel s'enfonce ensuite sous le Crétacé inférieur de la Puisaye.
La Forterre continue les plateaux calcaires de basse Bourgogne (Tonnerrois et Auxerrois) et en forme la partie sud-ouest. Elle est en contact direct avec la Puisaye à l'ouest et le Nivernais au sud. Les limites entre la Puisaye et la Forterre sont très nettes : elles se trouvent à l'endroit où les couches du Jurassique supérieur (ère secondaire en territoire de Forterre) s'enfoncent sous celle du Crétacé inférieur du territoire de la Puisaye.
La Forterre se caractérise par des coteaux secs, pierreux assez dénudés traversés par les anciennes routes blanches, sur lesquels sont établis des villages agglomérés construits en pierre calcaire. Au nord, la Forterre s'arrête à la vallée de l'Ouanne. Au sud elle se continue jusqu'à la limite du département et à l'est elle termine là où commencent les forêts de la rive gauche de l'Yonne incluant la partie ouest de la forêt de Frétoy au sud de Courson-les-Carrières.
La Puisaye est de constitution crayeuse, sableuse et argileuse qui sont caractéristiques de la période du Crétacé. C'est une géologie très favorable au développement du bocage bien visible en Puisaye.
Le Morvan quant à lui est de constitution granitique remontant au Dévonien. C'est une topographie hydrologique et forestière annonciatrice des plissements montagneux du Massif central et des Alpes.

### Hydrographie
L'alimentation en eau s'effectue depuis la source du Nohain (fontaine d'Emme au sud du lieu-dit Chevigny en direction d'Entrains-sur-Nohain). Depuis le captage où est effectué une chloration, l'eau est acheminée vers un château d'eau enterré à la Montagne-des-Alouettes (lieu-dit le Trou de l'Arène) pour être ensuite directement distribuée sur l'ensemble du territoire communal. Le réseau date des années 1960, le creusement des tranchées pour le passage des conduites d'eau a été réalisé par les agriculteurs locaux à la force des bras. La station d'assainissement située à proximité de la déchèterie traite les eaux usées du bourg principal de la commune.
La source du Nohain située à la fontaine d'Emme est une résurgence de la nappe phréatique qui s'étend approximativement depuis le lieu-dit le Crot des Marches près de Fondelin (Nièvre) et sur un vaste territoire entre Château-du-Bois (commune d'Entrains-sur-Nohain) et Les Villenots (commune d'Étais-la-Sauvin).
La nappe phréatique ayant subi une importante pollution par l'usage intensif de pesticides, la commune s'est retrouvée privée d'eau pendant deux ans. À présent, la municipalité a engagé un vaste chantier de raccordement qui s'est achevé en mai 2018. Les habitants bénéficient de l'eau des captages desservant les communes de Sainpuits et Saints-en-Puisaye.

### Voies de communication et transports

#### Voies routières
La commune est desservie par cinq routes départementales, appelées RD dans le jargon des techniciens du service routier départemental (SRD) qui, pour Étais-la-Sauvin, sont rattachés à l'agence territoriale routière (ATR) d'Avallon. Ces agences territoriales routières, au nombre de six dans l'Yonne, sont administrées par le conseil départemental (anciennement conseil général).
Ces cinq routes départementales sont :
- la D 104 de Courson-les-Carrières à Entrains-sur-Nohain ;
- la D 39 de Coulanges-sur-Yonne à Étais-la-Sauvin ;
- la D 6 de Lainsecq à Billy-sur-Oisy ;
- la D 66 d'Étais-la-Sauvin à Sainpuits ;
- la D 125 de Sougères-en-Puisaye à l'intersection avec la D 957 (Clamecy - Entrains-sur-Nohain) ;

Les autres voies de circulation du village sont constituées des routes communales desservant tous les lieux-dits.

#### Ligne ferroviaire
La voie ferrée traversant la commune fait partie de la ligne de Laroche-Migennes à Cosne. Cette ligne, qui constituait une liaison stratégique entre les axes Paris-Lyon et Paris-Toulouse, fut déclarée d'utilité publique le 22 août 1881 et concédée à la compagnie PLM le 2 août 1886. La mise en service officielle date du 1er juin 1893.
La ligne était constituée d'une double voie dont la circulation des trains était régulée par un cantonnement à bloc manuel équipé de sémaphore. L'ancienne gare d'Étais-la-Sauvin est le point d'altitude le plus haut, les déclivités sont au maximum de 10 ‰.
C'est le 5 mai 1938 que le trafic voyageur cessa définitivement. Le trafic marchandise cessa le 18 mai 1952 sur la section allant d'Entrains-sur-Nohain à Cosne-sur-Loire, le déclassement a suivi le 27 juillet 1969 avec une dépose complète au cours des années 1960. Durant les deux guerres mondiales l'usage pour le transport militaire a été stratégique.
En 2015, la voie ferrée s'arrête à Entrains-sur-Nohain, elle est exploitée par la CFTA pour le fret de céréales. En 1989, ce sont 23 800 tonnes qui ont transité au silo d'Étais-la-Sauvin, silo exploité par la coopérative 110 Bourgogne. Les 25,5 km de la ligne ferroviaire entre Clamecy et Entrains-sur-Nohain étaient affectés à la CFTA depuis le 1er janvier 1977.
Au passage à niveau numéroté PN8 sur la route communale 10 entre les lieux-dits Les Joux et Le Tremblay, il y a encore les vestiges du système mécanique qui actionnait les barrières. La maison du garde-barrière est située au PN7 dans le Bois des Usages côté Nièvre. Le passage à niveau PN11 situé sur la D 125 près du silo (ancienne gare) a une particularité réglementaire : il est protégé par le panneau ferroviaire « ARRÊT », c'est le conducteur du train qui doit s'arrêter et fermer le passage avant de se remettre en marche à vue pour ensuite rouvrir le passage.
En 2015, les convois de fret céréalier sont tractés par des locomotives diesel BB-4800 (BB-63000 SNCF) d'une puissance de 500 kW exploitées par la CFTA. Le train touristique surnommé le Furet du Morvan a emprunté plusieurs fois la voie ferrée étaisienne, c'était un autorail diesel Renault X-3876 (dit Picasso) qui pesait 32 t et consommait 50 l aux 100 kilomètres pour une vitesse maximale de 120 km/h.
Pour marquer le centenaire de la ligne qui a eu lieu le 13 juin 1993, l'association des autorails de Bourgogne Franche-Comté (ABFC) a fait circuler depuis Dijon une rame de voyageurs tractée par un autorail diesel Renault (dit Picasso) X-4039 d'une puissance de 300 CV (250 kW) série X-3800 moteur Renault 517 G.

L'ancienne gare d'Étais-la-Sauvin
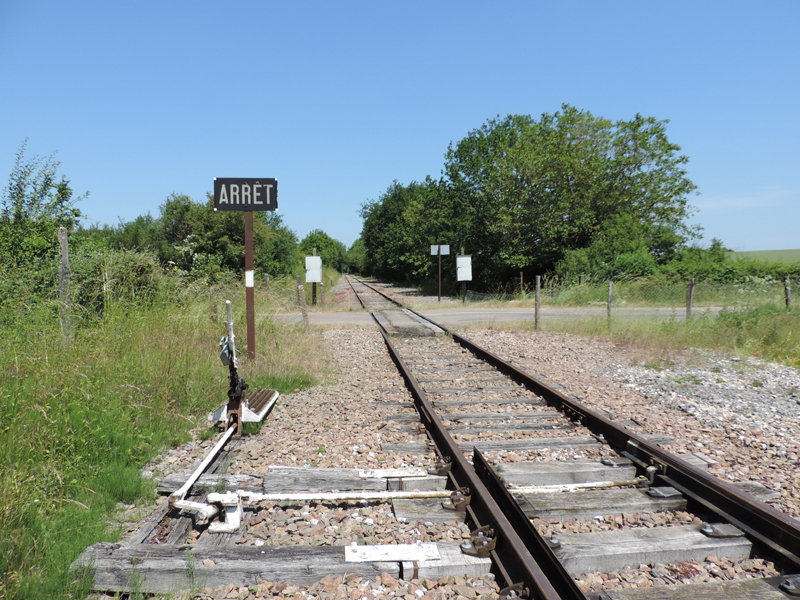
Le PN11 près de l'ancienne gare vu en direction de Clamecy. Au premier plan, la timonerie de l'aiguille et le signal « ARRÊT » imposé au conducteur du train.
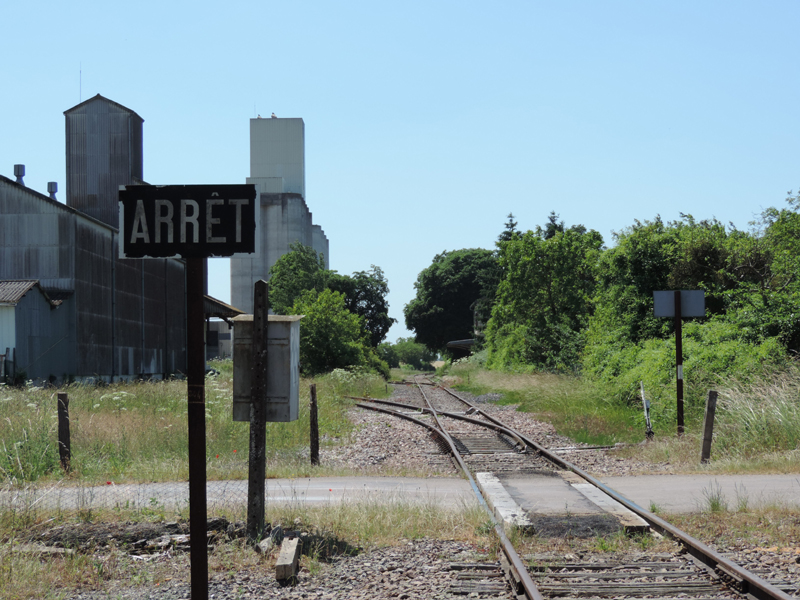
Le PN11 vu en direction de l'ancienne gare. Au premier plan, le signal « ARRÊT » imposé au conducteur du train.
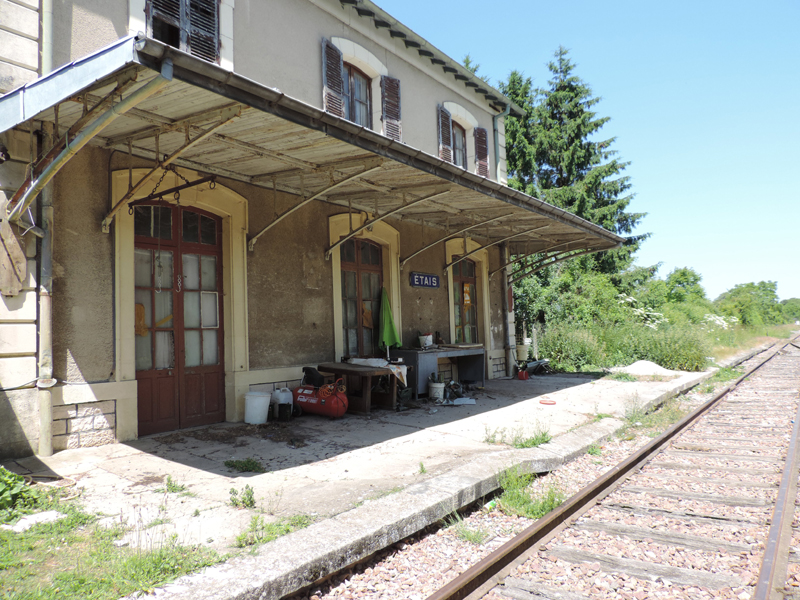
Le quai de l'ancienne gare d'Étais-la-Sauvin vu en direction de Clamecy.
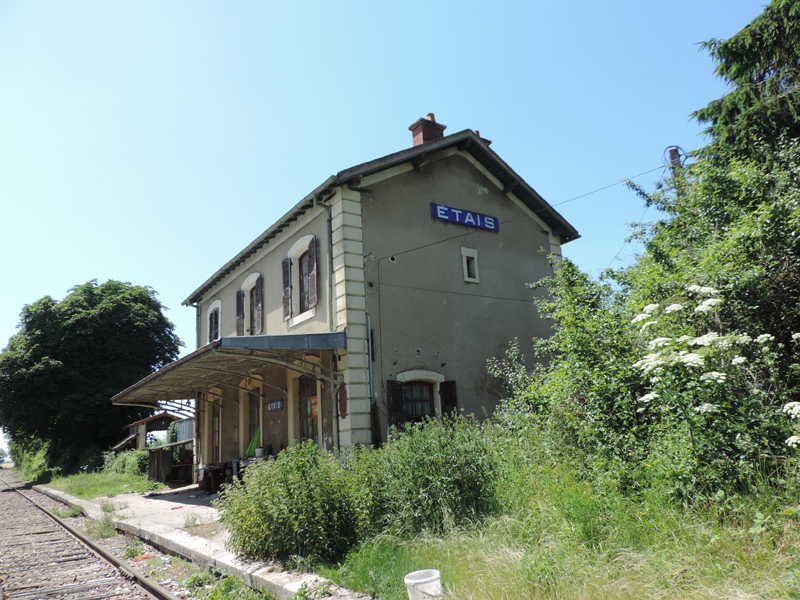
Ensemble du bâtiment de l'ancienne gare d'Étais-la-Sauvin.
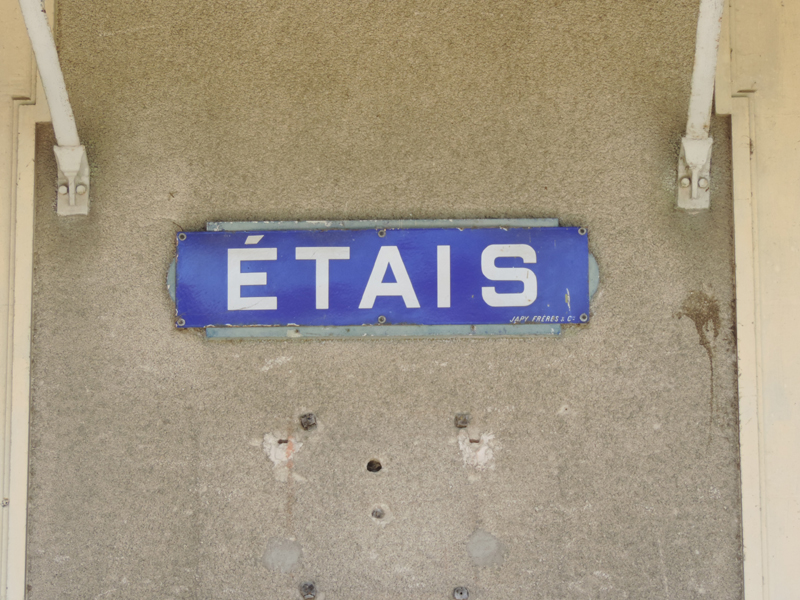
Plaque sur la façade de l'ancienne gare qui indiquait aux voyageurs le lieu de l'arrêt.

Le PN 8 sur la route communale 10
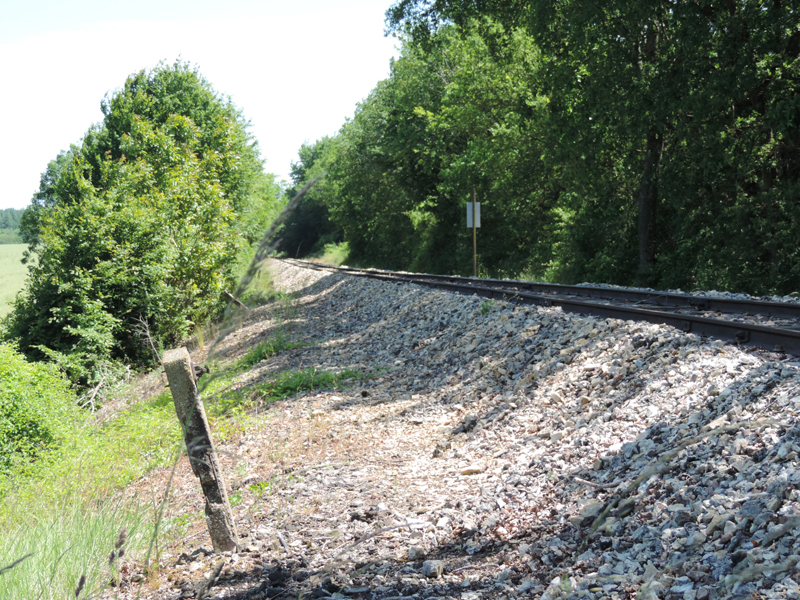
Un ancien poteau qui supportait le câble actionnant les barrières du passage à niveau (ici le PN8).
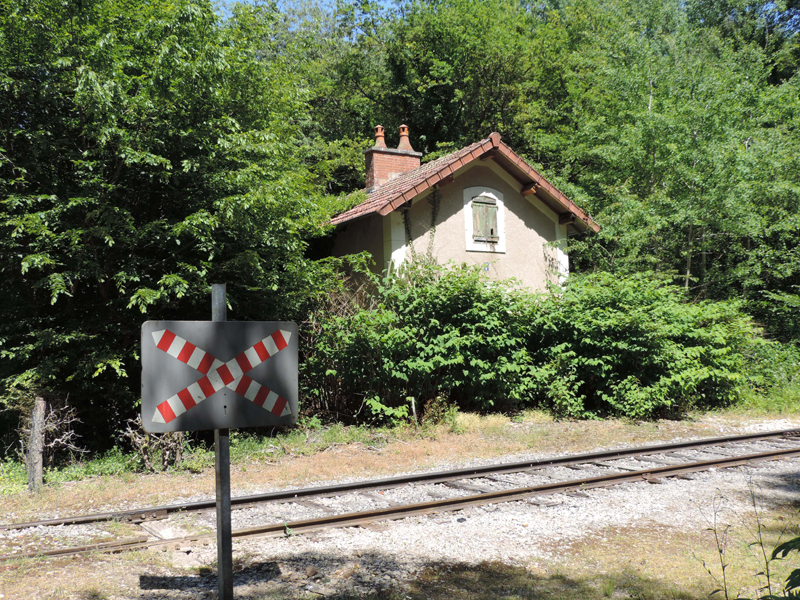
L'ancienne maison du garde-barrière situé au PN7 en pleine forêt des Usages de Billy.
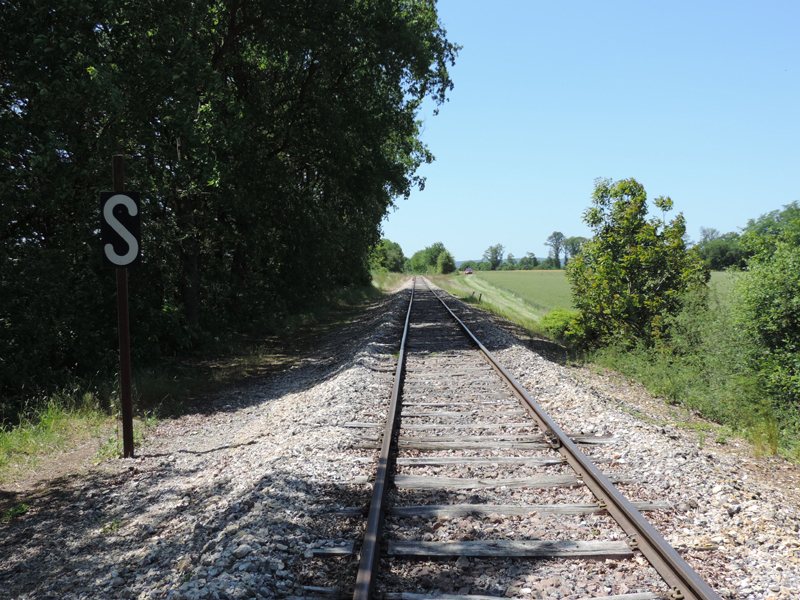
Signal S à l'approche du PN8 imposant au conducteur du train de siffler.
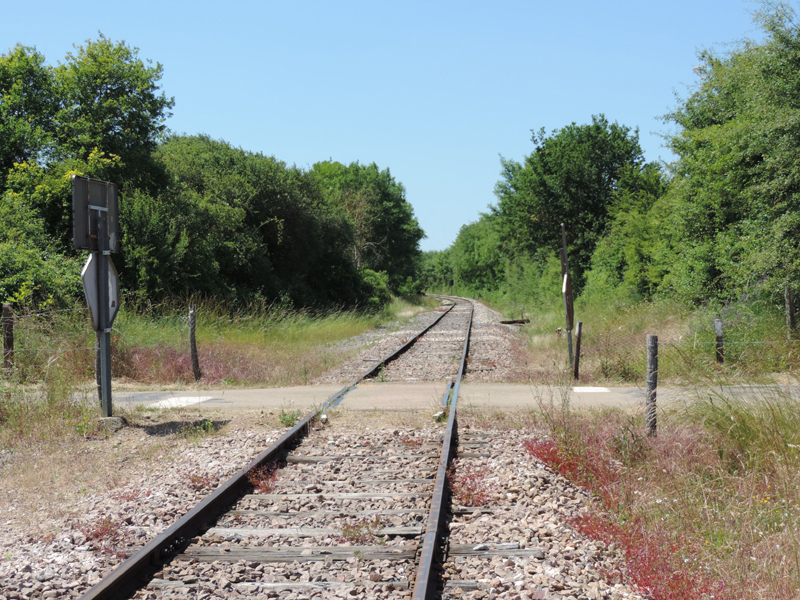
Le PN8 sur la route communale 10 vu en direction d'Étais-la-Sauvin.

La circulation des trains de fret céréalier a été définitivement supprimée en 2019. Le silo d'Étais-la-Sauvin est à présent desservi par transport routier.

### Climat
Pour des articles plus généraux, voir Climat de la Bourgogne-Franche-Comté et Climat de l'Yonne.
En 2010, le climat de la commune est de type climat océanique dégradé des plaines du Centre et du Nord, selon une étude du Centre national de la recherche scientifique s'appuyant sur une série de données couvrant la période 1971-2000. En 2020, Météo-France publie une typologie des climats de la France métropolitaine dans laquelle la commune est exposée à un climat océanique altéré et est dans la région climatique  Centre et contreforts nord du Massif Central, caractérisée par un air sec en été et un bon ensoleillement. 
Pour la période 1971-2000, la température annuelle moyenne est de 10,5 °C, avec une amplitude thermique annuelle de 15,8 °C. Le cumul annuel moyen de précipitations est de 830 mm, avec 12,7 jours de précipitations en janvier et 7,5 jours en juillet. Pour la période 1991-2020, la température moyenne annuelle observée sur la station météorologique de Météo-France la plus proche, « Molesmes_sapc », sur la commune de Les Hauts de Forterre à 13 km à vol d'oiseau, est de 11,1 °C et le cumul annuel moyen de précipitations est de 850,3 mm. 
La température maximale relevée sur cette station est de 40,6 °C, atteinte le 25 juillet 2019 ; la température minimale est de −20 °C, atteinte le 9 janvier 1985,,. 
Les paramètres climatiques de la commune ont été estimés pour le milieu du siècle (2041-2070) selon différents scénarios d'émission de gaz à effet de serre à partir des nouvelles projections climatiques de référence DRIAS-2020. Ils sont consultables sur un site dédié publié par Météo-France en novembre 2022.

## Urbanisme

### Typologie
Au 1er janvier 2024, Étais-la-Sauvin est catégorisée commune rurale à habitat très dispersé, selon la nouvelle grille communale de densité à sept niveaux définie par l'Insee en 2022.
Elle est située hors unité urbaine et hors attraction des villes,.

### Occupation des sols
L'occupation des sols de la commune, telle qu'elle ressort de la base de données européenne d’occupation biophysique des sols Corine Land Cover (CLC), est marquée par l'importance des territoires agricoles (77,9 % en 2018), une proportion identique à celle de 1990 (77,9 %). La répartition détaillée en 2018 est la suivante : 
terres arables (72,9 %), forêts (20,3 %), zones agricoles hétérogènes (5 %), zones urbanisées (1,8 %). L'évolution de l’occupation des sols de la commune et de ses infrastructures peut être observée sur les différentes représentations cartographiques du territoire : la carte de Cassini (XVIIIe siècle), la carte d'état-major (1820-1866) et les cartes ou photos aériennes de l'IGN pour la période actuelle (1950 à aujourd'hui).

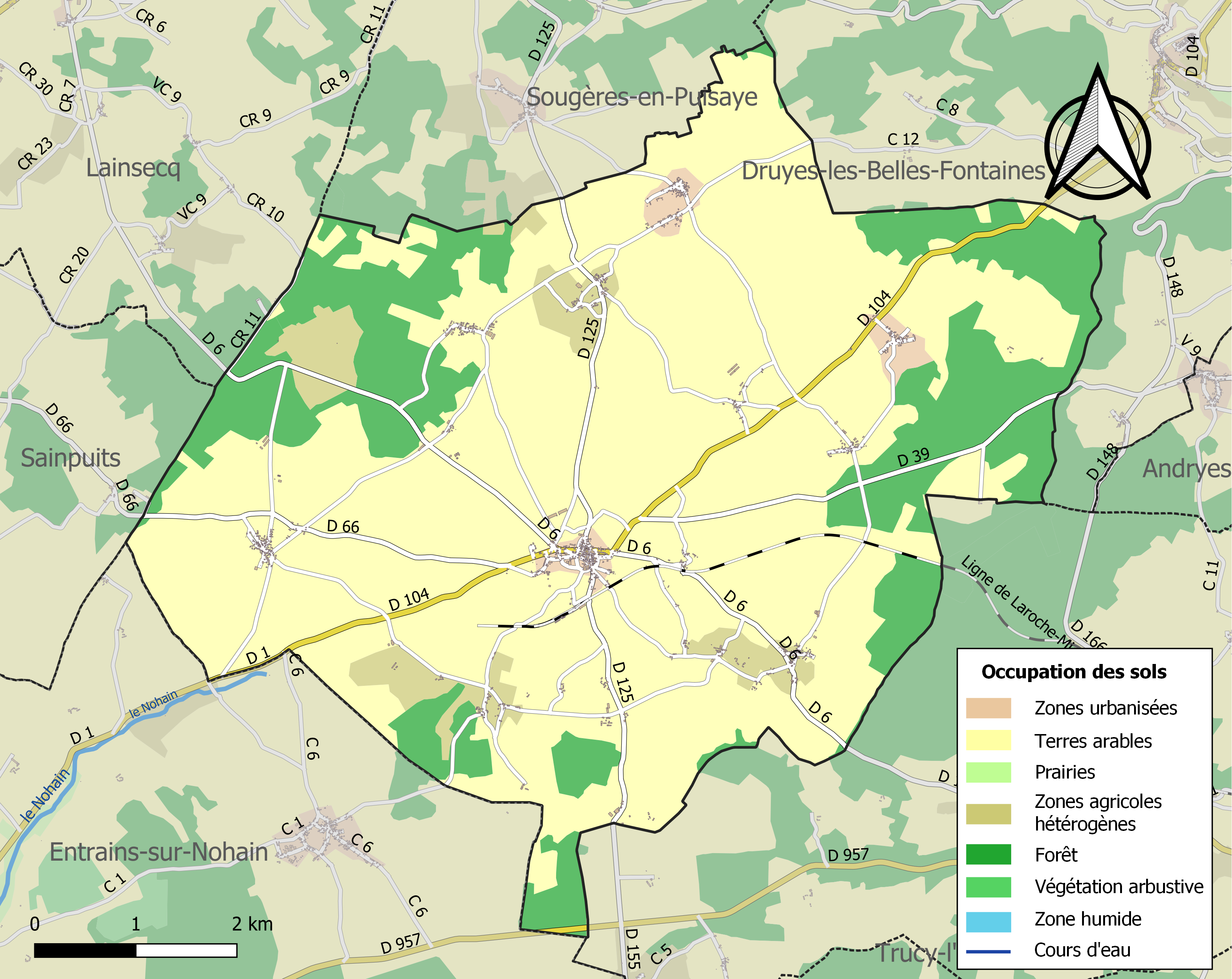
Carte des infrastructures et de l'occupation des sols de la commune en 2018 (CLC).

### Morphologie urbaine
Outre le bourg, le territoire de la commune est composé de plusieurs lieux-dits : Bois-Avril, Chevigny, les Gallois, la Marseillaise, la Poterie, la Sauvin, Val-de-la-Croix, Vellery et bien d'autres.

### Logement
En 2009, le nombre total de logements dans la commune était de 484, alors qu'il était de 458 en 1999.
Parmi ces logements, 59,9 % étaient des résidences principales, 30,9 % des résidences secondaires et 9,2 % des logements vacants. Ces logements étaient pour 98,1 % d'entre eux des maisons individuelles et pour 1,9 % des appartements.
La proportion des résidences principales, propriétés de leurs occupants était de 84,0 %, comme en 1999. La part de logements HLM loués vides (logements sociaux) était de 2,4 % contre à,4 % en 1999.

## Toponymie
L’origine du nom Étais de la commune varie au cours des siècles, des recherches ont encore lieu à ce sujet. L'origine latine est tectum signifiant maison, demeure ou habitation, et stativa désignant une implantation fixe. En l'an 1247, le nom de Testæ apparaît en lien historique avec la bataille de Fontenoy. Testæ Milonis (Test Milon en français) est le nom d'un combattant de Fontenoy. Il devient Les Tais en 1296, Testis dans la période 1369 à 1370 et enfin Teste à la fin du XVe siècle. Cependant au XIVe siècle le nom Estet est utilisé et la baronnie de Donzy (dans la Nièvre) fait usage des expressions Les Tais et Ethez. En 1609, l'état civil emploie les mots Ethez et Estais, ce dernier deviendra Estaix à la Révolution française en 1789. Bien que l'orthographe Étais-la-Sauvin soit acquise définitivement au XIXe siècle, on la retrouve durant le XVIIe siècle sous la forme Étais-La Sauvin.

## Histoire

### Origine celte
Le tout premier village situé sur le Montivieux serait d'origine celtique dans la période allant du VIe au Ve siècle av. J.-C. Il s'agissait du peuple boïen originaire de la Bohême (actuelle République tchèque). Le nom du lieu-dit Montivieux figure sur les cartes de Cassini (XVIIIe siècle), ce nom vient de l'expression Montil viel signifiant vieux petit mont, en latin Montivium. La présence des Celtes est attestée par les vestiges de tumulus retrouvés essentiellement au lieu-dit la Sauvin, entre la Sauvin etlLa Poterie, et près de Vellery au Gros Teureau en direction de la Montagne-des-Alouettes. Les tumulus étaient des amoncellements funéraires en terre à l'époque celtique. La carte de Peutinger situe la tribu Cambiovicenses sur trois territoires : Brivoduro (Briare dans le Loiret), Massava (Mesves-sur-Loire dans la Nièvre) et Aquismisincii (Entrains-sur-Nohain dans la Nièvre). Les Cambiovicenses (signifiant combattants victorieux) font partie du peuple celte boïen implanté en Puisaye après la défaite des Helvètes vers 58 av. J.-C. Les Boïens entretenaient les faveurs de l'empereur Jules César pour s'entendre avec les Éduens face aux ethnies celtes Carnutes, Bituriges et Arvernes non favorables au régime de Rome. Les limites géographiques du territoire celte pauyodin étaient :
- au nord, Châtel-Censoir et la forêt de Frétoy ;
- au sud, la Loire et Nevers ;
- à l'ouest, Entrains-sur-Nohain ;
- à l'est, la rive droite de l'Yonne.

### Période gallo-romaine
C'est à partir de la fin du IIe siècle av. J.-C. que la Gaule celtique est progressivement colonisée par les Romains sous le règne de Jules César. C'est le peuple gaulois des Éduens qui prédomine sur les territoires actuels du Nivernais et de Puisaye-Forterre au sein de la vaste province romaine de Lyon (Lugdunum). Leur capitale est Bibracte puis Augustodunum (Autun). En 52 av. J.-C., Jules César est menacé par Vercingétorix. Il fait appel aux Boïens pour résister. Les Cambiovicenses occupent alors toute une zone centrée sur Aquismisincii.
C'est à partir de cette nouvelle époque dite gallo-romaine que le village du Montivieux prend le nom latin Tectum stativa qui deviendra bien plus tard Étais-la-Sauvin. Tectum signifiant maison, demeure ou habitation, et stativa désignant une implantation fixe.
Non loin de là va s'établir une place romaine stratégique, Intaranum (actuel village d'Entrains-sur-Nohain), plusieurs grandes voies romaines s'y croisent, notamment la voie Agrippa qui relie Auxerre (Autessiodurum) à Bourges (Avaricum) en passant par la Montagne-des-Alouettes. Au Ve siècle, la villa romaine Capitinarius est située au lieu dit aujourd'hui Chevigny. Au cours du IVe siècle, l'empereur Julien donne son nom à une tour d'Étais-la-Sauvin aujourd'hui disparue. De nombreuses découvertes fortuites effectuées par des cultivateurs vers la fin du XIXe siècle démontrent que le territoire d'Étais-la-Sauvin était sous domination romaine.
Depuis 1863, le musée Auguste Grasset de Varzy possède une collection de divers objets provenant de fouilles archéologiques menées sur le territoire d'Étais-la-Sauvin.

### Influence de la guerre de Cent Ans et fortification auXVIesiècle
C'est lors de la guerre de Cent Ans que le village du Montivieux est entièrement détruit. Au XVIe siècle, il est reconstruit à son emplacement actuel après ce conflit médiéval majeur puis fortifié sous le règne de François Ier.

Vestiges souterrains d'une dépendance de l'ancien château d'Étais-la-Sauvin, route de Sougères
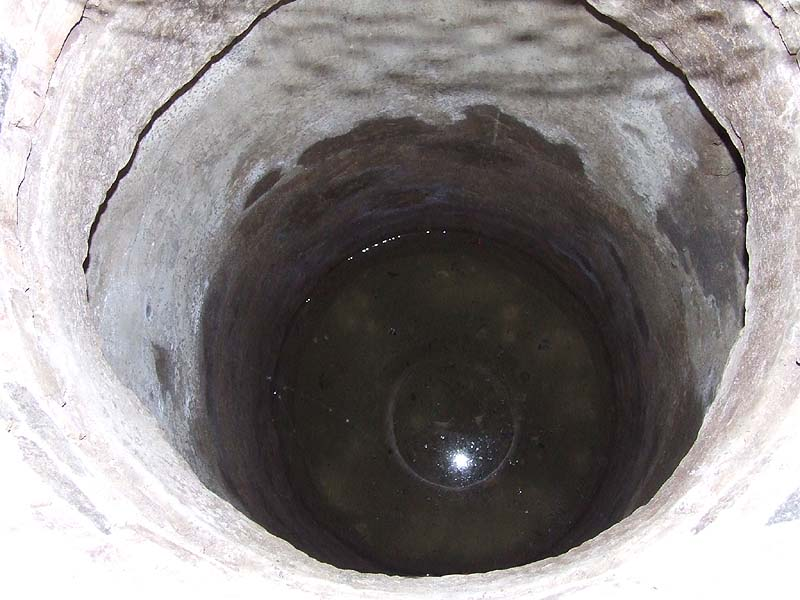
Puits de résurgence qui alimentait certainement des fossés du mur fortifié.
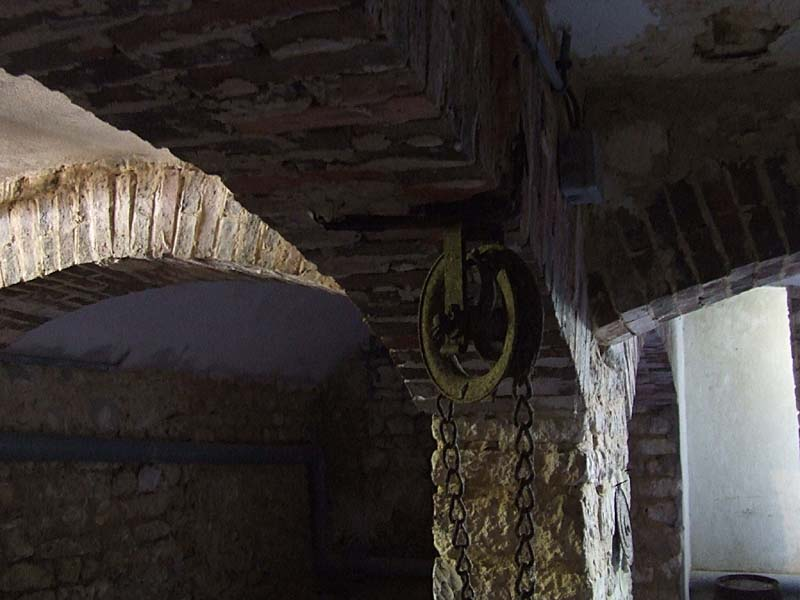
Palan du puits avec sa chaîne.
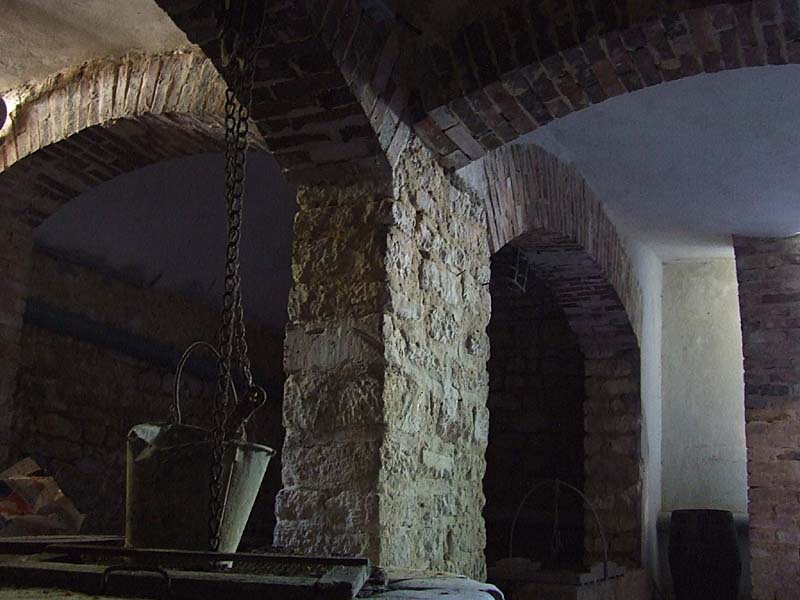
Le souterrain avec le pilier central soutenant l'infrastructure supérieure grâce aux quatre voussoirs plein cintre en briques.
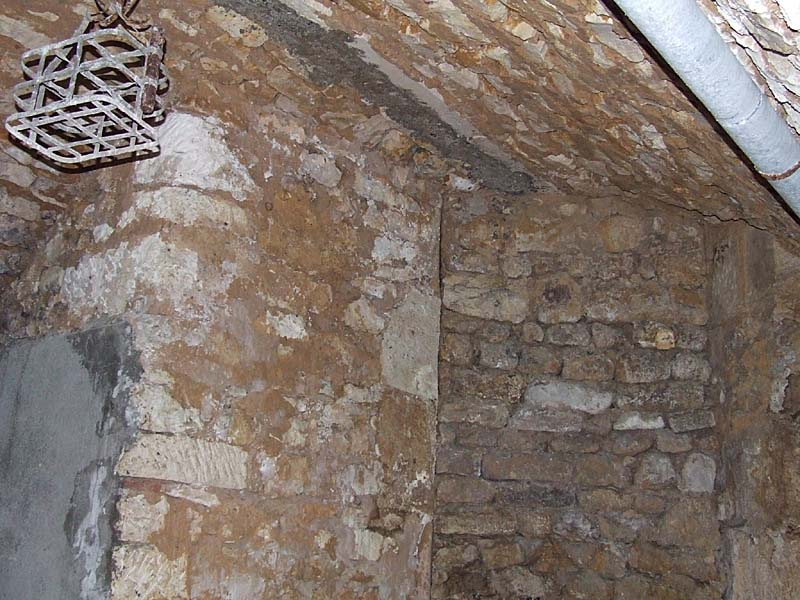
Fondation d'un probable contrefort qui devait assurer un soutènement.

La présence de fortifications s'avère nécessaire face à la menace grandissante d'une part, des huguenots venant d'Entrains-sur-Nohain et, d'autre part, des mouvements calvinistes plus généraux. Les habitants du secteur d'Étais-la-Sauvin sont alors victimes de pillages et de destructions. Des campagnes de recherches ont permis de révéler les vestiges des fossés qui renforçaient la défense des deux portes principales de l'enceinte fortifiée du village. Les mares actuelles du village constituent les restes de ces anciens fossés. Il y avait la « Porte d'en Haut » qui se situait près du bâtiment de l'ancienne Poste (route de la Gare) d'où partaient les chemins vers Clamecy et Corvol-l'Orgueilleux. Il y avait la « Porte d'en Bas » qui se situait près de la croisée de la rue de la Vigne avec la Grande Rue d'où partait le chemin en direction d'Entrains-sur-Nohain. La cave située sous l'ancienne Poste révèle côté sud les vestiges d'une galerie souterraine qui correspond à l'écoulement des eaux du fossé qui était près de la « Porte d'en Haut ».

Vestige souterrain de la galerie des eaux de la « Porte d'en Haut », route de la Gare
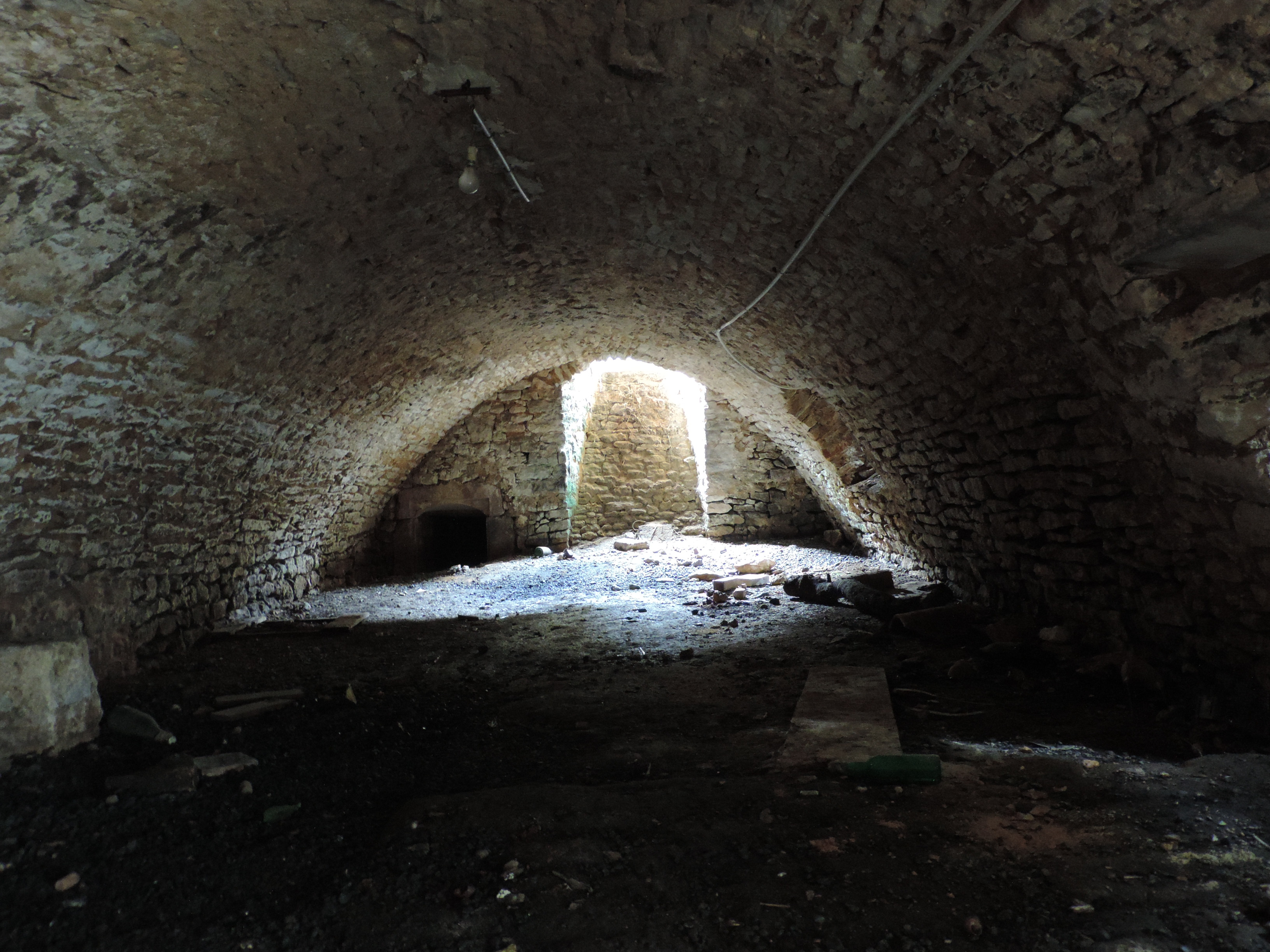
Cave sous l'agence postale donnant accès à l'ancienne galerie du fossé de la « Porte d'en Haut ».
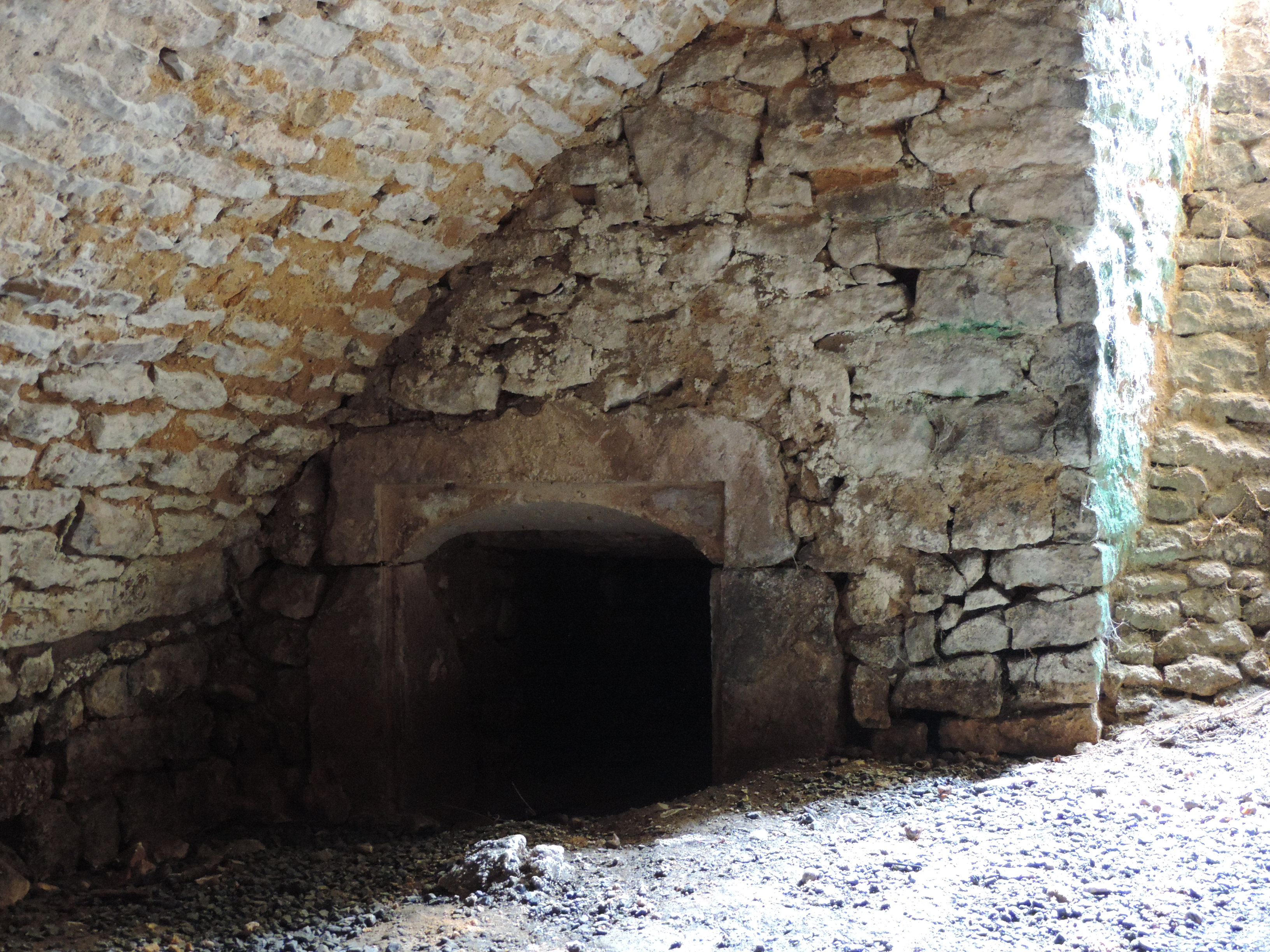
L'accès à la galerie du fossé.
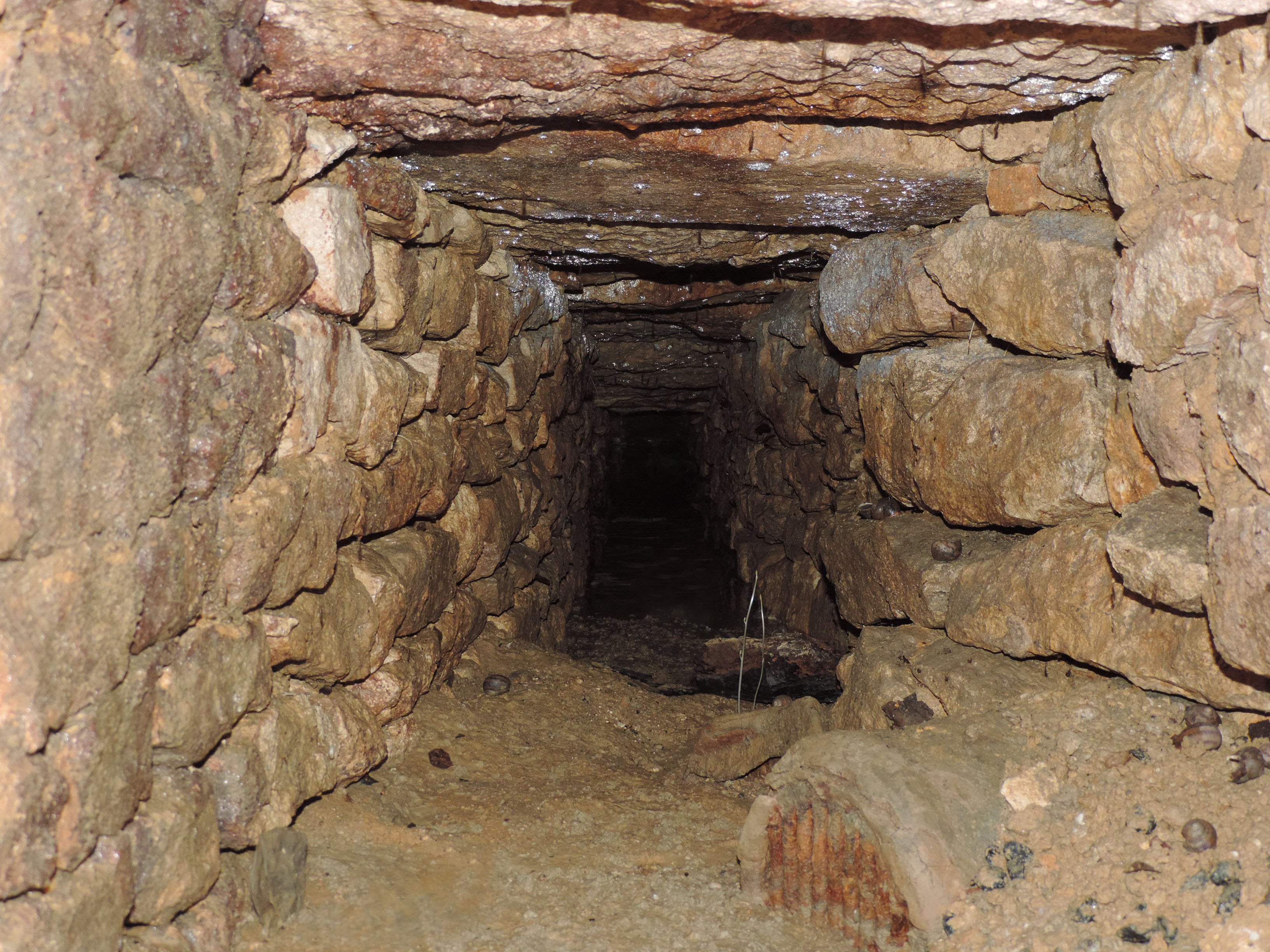
Conduit de la galerie allant en direction de l'ancienne « Porte d'en Haut ».

Vestiges de l'ancien château d'Étais-la-Sauvin, place du Champ de Foire
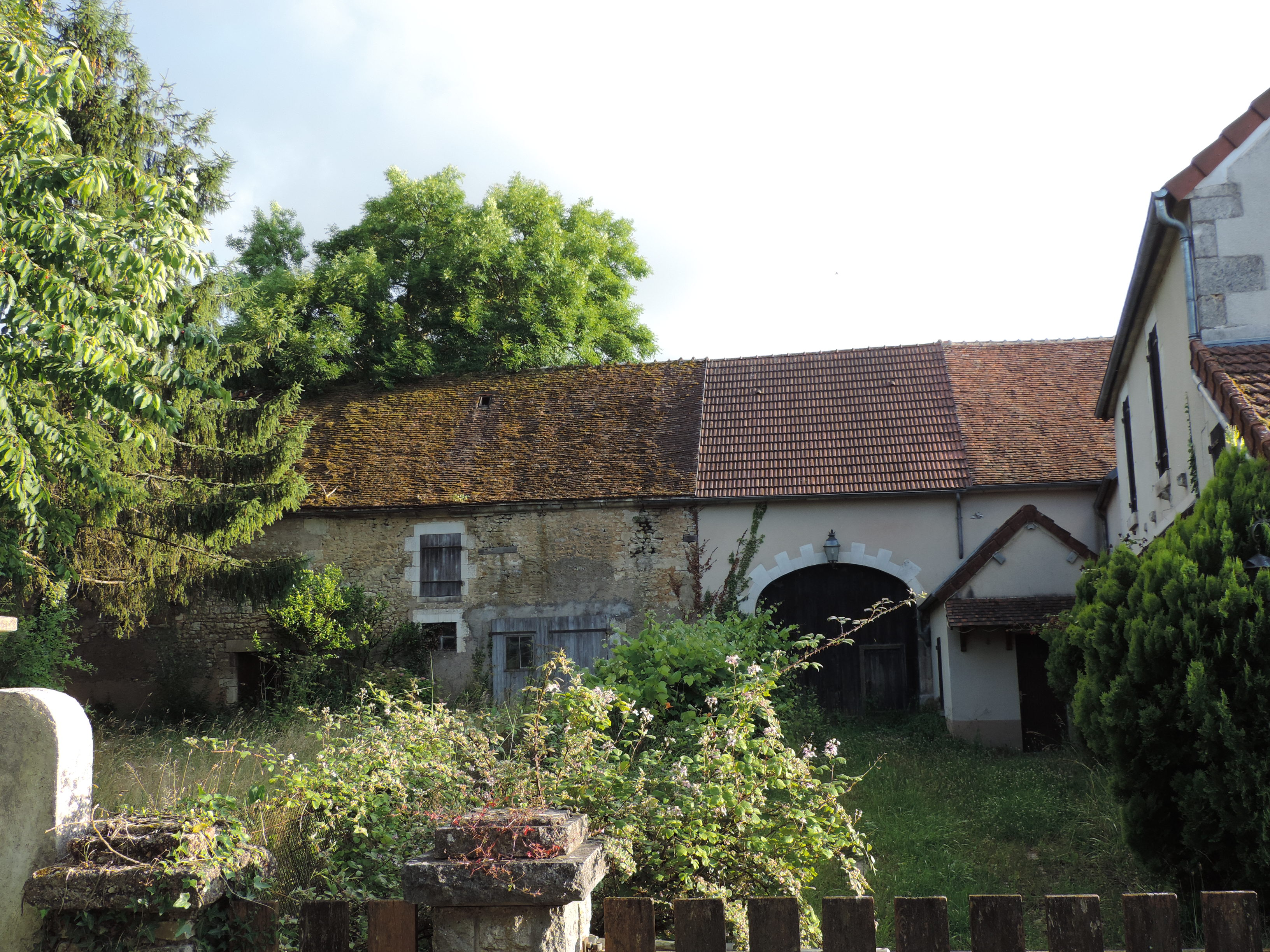
Emplacement de l'ancien château fortifié.
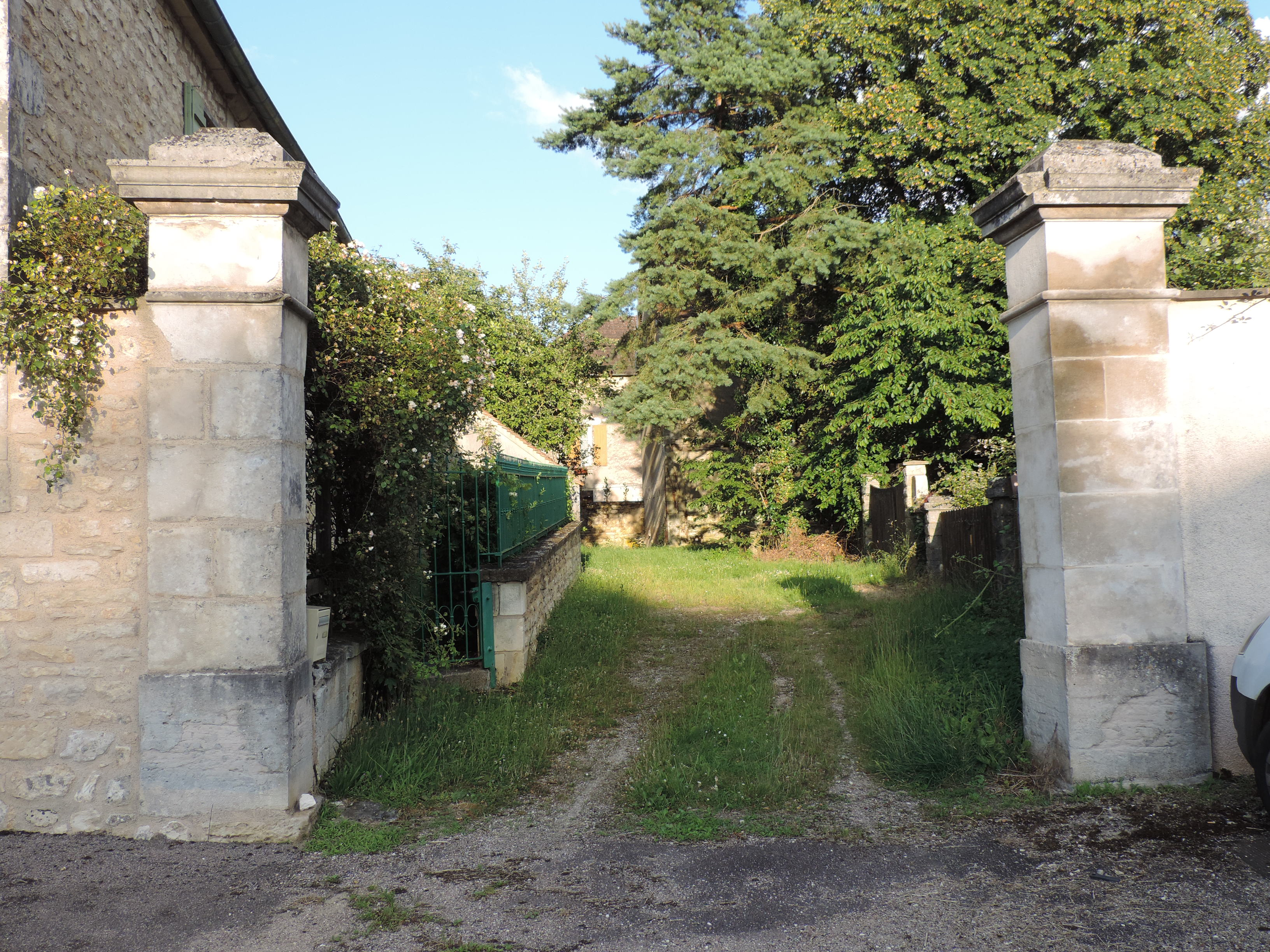
Entrée principale de l'ancien château fortifié.
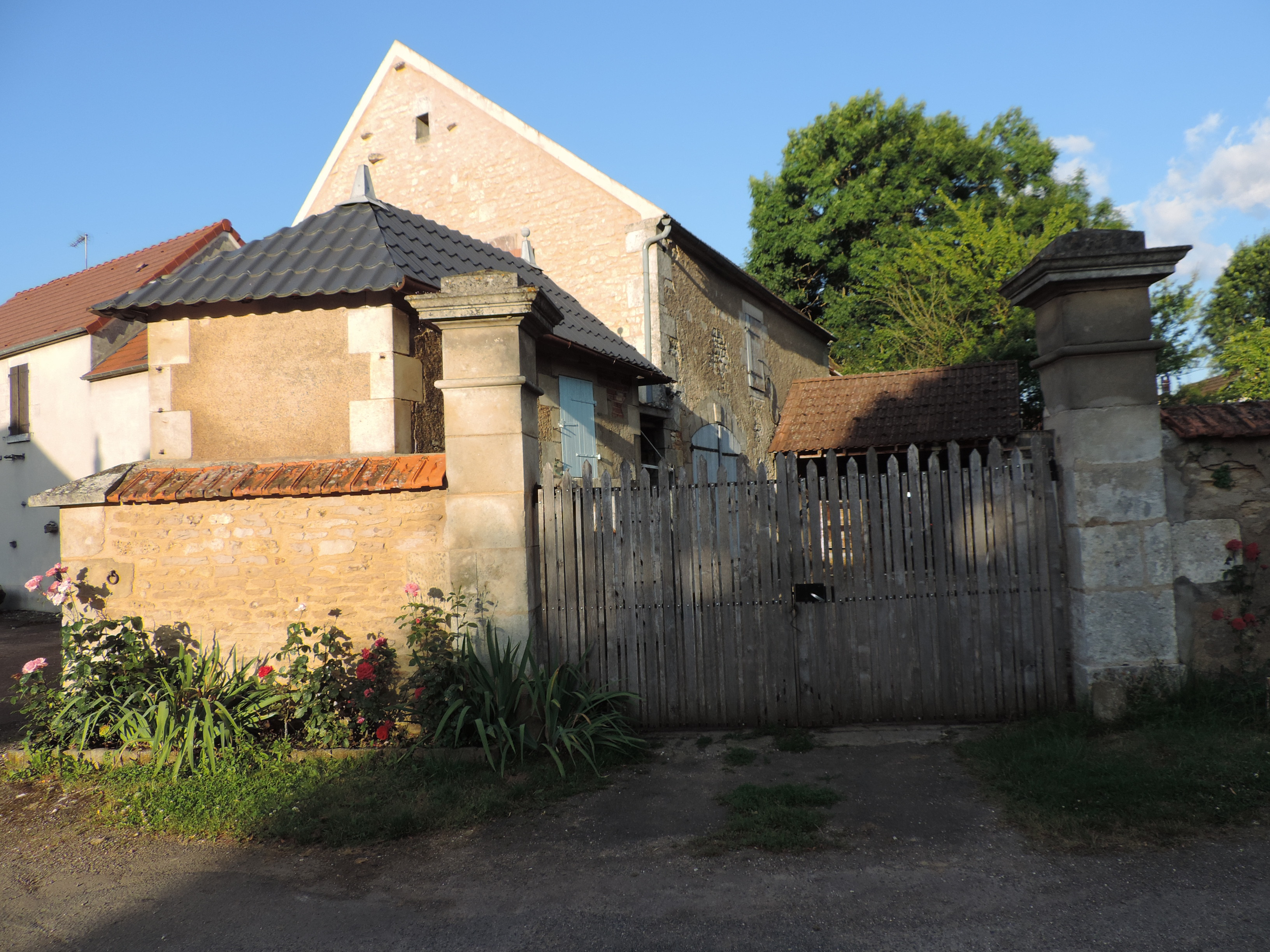
Autre entrée de l'ancien château fortifié, située près d'un pigeonnier.
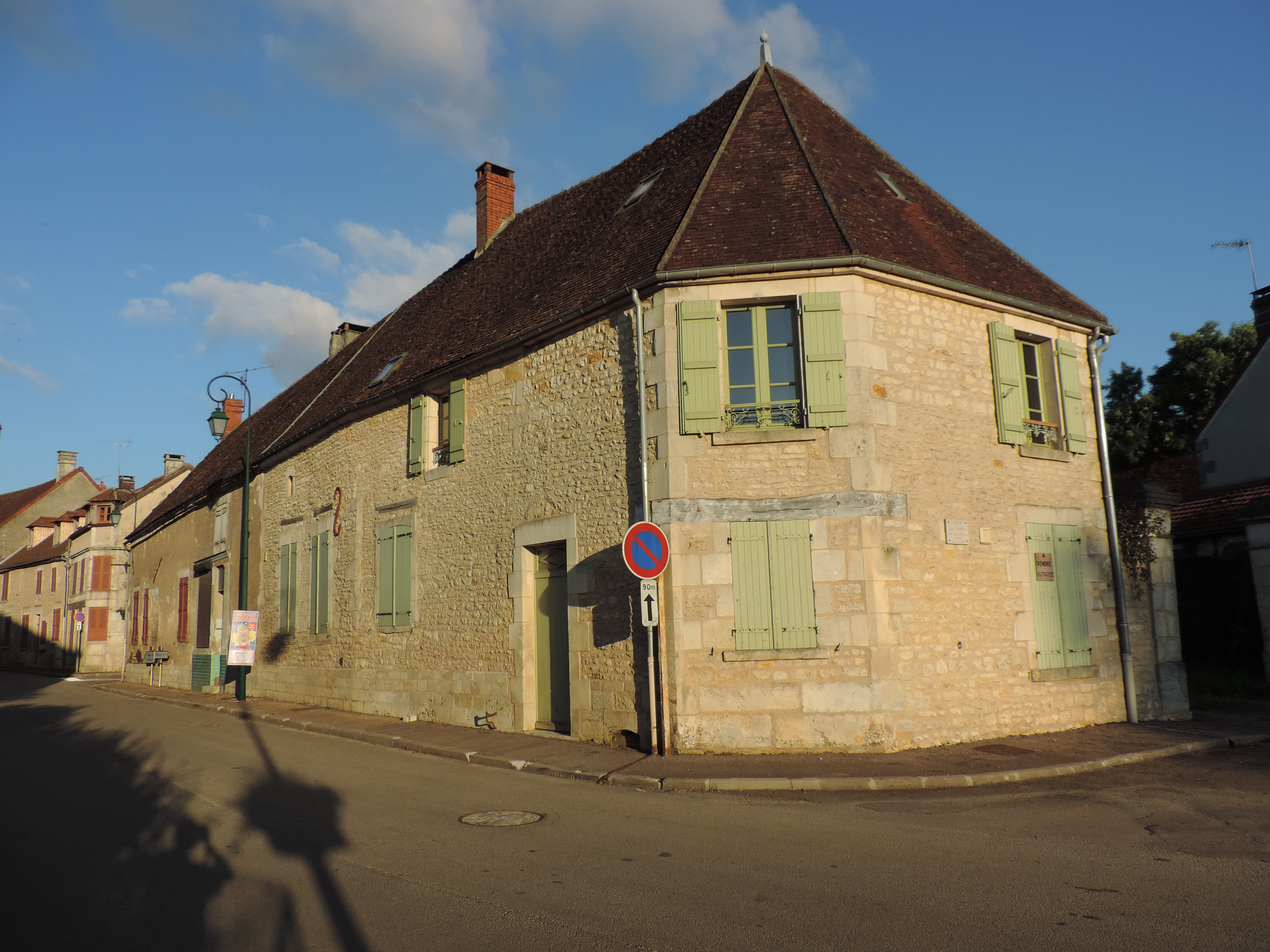
Bâtiment qui servait probablement d'accueil seigneural. Aujourd'hui cette maison appartient à la famille du comédien Michel Bouquet.
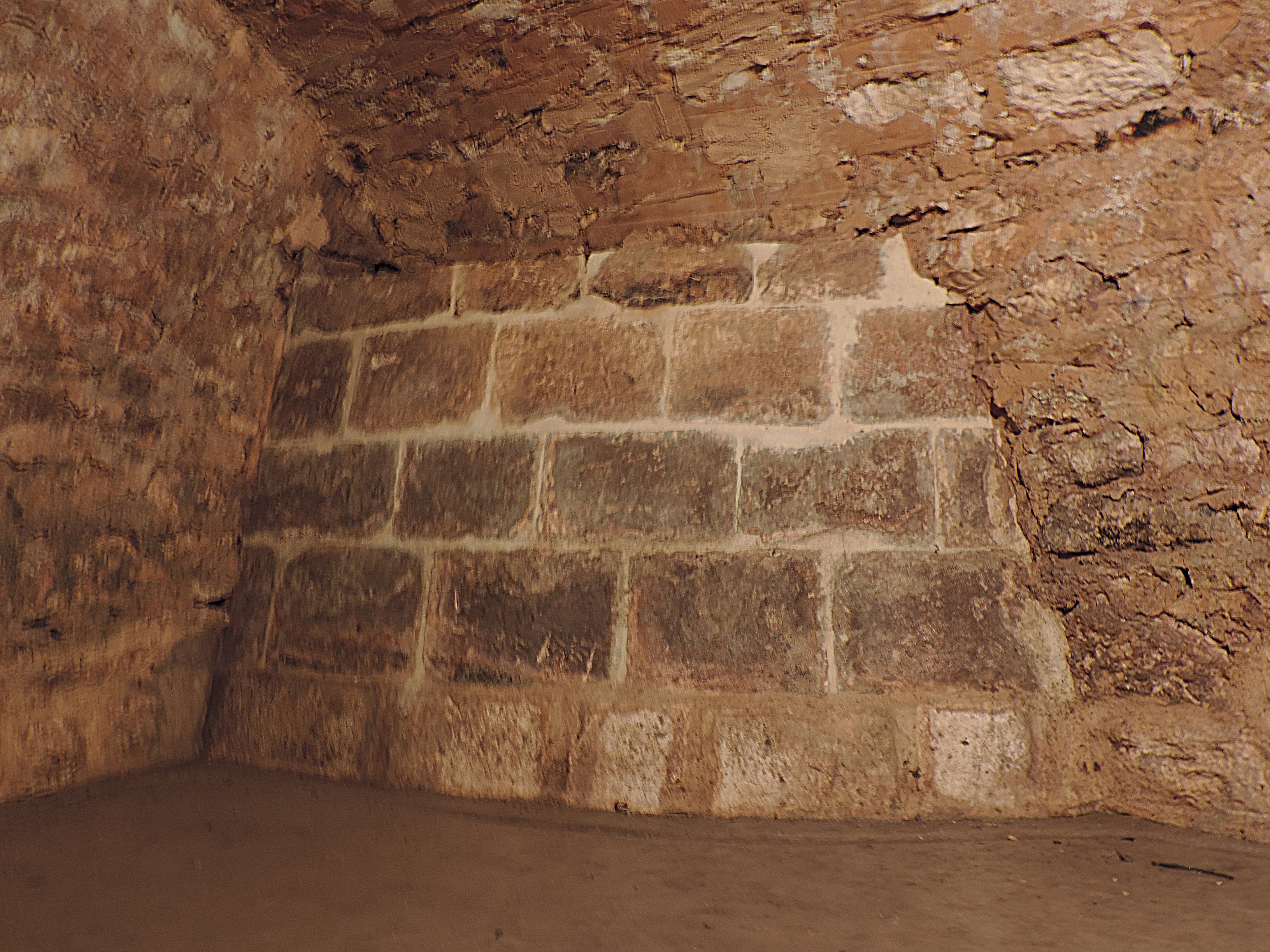
Vestige souterrain des fondations d'une ancienne tour importante de la châtellenie.
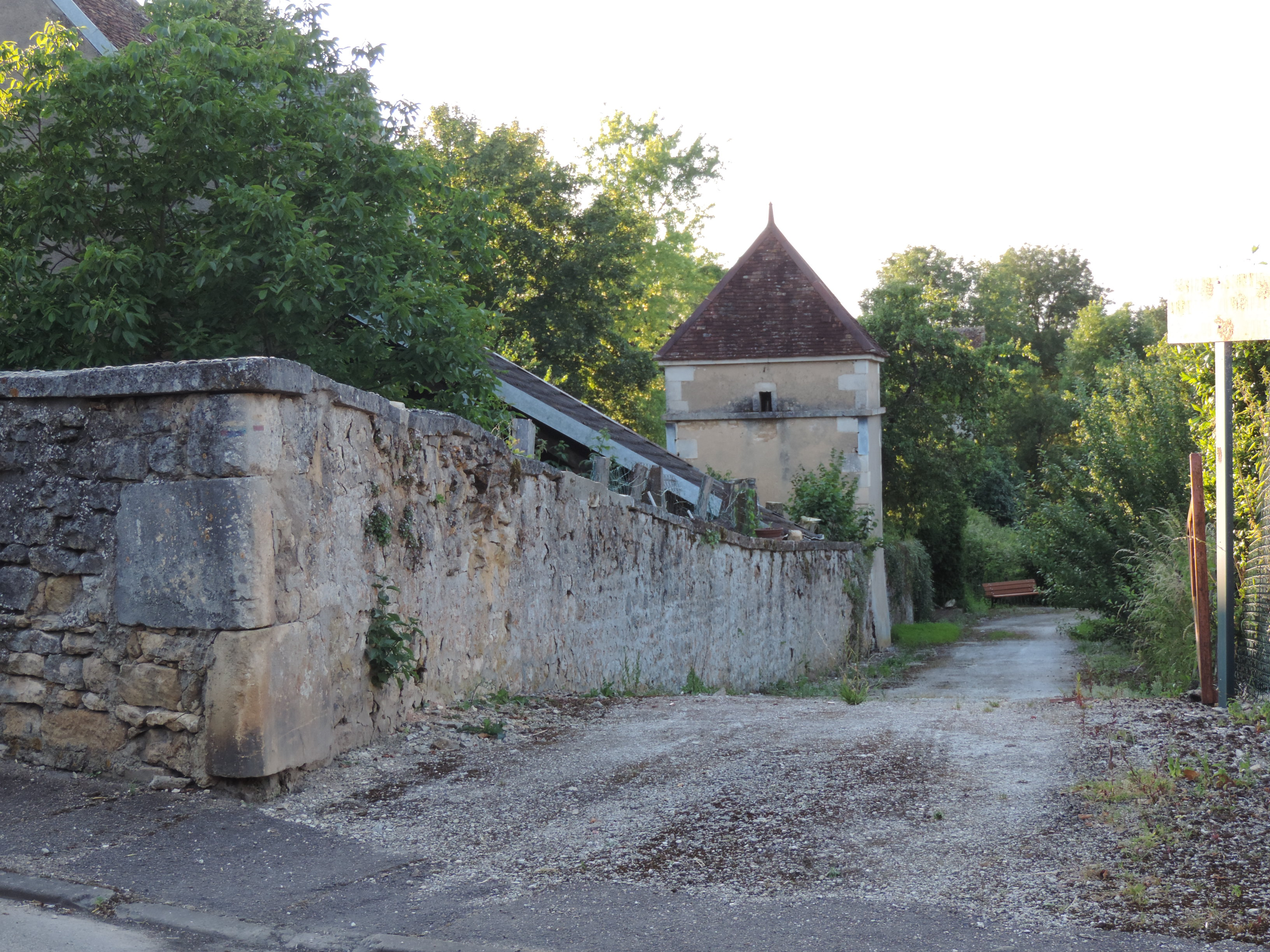
Vestige de l'ancienne muraille fortifiée du village située près de l'église (chemin du Montivieux).
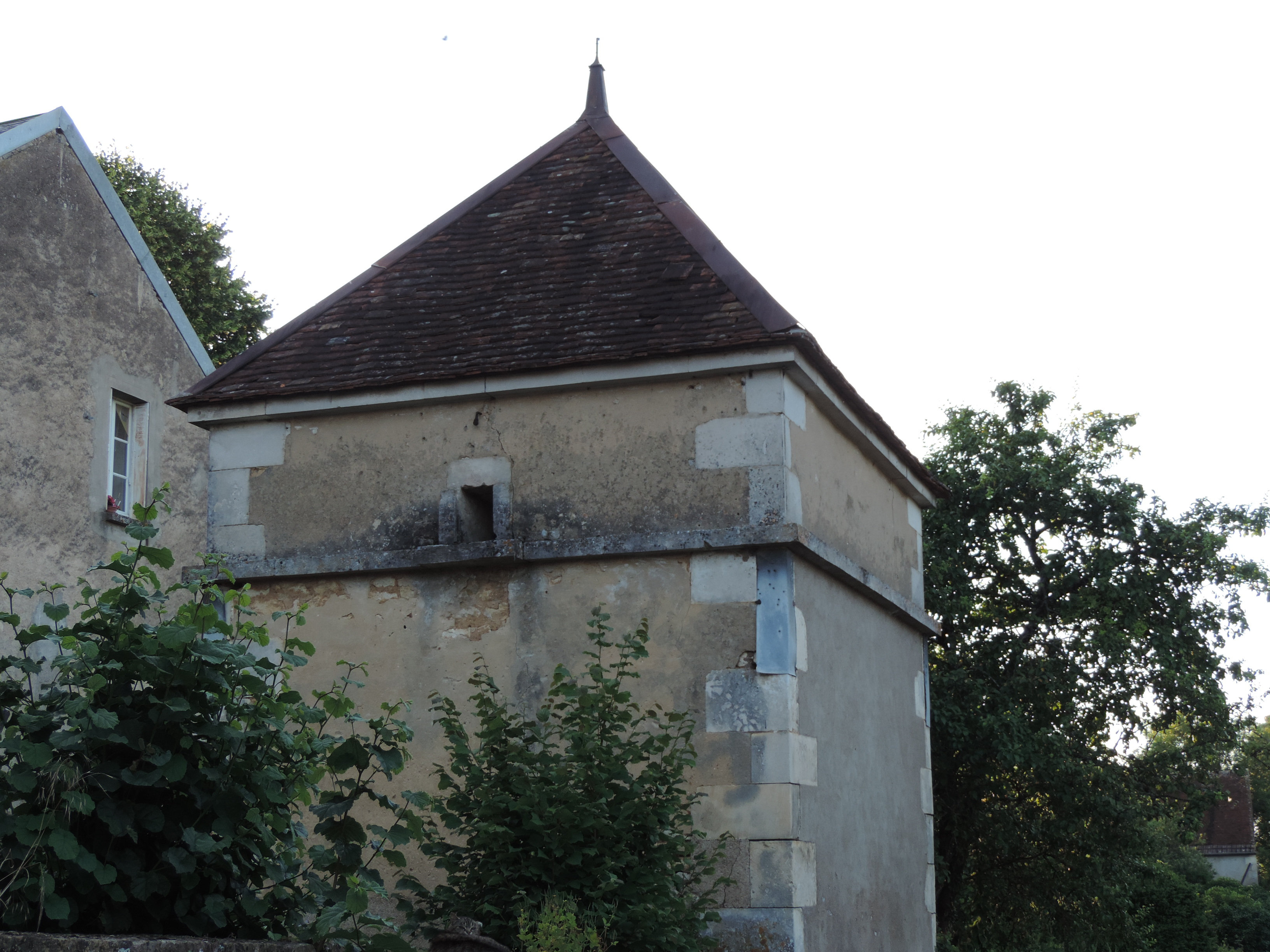
Tour située sur le parcours oriental de l'ancienne muraille fortifiée (chemin du Montivieux).

À partir de la « Porte d'en Haut », le mur fortifié longeait la rue de la Vigne jusqu'à la place du Champ-de-Foire et rejoignait la « Porte d'en Bas » située Grande Rue. Au-delà, le mur continuait rue des Jardins vers le nord jusqu'à la route de Sougères pour ensuite revenir vers l'église en longeant la rue du Cordier appelée aussi chemin du Montivieux. Depuis la place Neuve au chevet de l'église, le mur continuait le long de la rue de l'Église puis de la rue du Cimetière qui rejoint la « Porte d'en Haut ».

### Historicité territoriale
Au cours du temps, il y a eu beaucoup d'hésitations entre les orthographes Étais et Étais-la-Sauvin. Cela étant essentiellement dû au statut des circonscriptions fiscales et paroissiales.
À l'origine, la paroisse d'Étais dépend de la vaste circonscription paroissiale de Gien-sur-Loire qui est réformée pour s'implanter à Clamecy (dans la Nièvre). Bien qu'Étais-la-Sauvin soit liée fiscalement à la circonscription de Clamecy, les paroisses voisines restent sous la dépendance de Gien-sur-Loire. Or le fief de La Sauvin, bien que situé sur le territoire de la châtellenie d'Étais, dépend légalement de Sougères donc de la châtellenie de Druyes-les-Belles-Fontaines. Afin de clarifier cette situation administrative complexe, les officiers de Clamecy prennent l'habitude de rattacher le nom de La Sauvin à celui de Étais, ce qui est à l'origine de son nom actuel « Étais-la-Sauvin ». Le clergé et les habitants du village refusent cette appellation, la considérant trop administrative.
À la suite d'une délibération du 15 octobre 1893, le conseil municipal demande que le nom définitif de la commune soit Étais-la-Sauvin. La direction des postes et télégraphes appuie cette demande. Le conseil général de l'Yonne valide par décret le nom de la commune le 19 octobre 1894.
Durant une longue période, le grand terrain occupé de nos jours par l'école communale, abritait l'une des plus belles roseraies de Bourgogne qui appartenait au docteur Carré, père de Juliette Carré, épouse de Michel Bouquet. C'est en 1955 que l'école actuelle est construite. Cette roseraie était riche de quatre mille cinq cents rosiers répartis en mille huit cents espèces, elle était considérée la troisième roseraie de France.

### Particularité du lieu-dit Chevigny
À l'époque romaine, Chevigny est une place importante ; au début du Ve siècle, elle a le titre de villa Capitinarius. À partir de 1172 ce lieu-dit, qui a toujours été le plus important du village, devient Cavanniacum rappelant l'origine celtique du lieu. Cavanniacum signifie littéralement domaine du hibou, le mot latin cavannus se traduit par chouette hulotte. Dans la tradition romaine, le hibou ou la chouette sont symbole de sagesse et d'intelligence, or une villa est toujours le lieu de résidence d'un personnage de haut rang.
Au cours de la période médiévale, le fief de Chevigny fait partie de la châtellenie d'Étais-la-Sauvin qui est sous l'autorité du comte de Nevers. Le 8 septembre 1119 est fondée au lieu-dit Bourras près de Saint-Malo-en-Donziois (dans la Nièvre entre Varzy et La Charité-sur-Loire près de Châteauneuf-Val-de-Bargis) une abbaye cistercienne placée sous l'autorité de l'abbaye de Pontigny. Le seigneur de Bourras est également seigneur spirituel et temporel du fief de Chevigny. Les moines convers de Bourras y résident, ils entretiennent d'importants troupeaux et cultivent les terres jusqu'au XIVe siècle. Une chapelle est édifiée au cours du XIIe siècle dédiée à sainte Camille à partir du XVIIe siècle (voir plus loin la section à propos de la chapelle de Chevigny). Les moines convers quittent les lieux à la Révolution lors de la dissolution de l'abbaye de Bourras.

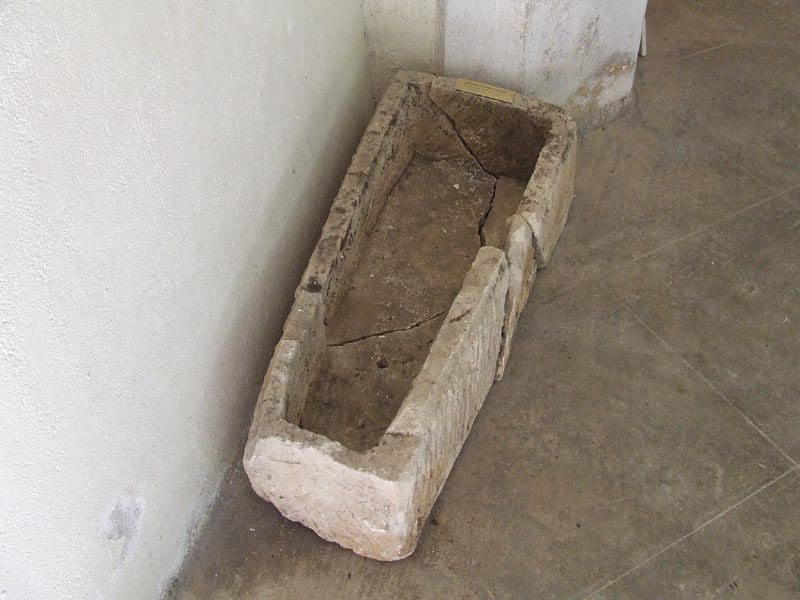
Sarcophage d'adolescent retrouvé dans le cimetière mérovingien de Chevigny et conservé à l'église d'Étais-la-Sauvin.

Des fouilles archéologiques effectuées en 1935 par Robert Dauvergne et son ami René Louis ont révélé la présence de nombreux sarcophages en pierre d'un cimetière mérovingien près de Chevigny en allant vers Sainpuits. Les résultats de ces fouilles sont visibles au musée d'Entrains-sur-Nohain.
La mise en exploitation d'une carrière au début de la période carolingienne sur le lieu-dit le Cercueil de l'ancienne nécropole mérovingienne a malheureusement entraîné la destruction de tous les vestiges. La carrière de Chevigny a été tout d'abord exploitée par les Romains pour réaliser des sarcophages ornés puis elle a servi au XXe siècle pour l'entretien de la voirie communale.

## Politique et administration

### Administration municipale
Le nombre d'habitants au dernier recensement étant compris entre 500 et 1 499, le nombre de membres du conseil municipal est de 15.

### Tendances politiques et résultats
À l'issue des élections départementales et communautaires de 2014, treize conseillers municipaux sont élus dès le premier tour et deux au second tour

### Liste des maires
Sept maires se sont succédé depuis 1944 :
| Période   | Période                   | Identité          | Étiquette | Qualité |
| --------- | ------------------------- | ----------------- | --------- | ------- |
| 1944      | 1947                      | Paulin Thomas     |           |         |
| 1947      | 1954                      | Paul Boutron      |           |         |
| 1954      | 1959                      | Jean Mayer        |           |         |
| 1959      | 1983                      | Fernand Simoneau  |           |         |
| 1983      | 2001                      | Louis Lièvre      |           |         |
| 2001      | 2008                      | Bernard Cheveau   |           |         |
| mars 2008 | En cours (au 8 juin 2015) | M. Claude Macchia |           |         |

### Instances judiciaires et administratives
Étais-la-Sauvin relève du conseil de prud'hommes d'Auxerre, de la cour administrative d'appel de Lyon, de la cour d'appel de Paris, de la cour d'assises de l'Yonne, du tribunal administratif de Dijon, du tribunal d'instance d'Auxerre, du tribunal de commerce d'Auxerre, du tribunal de grande instance d'Auxerre et du tribunal pour enfants d'Auxerre.
Un centre de première intervention (CPI) des sapeurs-pompiers est situé dans la commune, derrière le groupe scolaire. Le service mobile d'urgence et de réanimation (SMUR) de Clamecy intervient pour les urgences médicales en coordination avec le régulateur du service d'aide médicale urgente (SAMU 89) du centre hospitalier d'Auxerre. Pour la sécurité publique et la protection des biens, c'est la brigade de gendarmerie de Coulanges-sur-Yonne qui est territorialement compétente sur la commune.

### Politique environnementale
La commune dispose d'une déchèterie située près de la station d'assainissement des eaux. Des conteneurs pour le tri sélectif sont également disposés dans certains lieux-dits. Le syndicat mixte de Puisaye, qui est le gestionnaire et le collecteur des déchets, a mis à disposition des habitants un bac pour la collecte des biodéchets. L'unité de compostage se trouve sur le site de Ronchères au bois des Vaunottes près de Saint-Fargeau.

### Finances locales
Depuis les années 2000, la capacité d'autofinancement est quasiment toujours largement inférieure à la moyenne de la strate des communes de 500 à 2 000 habitants appartenant à un groupement fiscalisé (4 taxes), avec toutefois un redressement des finances locales depuis 2012 :
Capacité d'autofinancement par habitant (en euros)
|                      | 2013 | 2012 | 2011 | 2010 | 2009 | 2008 | 2007 | 2006 | 2005 | 2004 | 2003 | 2002 | 2001 | 2000 |
| -------------------- | ---- | ---- | ---- | ---- | ---- | ---- | ---- | ---- | ---- | ---- | ---- | ---- | ---- | ---- |
| Étais-la-Sauvin      | 178  | 163  | - 16 | 28   | 67   | 50   | 181  | 100  | 196  | - 5  | - 6  | - 23 | 58   | - 71 |
| Moyenne de la strate | 187  | 194  | 194  | 173  | 162  | 166  | 167  | 161  | 150  | 144  | 141  | 132  | 136  | 132  |

## Population et société

### Démographie
L'évolution du nombre d'habitants est connue à travers les recensements de la population effectués dans la commune depuis 1793. Pour les communes de moins de 10 000 habitants, une enquête de recensement portant sur toute la population est réalisée tous les cinq ans, les populations de référence des années intermédiaires étant quant à elles estimées par interpolation ou extrapolation. Pour la commune, le premier recensement exhaustif entrant dans le cadre du nouveau dispositif a été réalisé en 2005.

En 2022, la commune comptait 629 habitants, en évolution de −0,79 % par rapport à 2016 (Yonne : −1,95 %, France hors Mayotte : +2,11 %).
| 1793  | 1800  | 1806  | 1821  | 1831  | 1836  | 1841  | 1846  | 1851  |
| ----- | ----- | ----- | ----- | ----- | ----- | ----- | ----- | ----- |
| 1 191 | 1 311 | 1 304 | 1 472 | 1 508 | 1 592 | 1 618 | 1 765 | 1 828 |

| 1856  | 1861  | 1866  | 1872  | 1876  | 1881  | 1886  | 1891  | 1896  |
| ----- | ----- | ----- | ----- | ----- | ----- | ----- | ----- | ----- |
| 1 923 | 1 832 | 1 813 | 1 751 | 1 736 | 1 660 | 1 628 | 1 802 | 1 532 |

| 1901  | 1906  | 1911  | 1921  | 1926  | 1931  | 1936  | 1946  | 1954 |
| ----- | ----- | ----- | ----- | ----- | ----- | ----- | ----- | ---- |
| 1 415 | 1 453 | 1 323 | 1 258 | 1 258 | 1 215 | 1 195 | 1 118 | 953  |

| 1962 | 1968 | 1975 | 1982 | 1990 | 1999 | 2005 | 2006 | 2010 |
| ---- | ---- | ---- | ---- | ---- | ---- | ---- | ---- | ---- |
| 954  | 882  | 787  | 754  | 696  | 692  | 705  | 705  | 684  |

| 2015 | 2020 | 2022 | - | - | - | - | - | - |
| ---- | ---- | ---- | - | - | - | - | - | - |
| 640  | 624  | 629  | - | - | - | - | - | - |

### Enseignement
Étais-la-Sauvin est située dans l'académie de Dijon.
Elle administre une école maternelle et une école élémentaire regroupant 58 élèves en 2014-2015.

### Manifestations culturelles et festivités
Chaque année la commune organise la fête de la Saint-Pierre lors du premier dimanche d'août : vide-grenier et course cycliste sont au rendez-vous. C'est aussi l'occasion pour la paroisse de célébrer le saint patron du village.
Le club des Alouettes réunissant les anciens du village organise régulièrement des sorties.
Le comité des fêtes organise diverses festivités tout au long de l'année.
L'association Il Étais une fois, créé le 5 juillet 2016 avec pour objectif la mise en valeur de l’histoire ancienne et du patrimoine du village, a été dissoute en juin 2021 faute de projets validés par la municipalité.

### Santé
La commune compte une pharmacie, un cabinet d’infirmières et une maison de retraite (EHPAD Saint-François). 
En mai 2016, un important chantier d’un coût total de 2 200 000 € a doté la maison de retraite d’un pôle d’activités et de soins adaptés (PASA) et depuis 2018 d’une unité spécialisée Alzheimer.

### Cultes
Le territoire de la commune fait partie de la paroisse catholique Saint-Pierre Saint-Paul de Puisaye-Forterre du doyenné de l’Auxerrois-Puisaye au sein de l'archidiocèse de Sens-Auxerre. Le lieu de culte est l'église Saint-Pierre-aux-Liens.

### Équipements technologiques

#### Téléphonie et internet
Le réseau téléphonique qui dessert la commune dispose de la technologie ADSL depuis le 29 décembre 2006, grâce à un faisceau hertzien (situé au lieu-dit Monfoin) pointant vers le pylône de l'opérateur Orange à Taingy (bande duplex 6 425 à 6 700 MHz couplé à 6 700 à 7 075 MHz). La baie DSLAM qui gère les accès ADSL est un équipement du constructeur ECI Télécom. Au local technique de Montfoin, il y a également à disposition une infrastructure de transmission pour un réseau de téléphonie mobile. Le NRA qui peut accueillir cinq cents abonnés a pour code ET189 (ou 89158ET1). Pour la téléphonie RTC et Numéris, il est raccordé au CAA d'Auxerre-Monge.
Pour la maintenance à distance du NRA, Orange disposait depuis janvier 1994 d’un faisceau hertzien dans la bande 12,8 à 13,2 GHz. Il permet d’effectuer des configurations logicielles au niveau de la baie DSLAM, de gérer le robot logiciel DLM (dynamic line management c’est-à-dire la gestion dynamique de la ligne) et de procéder aux mesures de tests des lignes téléphoniques.
Depuis mai 2018, dans le cadre de la modernisation du réseau téléphonique, Orange a procédé à la réalisation d’un raccordement par fibre optique entre les NRA de Billy-sur-Oisy et d’Étais-la-Sauvin. Il est d’une longueur de 1,95 km répartie en souterrain et en aérien. Cette liaison optique remplace le faisceau hertzien d'infrastructure en 13 GHz et celui en 6,5 GHz pour tout ce qui concerne l’accès ADSL (internet et voix sur IP dégroupée) et permet d’améliorer le débit sur les lignes des abonnés.
Le déploiement de la fibre optique (infrastructure FTTH géré par l’opérateur Altitude infra à la demande d’Yconik) sur l’ensemble du territoire communal est achevé depuis mars 2023, les premiers raccordements ont eu lieu.

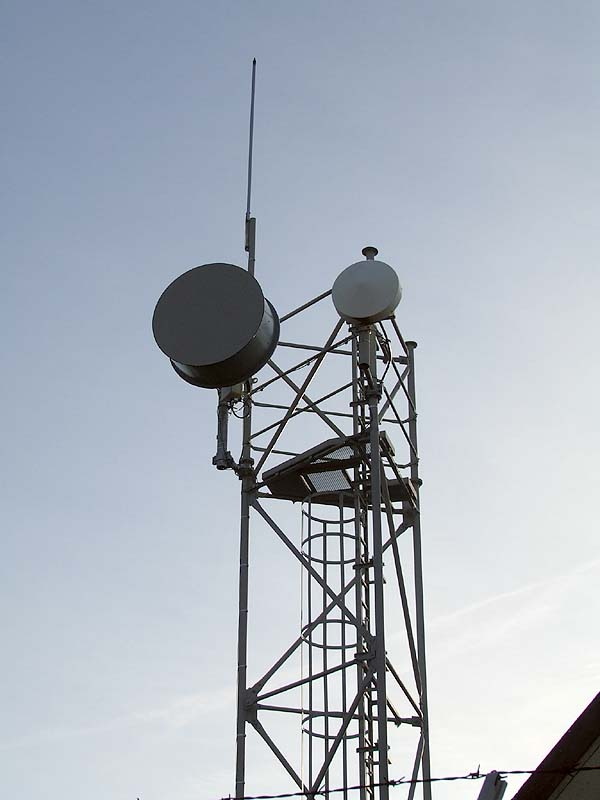
Faisceau hertzien en duplex intégral qui permettait au NRA Orange de recevoir sur sa baie DSLAM les signaux internet pour la desserte ADSL de la commune.
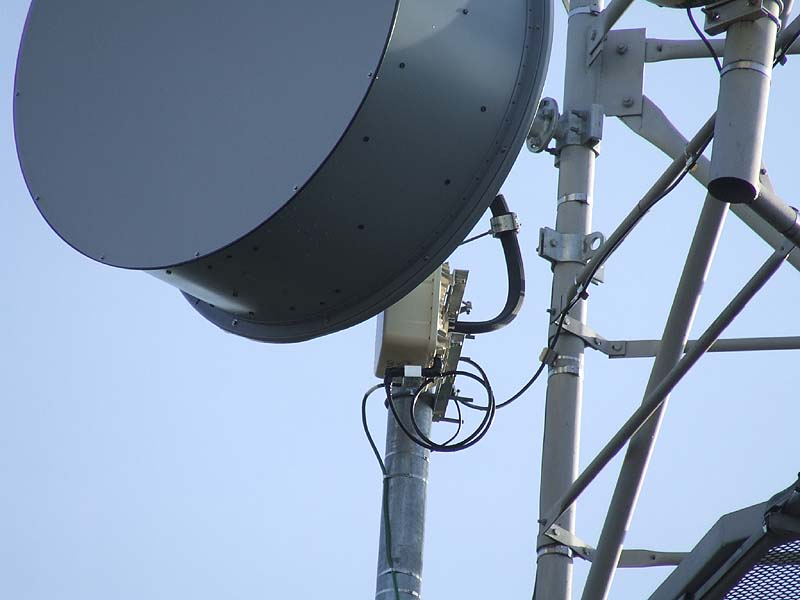
Interface ODU (Outdoor Unit) du faisceau hertzien en duplex intégral qui permettait au NRA Orange de recevoir sur sa baie DSLAM les signaux internet pour la desserte ADSL de la commune. L'ODU assure la conversion de fréquences entre la baie radio du FH et l'antenne émettrice. On distingue bien sur la photo le câble flextwist à cavité résonante raccordé à l'arrière de la parabole.

#### Téléphonie mobile
Depuis le 19 février 2021, le territoire de la commune bénéficie d'une couverture hertzienne pour la téléphonie mobile GSM en 3G et 4G. À la suite de la réunion du conseil municipal d'Étais-la-Sauvin du 12 septembre 2019, le maire a accordé un permis de construire pour l'implantation d'un pylône de téléphonie mobile de 36 m au lieu-dit Montfoin. La parcelle cadastrale est attribuée (cadastre BC no 40) et la société SAS ATC France, hébergeur en télécommunications, est chargée du dossier.

Construction de la plate-forme et montage du pylône
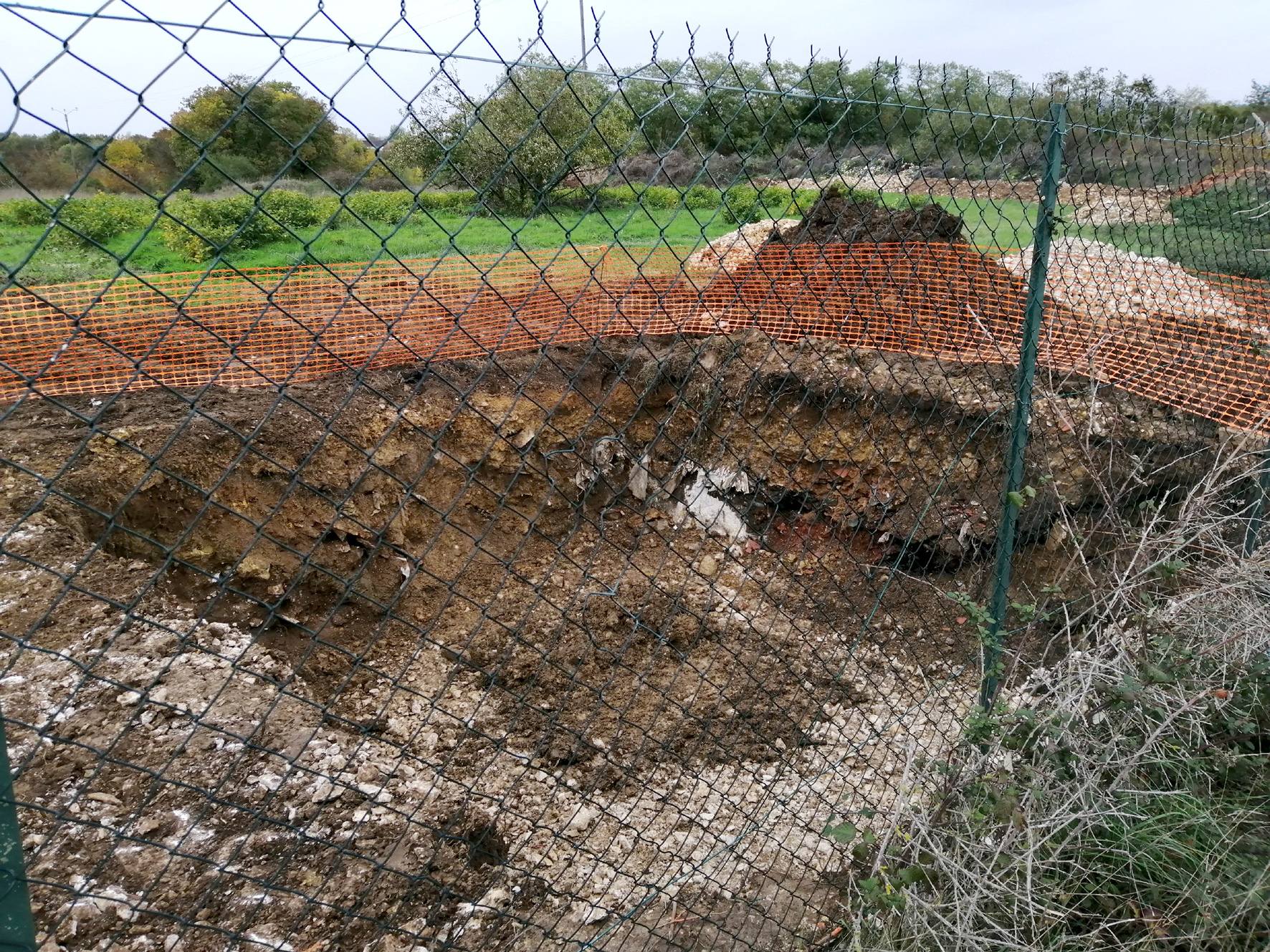
Fondation de la plate-forme supportant le pylône.
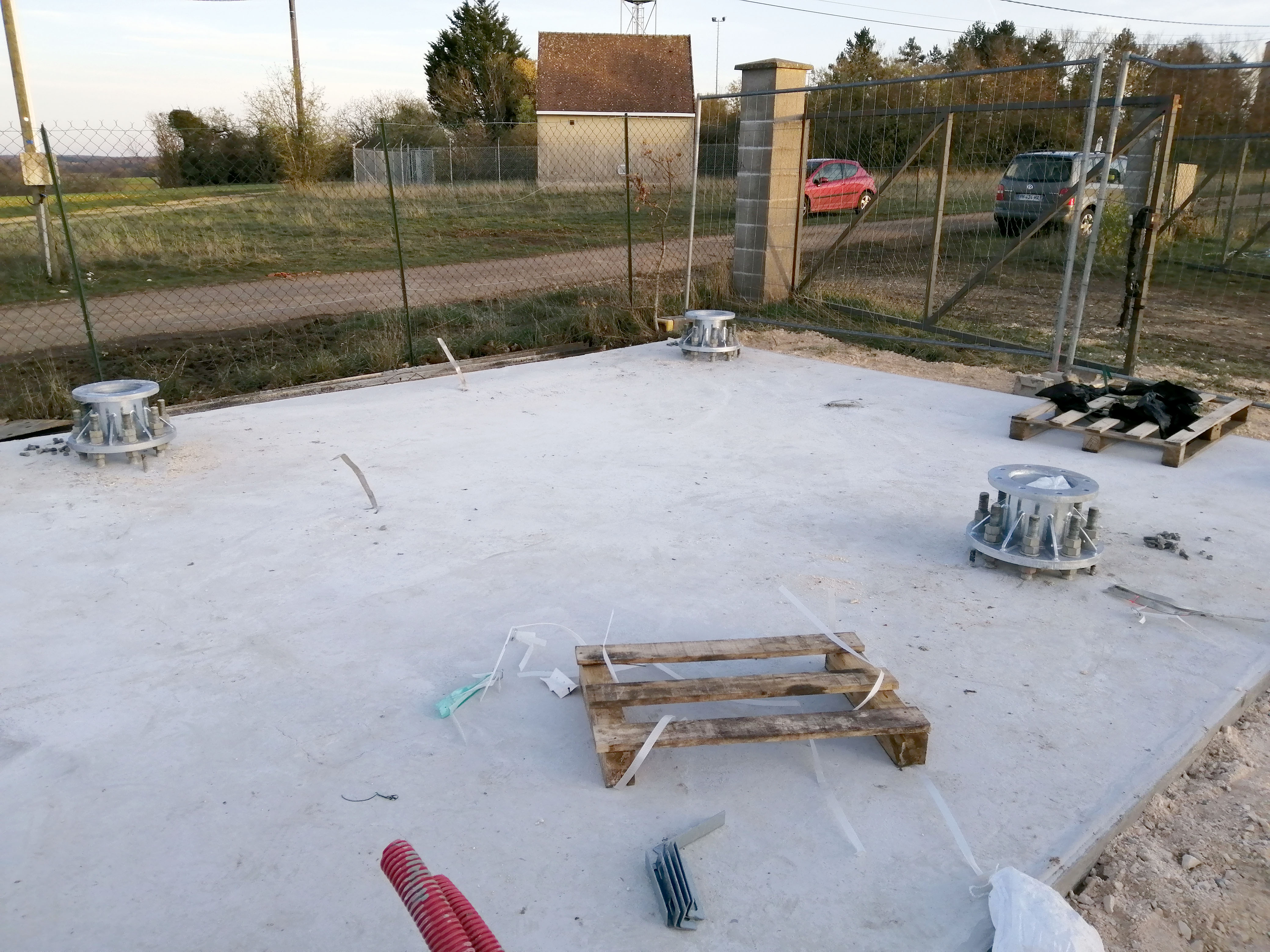
Plate-forme en béton avec les points d'ancrage du pylône.
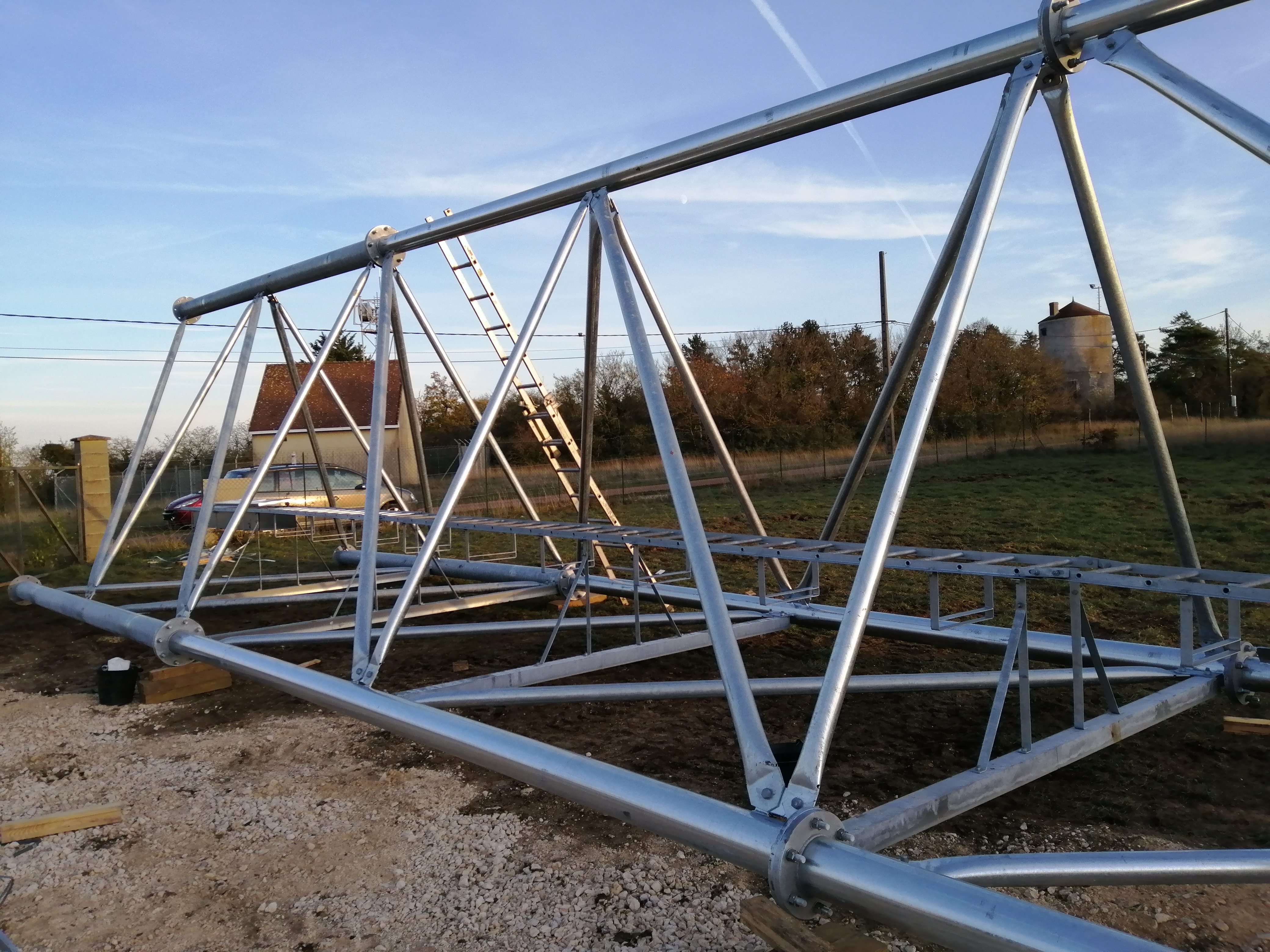
Montage des éléments du pylône.
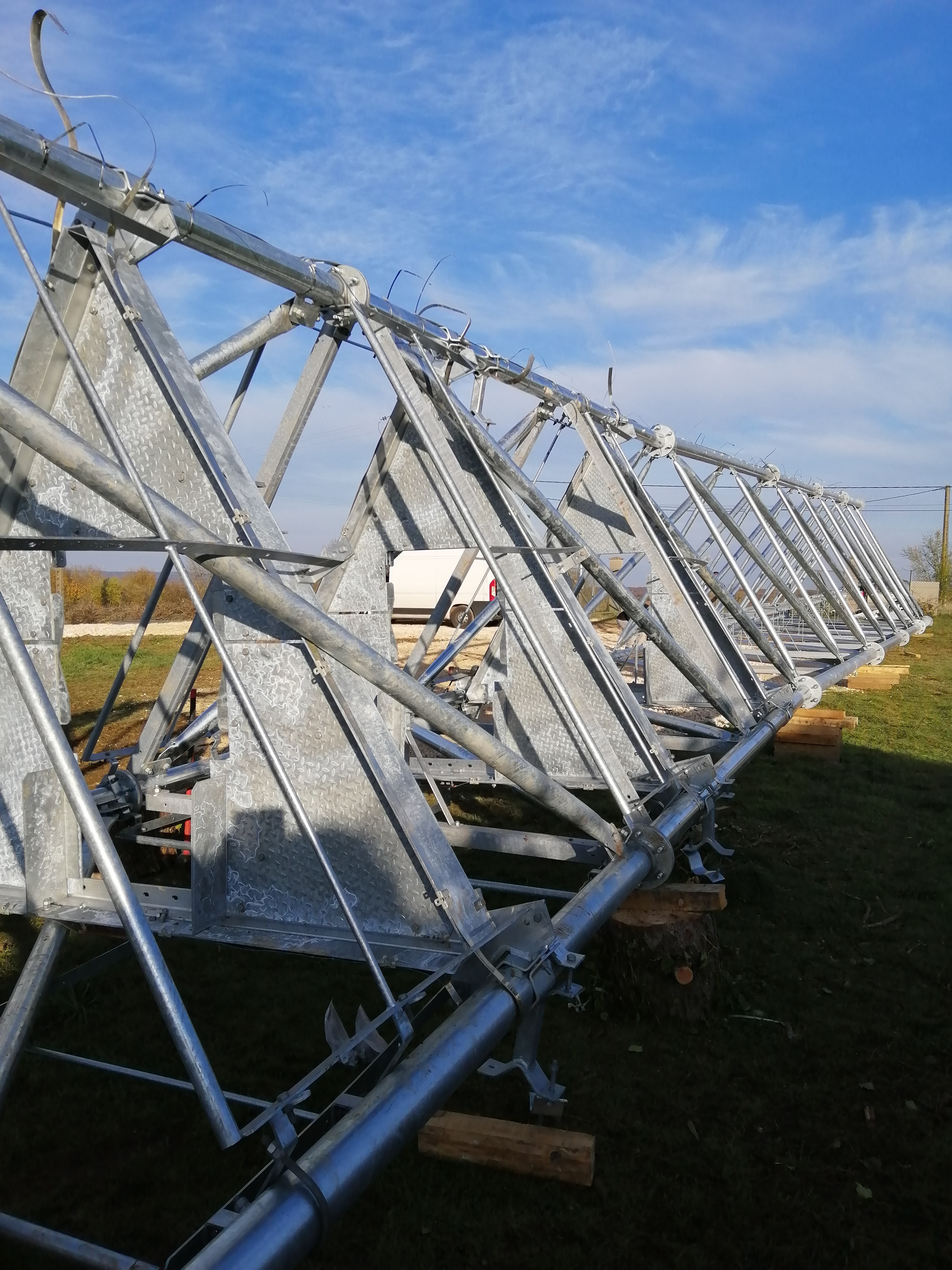
Pylône monté encore au sol.

Élévation du pylône autoportant de 36 m
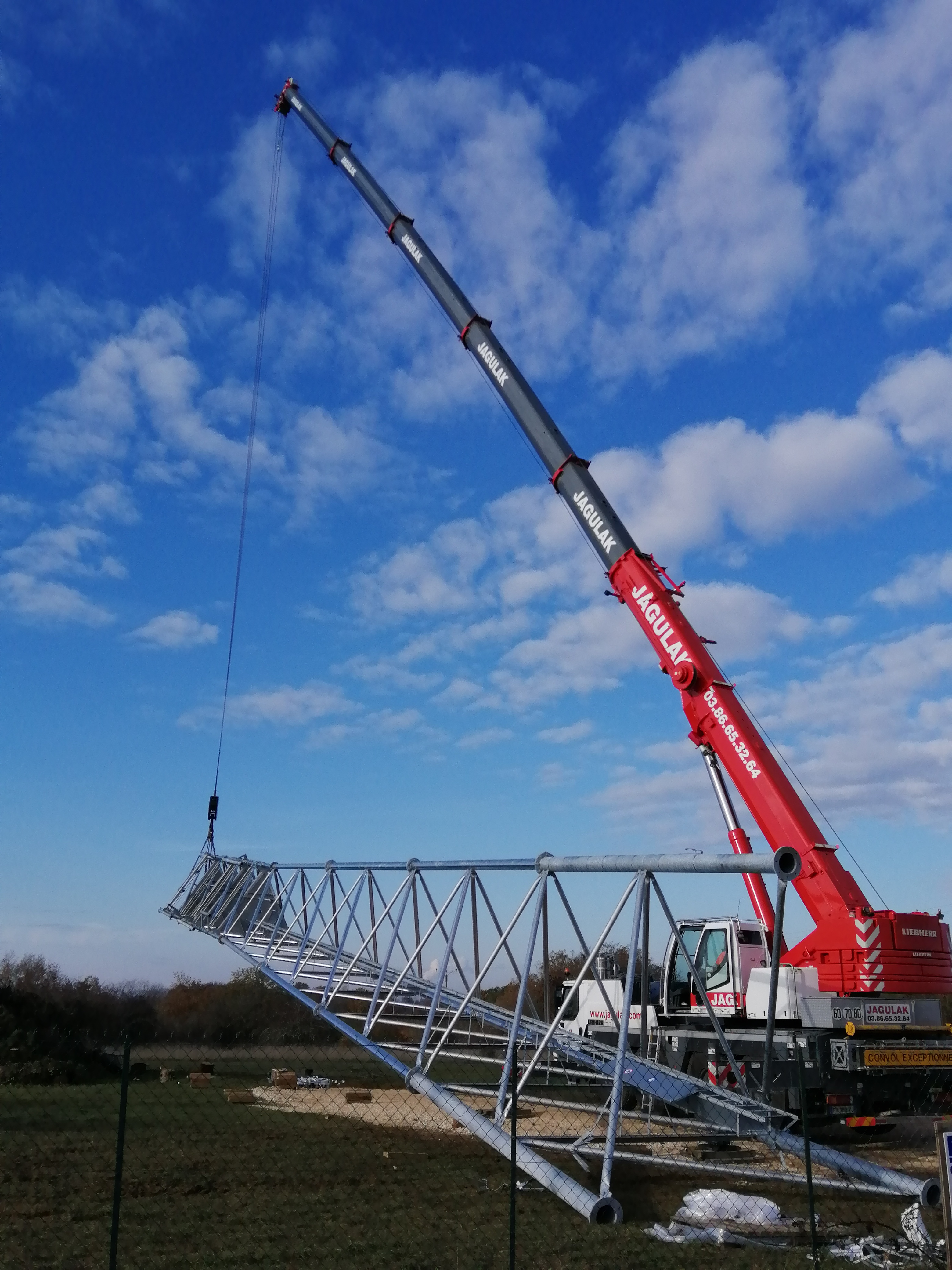
Levage du pylône de téléphonie mobile.
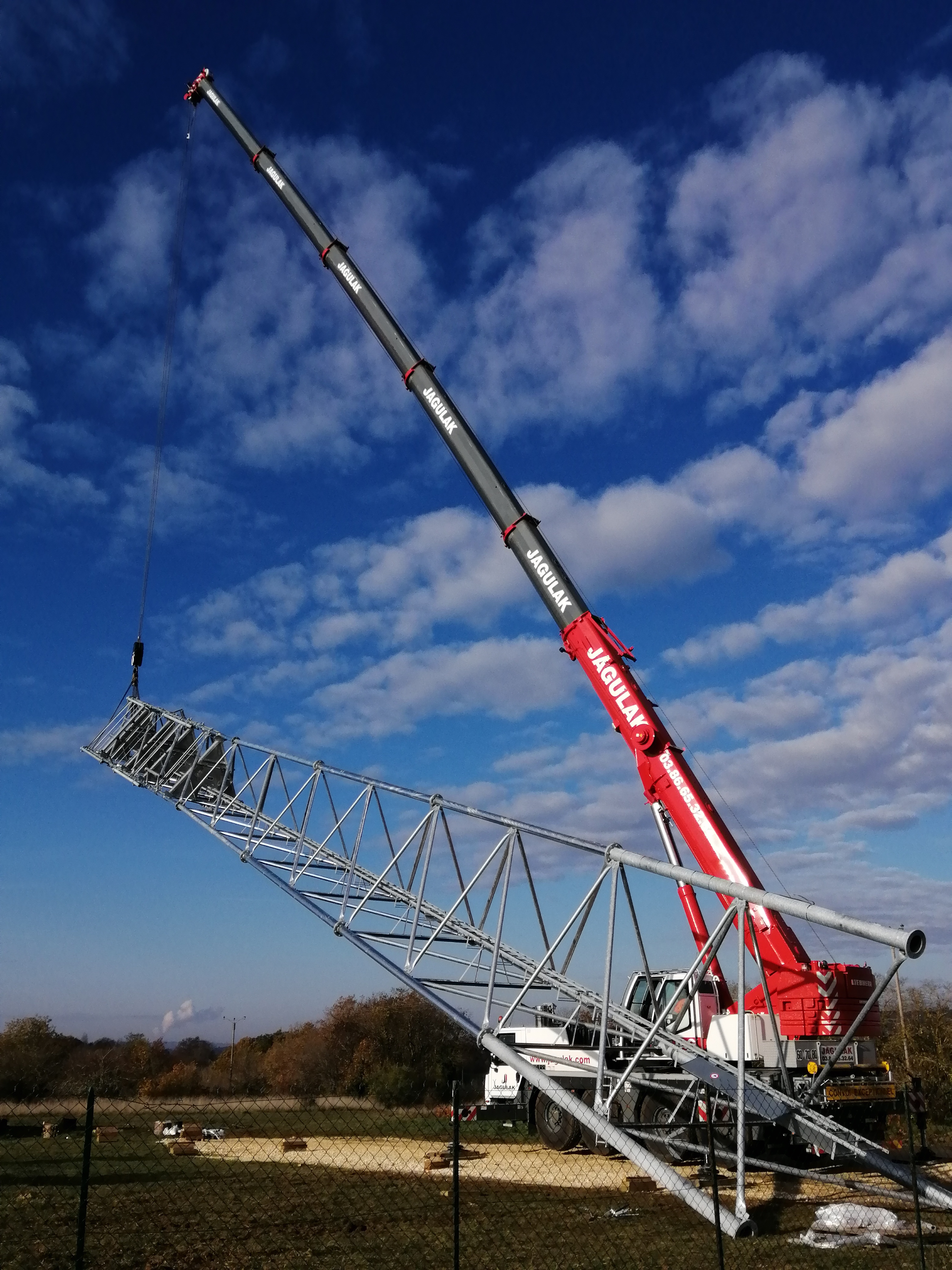
Levage du pylône de téléphonie mobile.
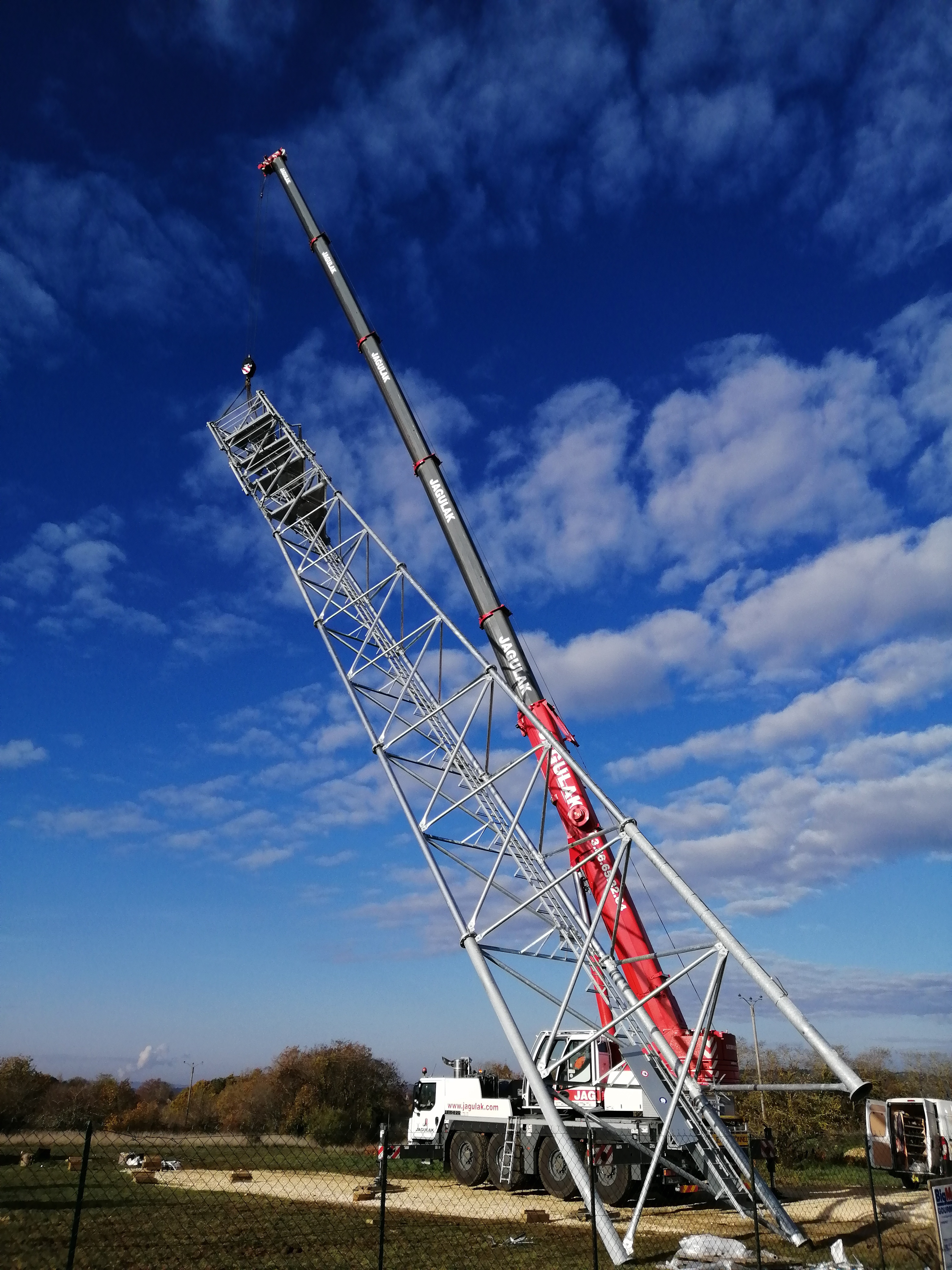
Levage du pylône de téléphonie mobile.
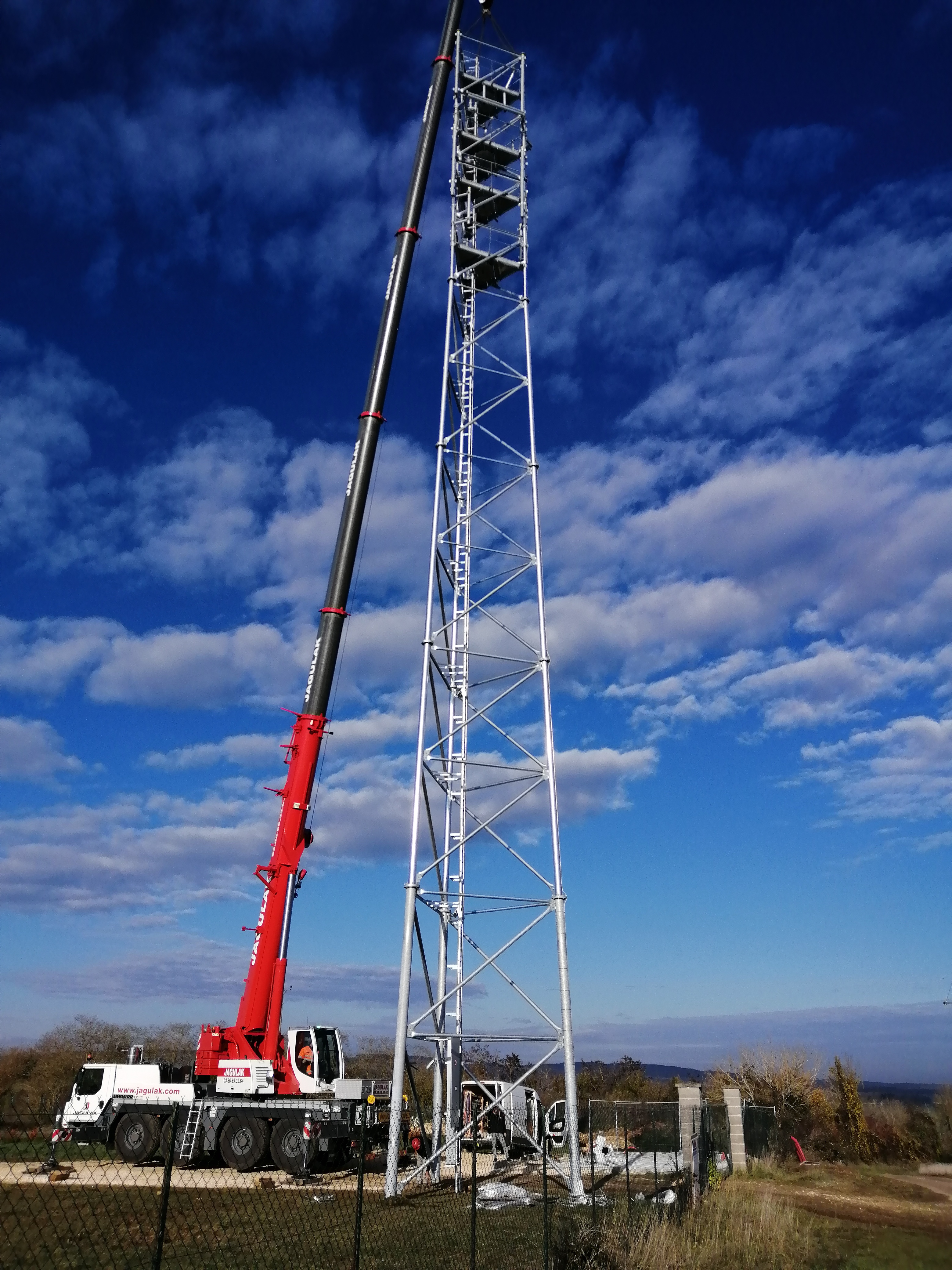
Levage du pylône de téléphonie mobile.
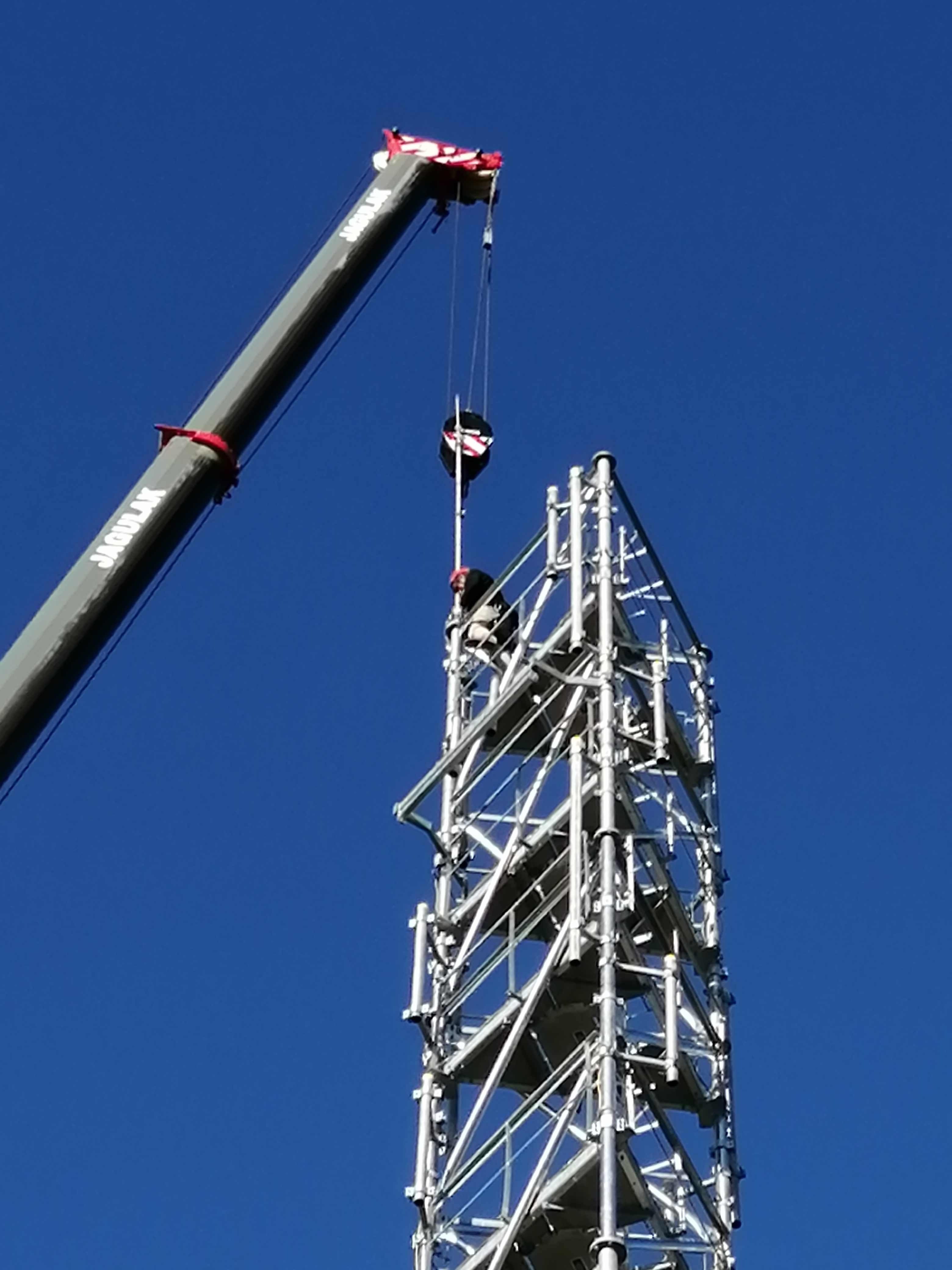
Montage du parafoudre sur le pylône.

L'opérateur Orange a mis en service ses équipements en 3G et 4G le 15 janvier 2021. Concernant Free ce fut le 26 février 2021 puis enfin SFR depuis le 12 mars 2021. L'opérateur Bouygues Télécom est présent depuis le 19 juillet 2021 en 3G et 4G. Les bandes de fréquences utilisées et les protocoles de transmission sont mentionnés sur la carte du service Cartoradio de l'ANFR.
Sur le site de Montfoin, dans le champ électromagnétique de l'antenne orientée 260° N, le test de débit effectué avec l'outil nPerf au moyen d'un smartphone Huawei (modèle Psmart 2019 exécutant Android 10) donne les valeurs suivantes en 4G LTE pour l'opérateur Orange : 114,286 Mbits/s en réception et 47,728 Mbits/s en envoi. Concernant l'opérateur SFR, les valeurs sont 132,084 Mbits/s en réception et 55,352 Mbits/s en envoi. La bande passante des canaux hertziens varie de 2 à 20 MHz avec un codage en mode OFDMA avec une modulation des sous-porteuses en QPSK ou QAM-64.

Antennes et équipements émetteurs pour la téléphonie mobile
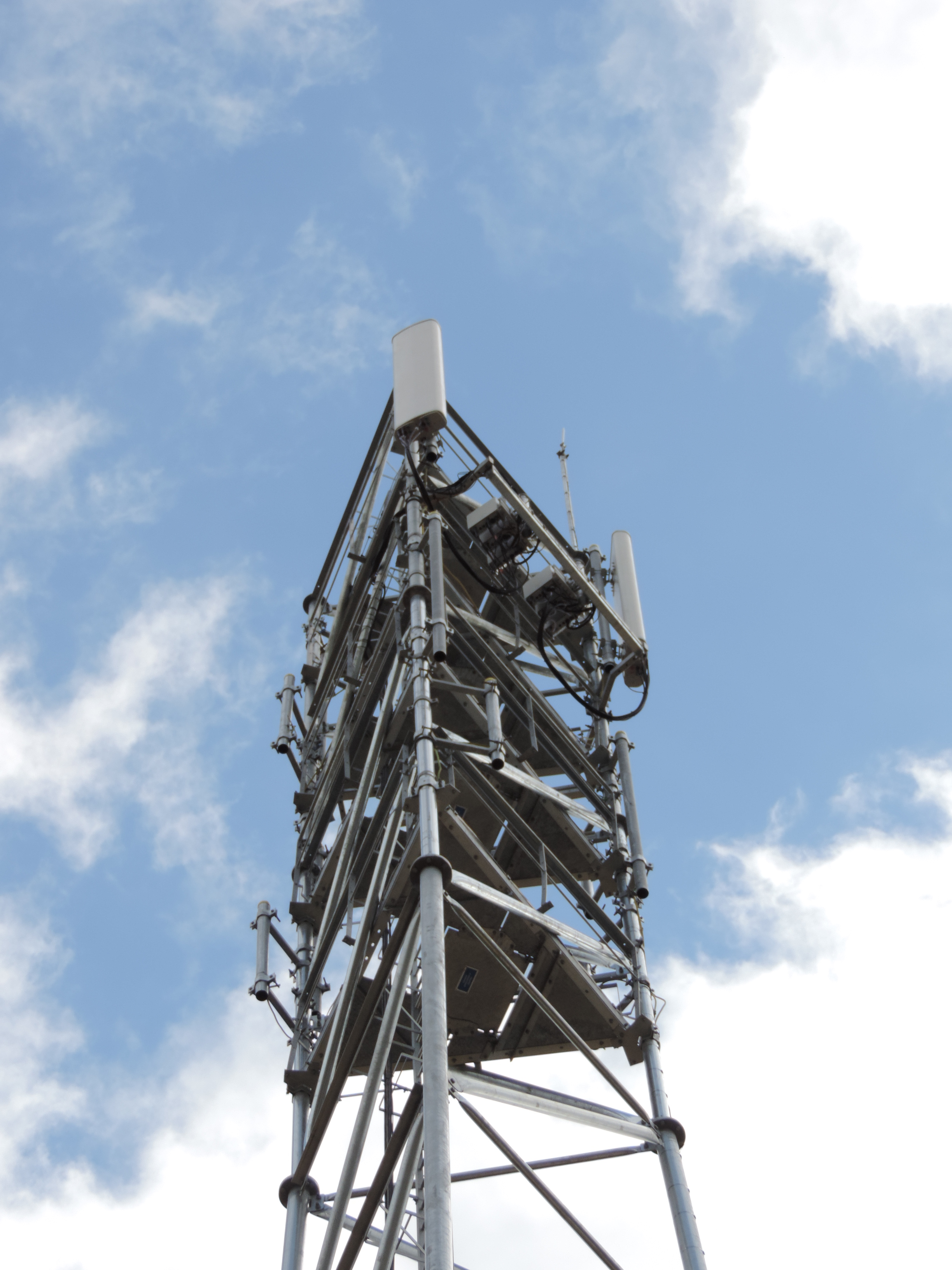
Antennes de téléphonie mobile orientées à 260° N (gauche) et 20° N (droite).
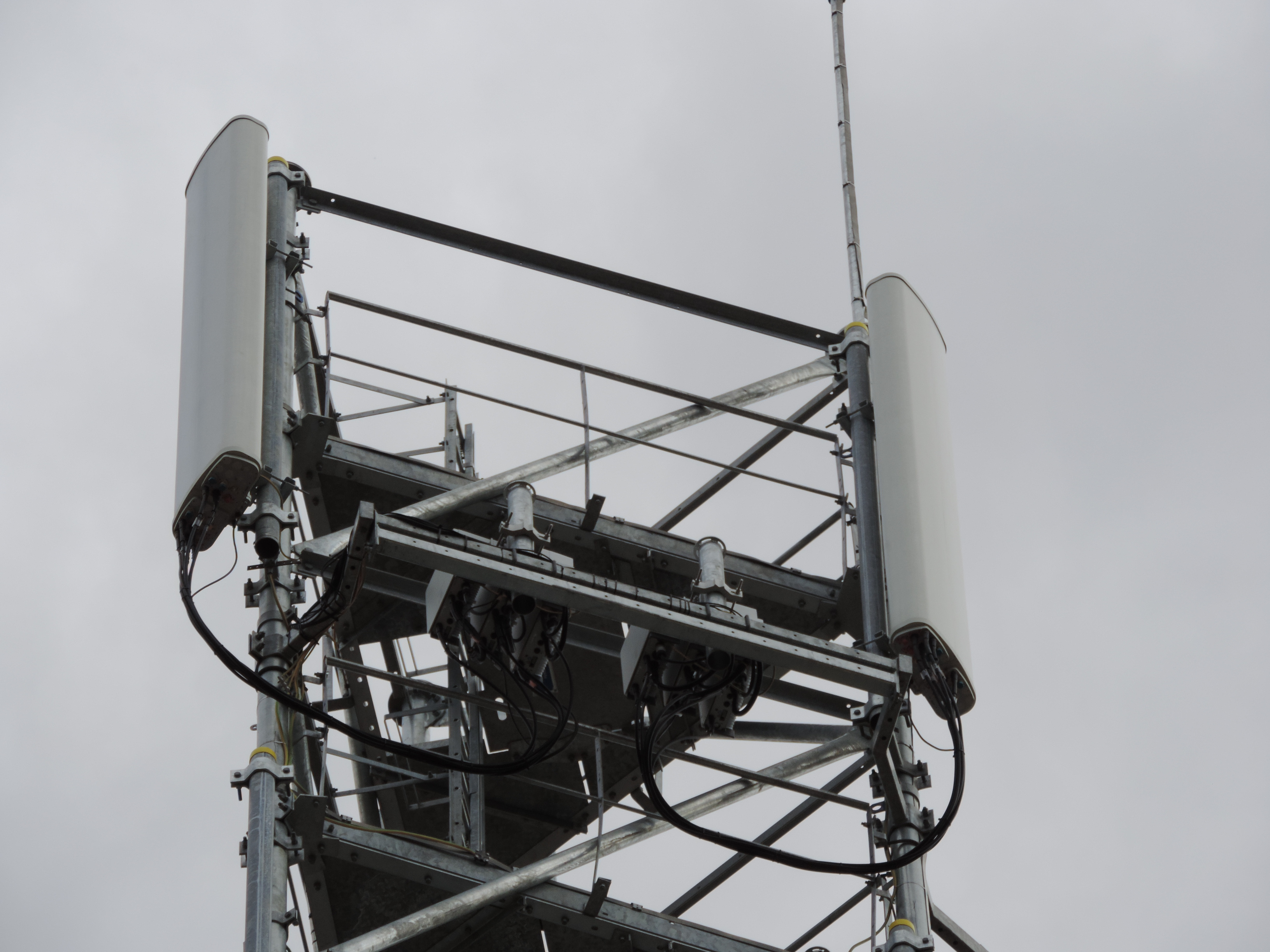
Détails des antennes avec leur feeders.
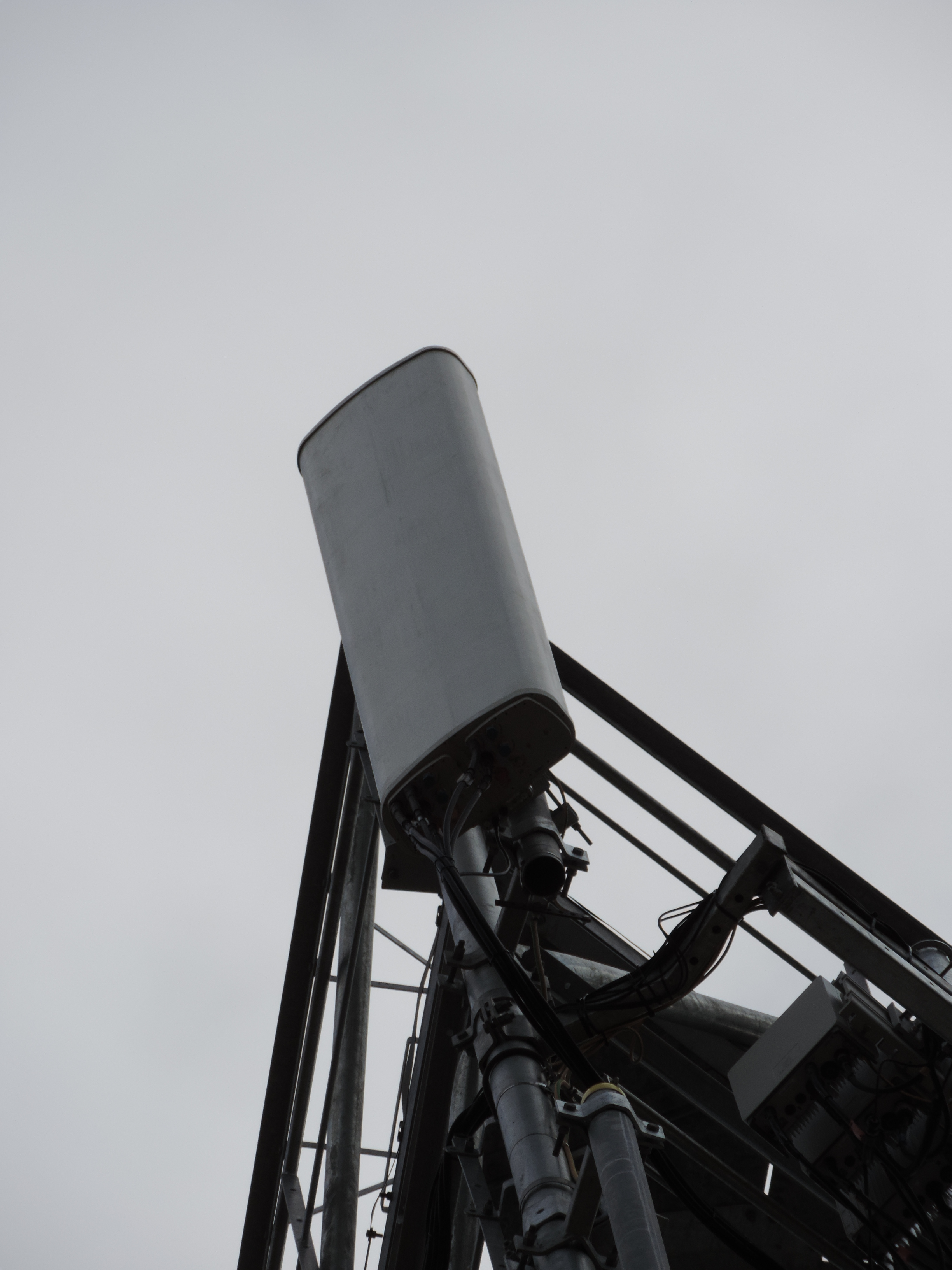
Groupe d'antennes orientées à 260° N.
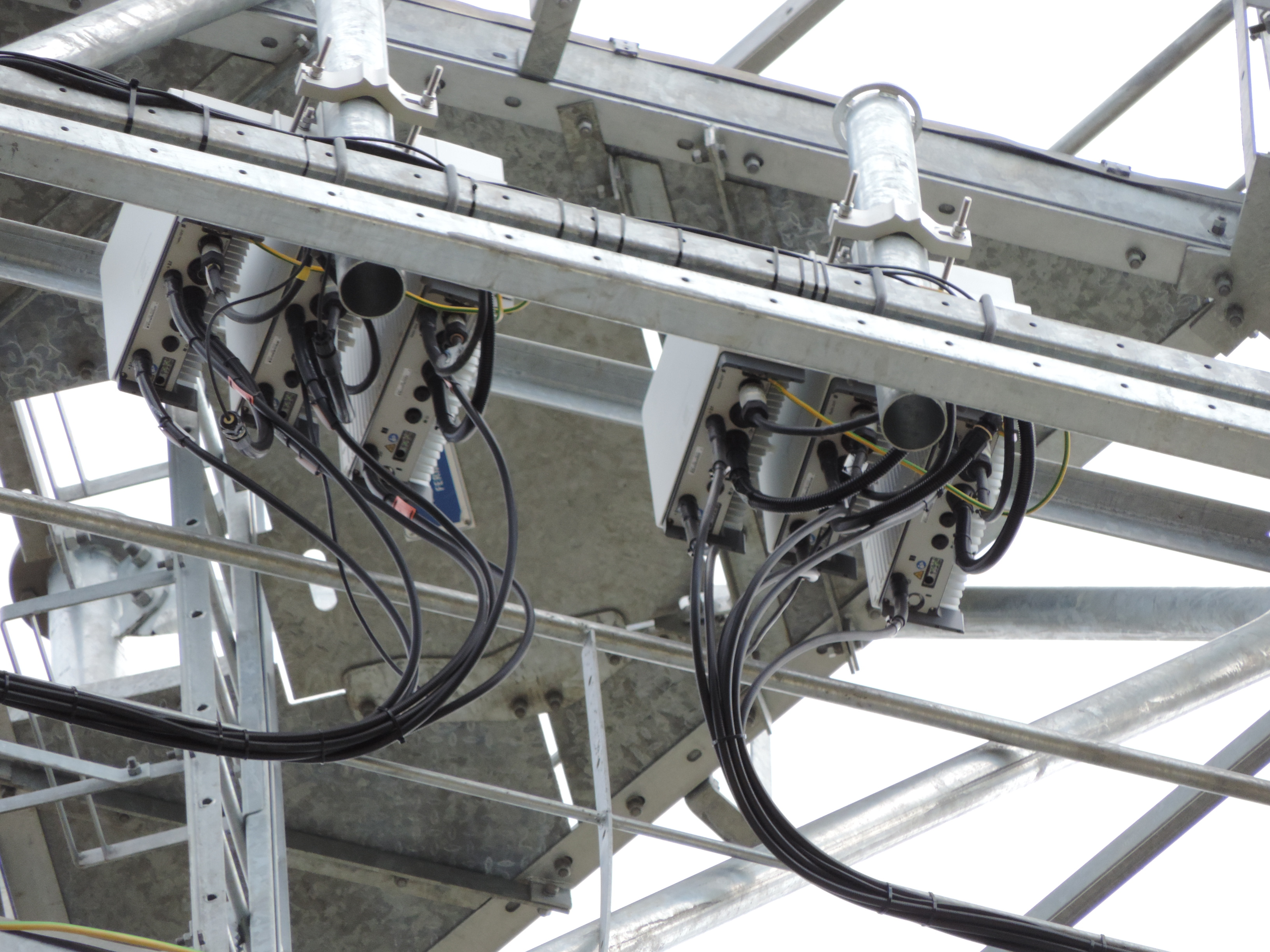
Répartiteurs des antennes.
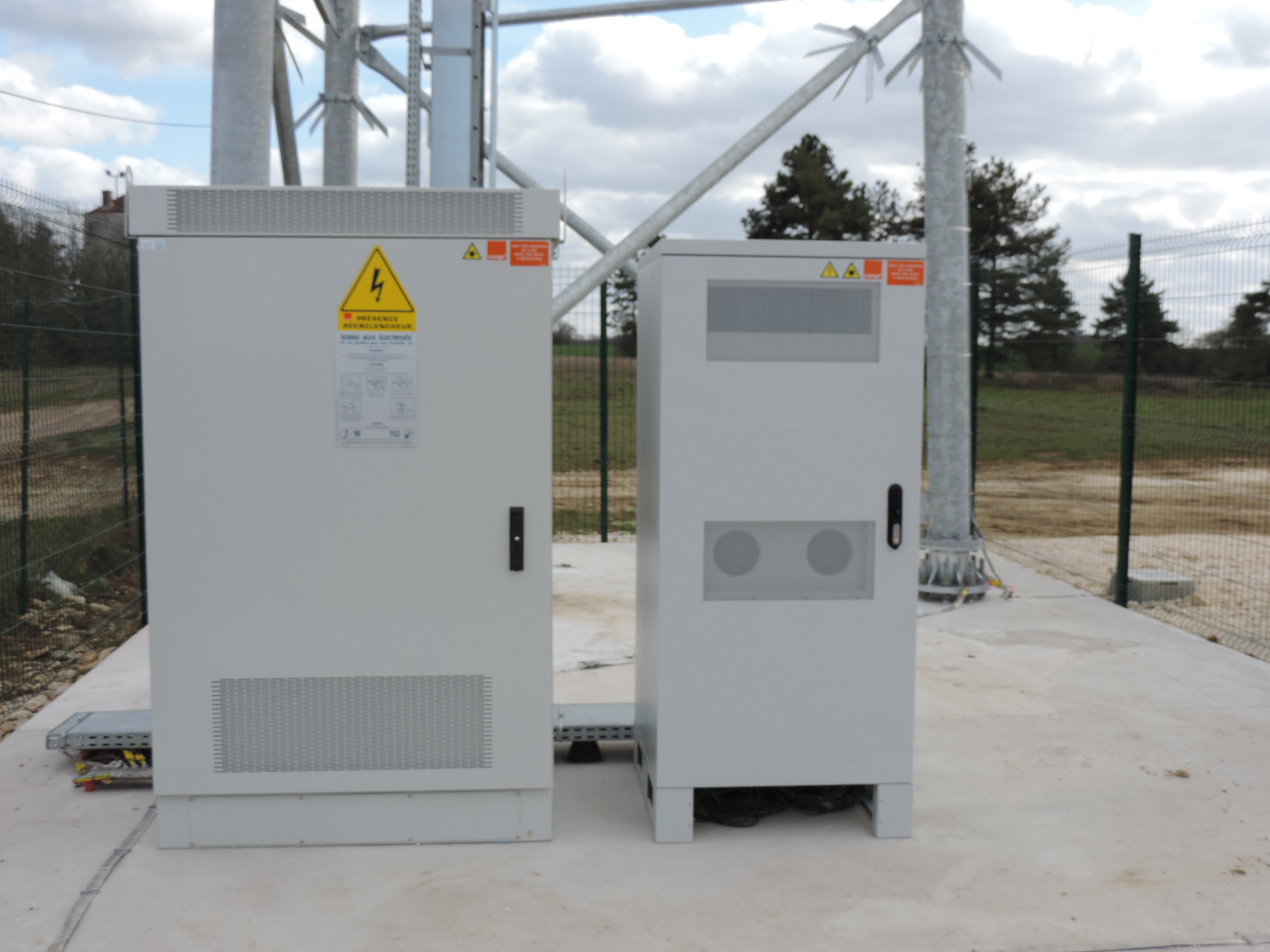
Armoires des émetteurs et d'énergie.
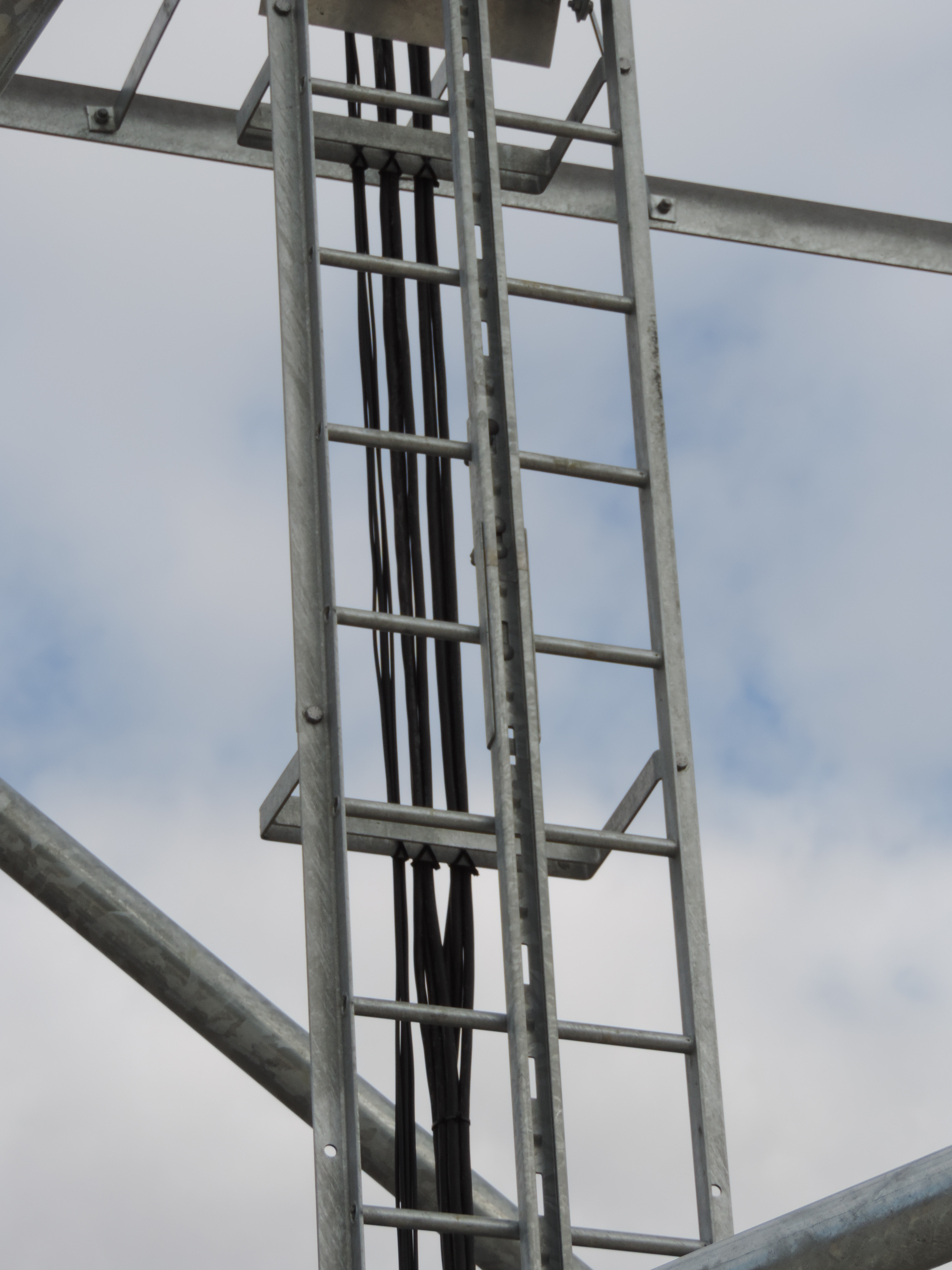
Feeders coaxiaux alimentant les antennes.

#### Radio et télévision
Pour la desserte en radiodiffusion FM et en télédiffusion (TNT), c'est l'émetteur de Molesmes situé près de la commune de Courson-les-Carrières qui dessert la zone d'Étais-la-Sauvin. Le pylône géré par TDF fait 200 m de haut, il a été érigé en 1966.

#### Autres transmissions hertziennes
La commune bénéficie de la couverture hertzienne BLR depuis l'émetteur de Molesmes comme alternative d'accès à internet. Il s'agit de la technologie Wimax dite aussi LTE 3,5 GHz proposée par le prestataire Net Bourgogne. Le site de Molesmes propose un accès hertzien à 4 Mbit/s dans la bande 3 400 à 3 600 MHz. La dorsale en amont est un faisceau hertzien (bande duplex 10,7 à 11,7 GHz) pointant vers deux sites de transmission : Montillot et Treigny (près du site TDF de Perreuse).
Les radiocommunications professionnelles des sapeurs-pompiers sont assurées par les relais de Toucy et de Montillot. Concernant la gendarmerie nationale, c'est le relais Rubis du pylône de l'opérateur Orange à Taingy qui assure la couverture radio en VHF. Enfin concernant la couverture radio VHF pour les services d'Enedis et la télécommande des IAT (Interrupteur Aérien Télécommandé) des lignes HTA 20 kV, le relais est situé sur le pylône TDF de Molesmes.

## Économie

### Revenus de la population et fiscalité
En 2011, le revenu fiscal médian par ménage était de 22 597 €, ce qui plaçait Étais-la-Sauvin au 28 417e rang parmi les 31 886 communes de plus de 49 ménages en métropole.
En 2009, 63,9 % des foyers fiscaux n'étaient pas imposables.

### Emploi
En 2009, la population âgée de 15 à 64 ans s'élevait à 379 personnes, parmi lesquelles on comptait 66,7 % d'actifs dont 57,1 % ayant un emploi et 9,6 % de chômeurs.
On comptait 171 emplois dans la zone d'emploi, contre 154 en 1999. Le nombre d'actifs ayant un emploi résidant dans la zone d'emploi étant de 218, l'indicateur de concentration d'emploi est de 78,4 %, ce qui signifie que la zone d'emploi offre moins d'un emploi par habitant actif.

### Entreprises et commerces
Au 31 décembre 2010, Étais-la-Sauvin comptait 88 établissements : 43 dans l’agriculture-sylviculture-pêche, 6 dans l'industrie, 9 dans la construction, 24 dans le commerce-transports-services divers et 6 étaient relatifs au secteur administratif. Parmi ces 88 établissements, le bourg central du territoire communal dispose des commerces suivants :
- une boulangerie-pâtisserie (remplacée par un dépôt de pain à l’épicerie depuis le 11 décembre 2018) ;
- une épicerie et supérette ;
- un restaurant-bar ;
- un salon de coiffure ;
- une jardinerie au silo près de l'ancienne gare ;
- une entreprise en maçonnerie (sans compter celles présentes dans les lieux-dits) ;
- une entreprise familiale de menuiserie (agréée pour les pompes funèbres).

En 2011, deux entreprises ont été créées à Étais-la-Sauvin,.
Depuis quelques années, Laurent Magnier, artisan en ferronnerie et travail du bois, a créé un atelier au lieu-dit Chevigny jusqu'en janvier 2023.

## Culture locale et patrimoine

### Lieux et monuments

#### Patrimoine culturel
La commune ne compte ni monument, ni objet répertorié à l'inventaire des monuments historiques,. Toutefois, elle compte un lieu et trois objets répertoriés à l'inventaire général du patrimoine culturel, :
- le parc du château Le Colombier[51] ;
- à l'intérieur de l'église paroissiale Saint-Pierre-aux-Liens :
  - le vitrail représentant saint Pierre en prison visité par un ange, daté de 1877 et dû à Louis-Victor Gesta de Toulouse[52] ;
  - deux petits fragments de vitraux du XVIe siècle et un vitrail posé vers 1930 dû au peintre-verrier J. Gautier[53] ;
  - le mobilier dû au peintre-verrier Louis-Victor Gesta[54].

#### Autres lieux et monuments

##### Église Saint-Pierre-aux-Liens

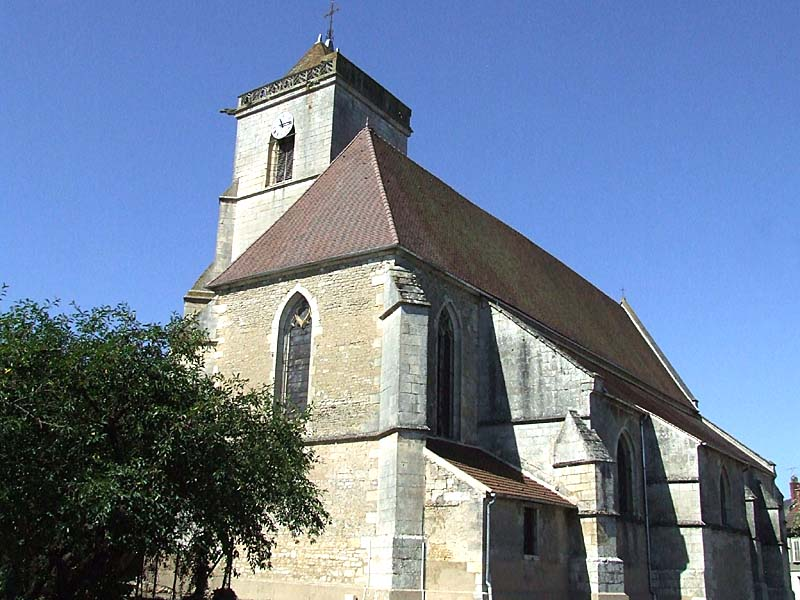
Église Saint-Pierre-aux-Liens.

L'église Saint-Pierre-aux-Liens d'Étais-la-Sauvin, de style gothique flamboyant, se situe au cœur du village à proximité des limites orientales de l'ancien château fort (croisement entre la route allant vers la place de la Citerne et celle allant vers la mairie). Elle a connu trois périodes successives d'édification : le XIIe siècle, le XIVe siècle et la fin du XVe siècle.

##### Chapelle Sainte-Camille à Chevigny

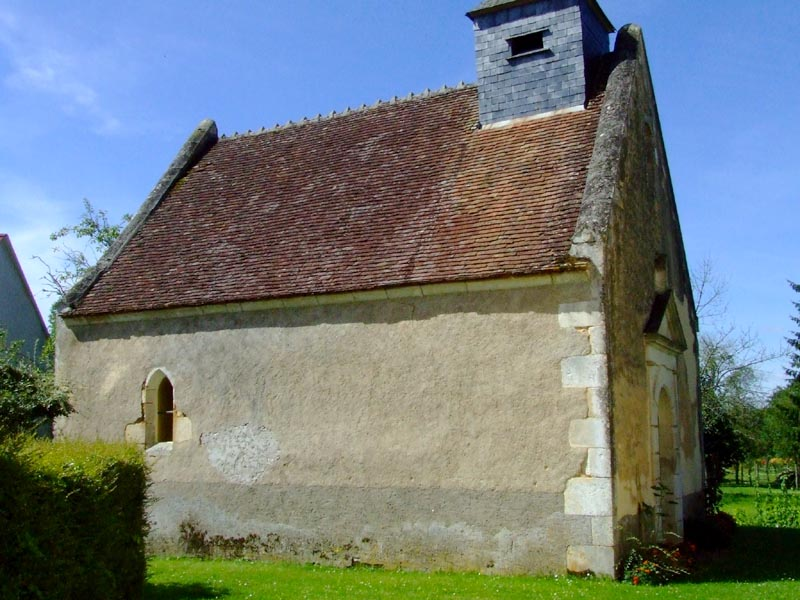
Vue d'ensemble de la chapelle Sainte-Camille à Chevigny.

Au lieu-dit Chevigny (à l'ouest du village d'Étais-la-Sauvin en direction d'Entrains-sur-Nohain) se trouve une chapelle placée sous le vocable de sainte Camille d'Écoulives. Chevigny, avec ses soixante habitants, est l'un des plus importants lieux-dits de la commune d'Étais-la-Sauvin. Appelé Cavaniacum au Ve siècle, il a appartenu au domaine de l'abbaye de Bourras (commune de Saint-Malo-en-Donziois dans la Nièvre) entre 1124 et la Révolution française.
La chapelle a été édifiée au cours du XIIe siècle. À l'intérieur à droite de l'autel, un blason en bas-relief est sculpté dans le mur : il représente au centre un bouquet de lys encadré à droite par l'étoile de Bethléem et à gauche par le coquillage des pèlerins de Saint-Jacques-de-Compostelle. On peut lire sous le vase de lys la date 1116, cela laisse à croire qu'il s'agit de l'année d'édification de la chapelle au temps des moines convers cisterciens de Bourras.
L'édifice a été restauré à la fin du XVIIe siècle puis en 1864 ont été réparés le pignon ouest, la charpente, la porte et le clocheton. Le porche en arc plein cintre et le fronton triangulaire sont de la période de la restauration réalisés en pierre calcaire de Forterre. La forme triangulaire du fronton est un héritage de l'empire romain, lui-même influencé par l'architecture religieuse grecque. Avant 1673, la messe était célébrée chaque vendredi. Après la période de restauration, les offices religieux se sont poursuivis. On y célébrait également l'office des Rogations (cinquième dimanche après les fêtes de Pâques), prières et processions destinées à attirer la bénédiction de Dieu sur les champs. De nos jours, une messe est célébrée de temps à autre. Selon une légende locale, un trésor serait enterré non loin de l'édifice.

Chapelle Sainte-Camille
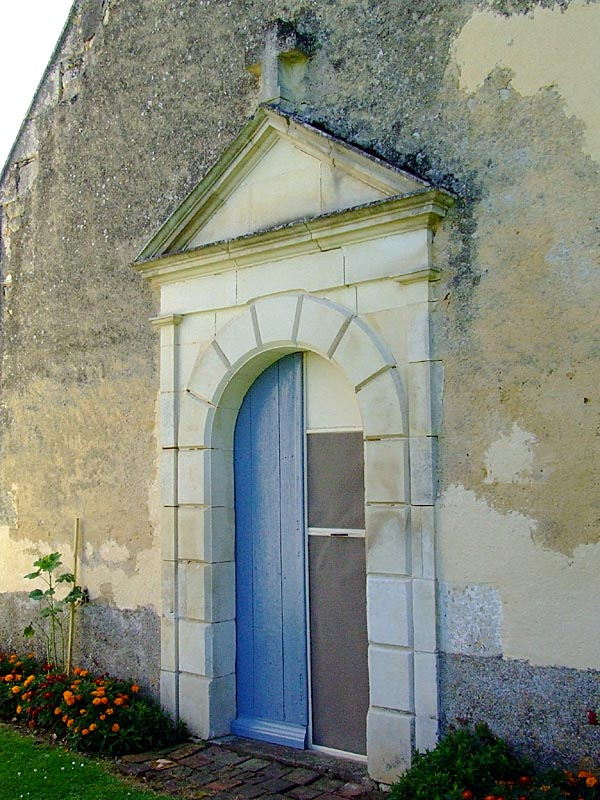
Porte d'entrée en arc plein cintre surmontée d'une croix en pierre de la chapelle Sainte-Camille de Chevigny.
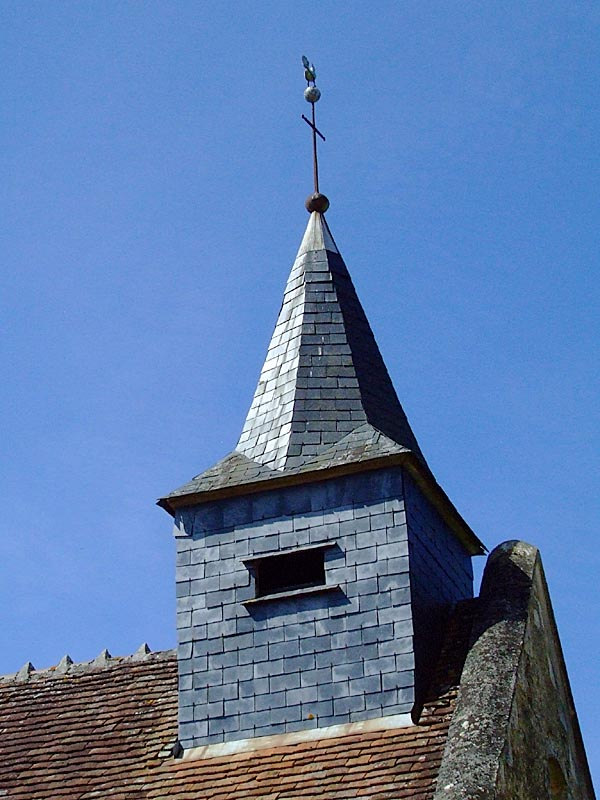
Clocheton de la chapelle Sainte-Camille de Chevigny.

La chapelle est surmontée d'un clocheton couvert d’ardoises. En 1840, les habitants du hameau se sont cotisés pour acquérir la cloche. Elle a été bénie en 1841 et baptisée Laurence. Gravée d'un crucifix, elle porte une inscription indiquant le nom de son parrain Pierre Montassier, capitaine de la garde nationale, et le nom de sa marraine, Laurentine Montassier.
Quelques personnes du village, dans un élan d'enthousiasme, ont travaillé à la restauration de leur chapelle. Ils ont refait le plafond avec l'aide de la municipalité, repeint les murs, décapé les tomettes du sol, remis le mobilier en état.
Le chemin de Croix décorant les murs a été installé en 1897 lors d'une cérémonie en présence de Mgr Pierre-Marie-Etienne-Gustave Ardin, archevêque de Sens. Chaque tableau est surmonté d'une croix ciselée dans un rameau d'olivier rapporté du mont des Oliviers près de Jérusalem par un pèlerin.

Le chemin de croix de la chapelle
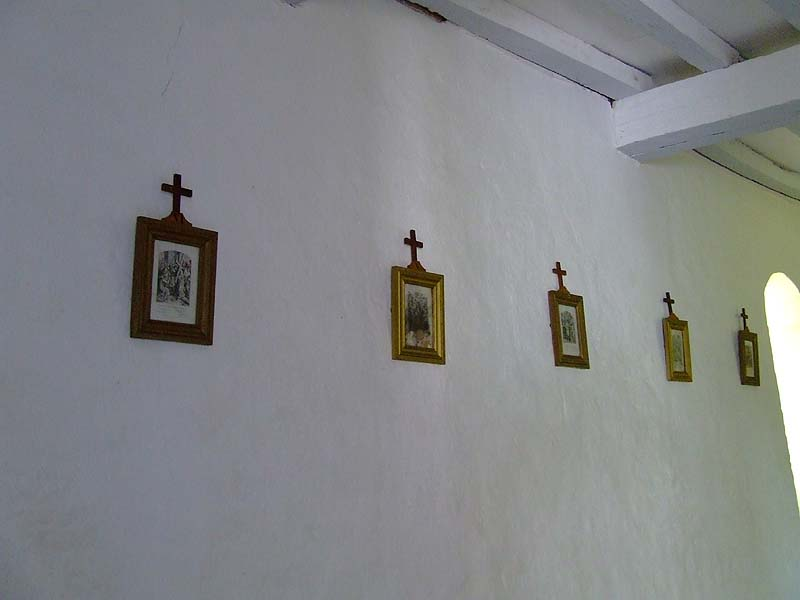
Quelques tableaux du chemin de croix.
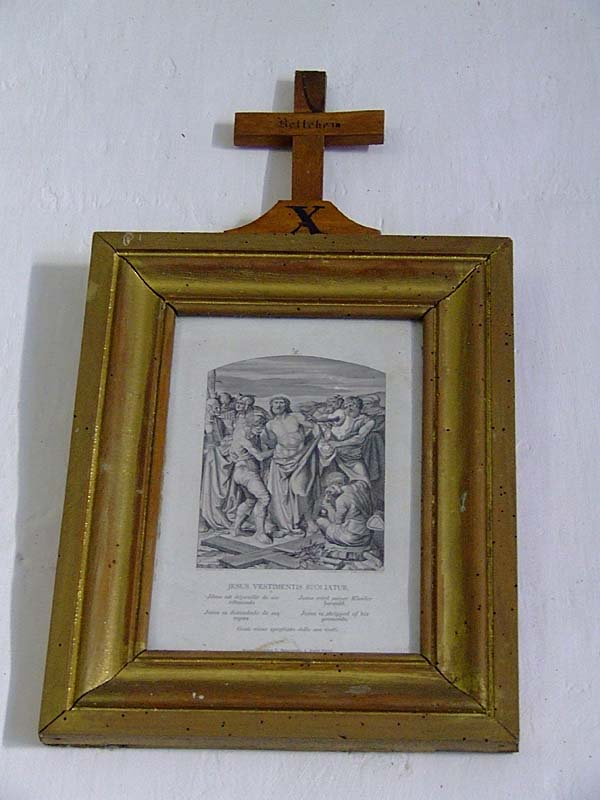
Dixième station du chemin de Croix : Jésus est dépouillé de ses vêtements.
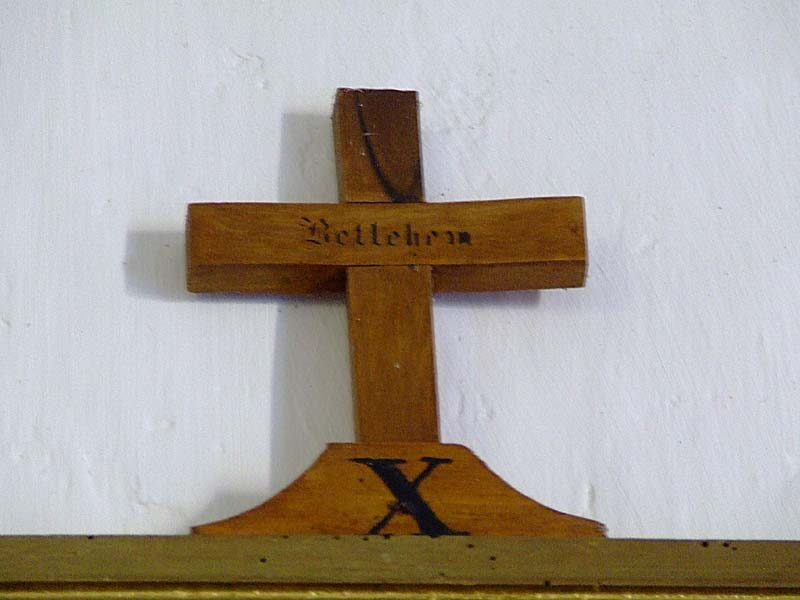
L'une des croix ciselées dans le rameau d'olivier et portant la mention Bethléem (dixième station).

L'autel et le tabernacle entièrement réalisés en bois sont surmontés d'une niche dans laquelle trône une statue en pierre de sainte Camille. Née à Civitavecchia en Italie, sainte Camille a vécu dans la première moitié du Ve siècle. Elle s'établit à Ravenne et devint disciple de l'évêque saint Germain l'Auxerrois lorsqu'il était en mission. Elle accompagna le corps de celui-ci à Auxerre où elle resta comme recluse.
À la mort de saint Germain l'Auxerrois en l'an 448 à Ravenne (Italie), cinq jeunes filles furent désignées pour accompagner son corps jusqu'à Auxerre : Pallaye, Magnance, Procaire, Camille et Maxime. Éprouvées par le voyage, les jeunes filles moururent avant d'avoir atteint leur objectif. Trois communes de l'Yonne honorent ces saintes par leurs noms : Sainte-Pallaye, Sainte-Magnance et Escolives-Sainte-Camille.

Intérieur de la chapelle
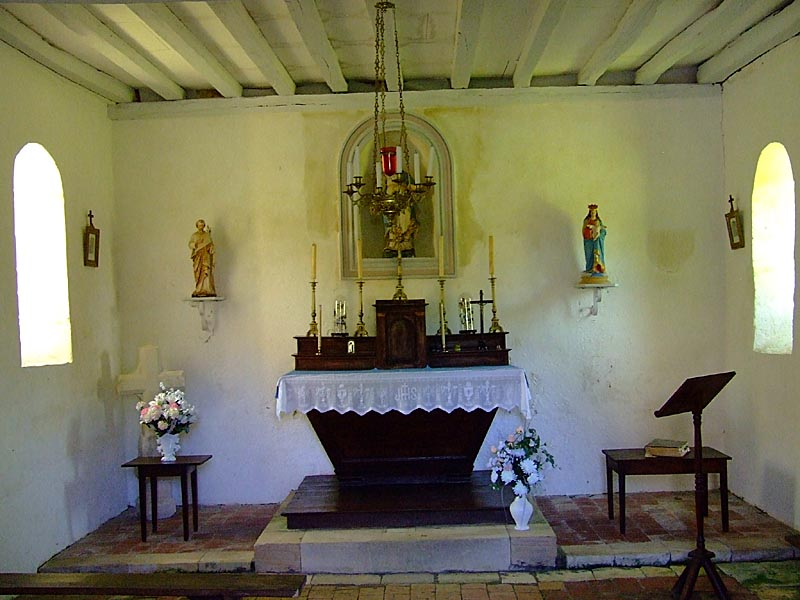
Ensemble de l'autel de la chapelle Sainte-Camille de Chevigny.
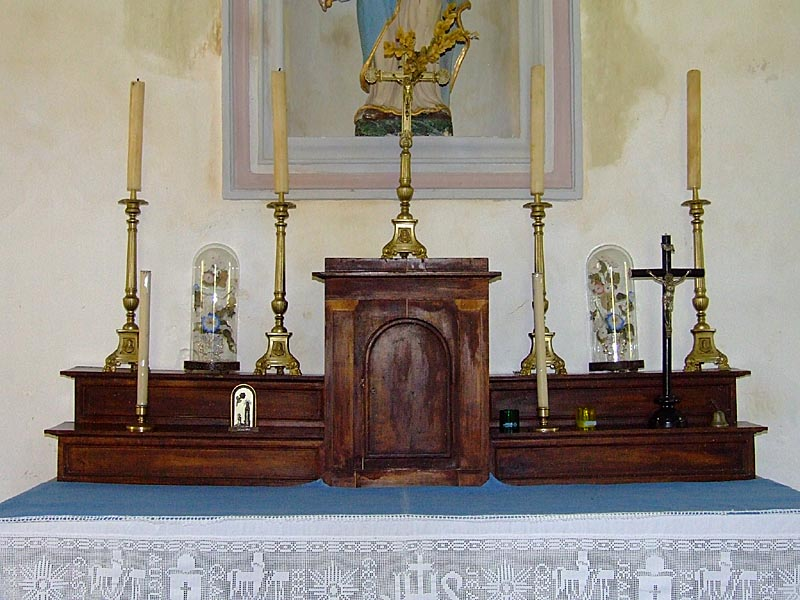
Tabernacle et crucifix sur l'autel de la chapelle Sainte-Camille de Chevigny.
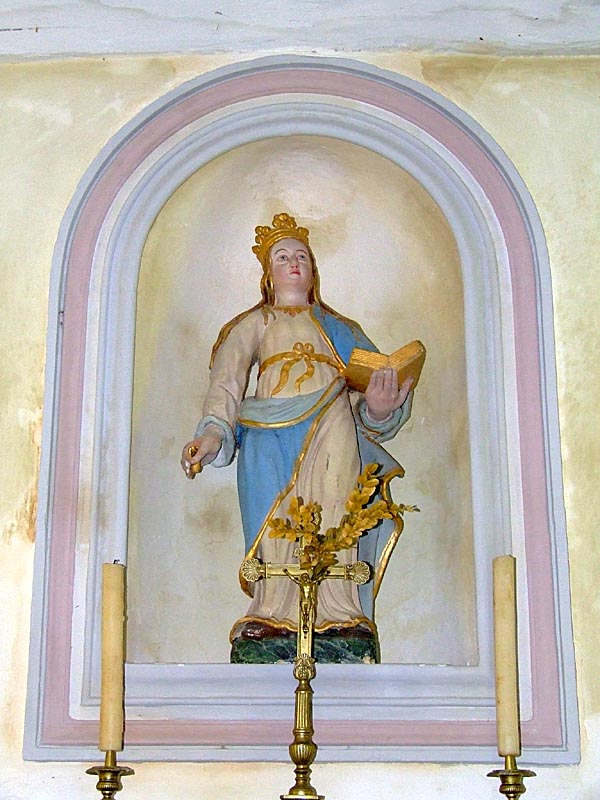
Niche abritant la statue de sainte Camille dans la chapelle de Chevigny.
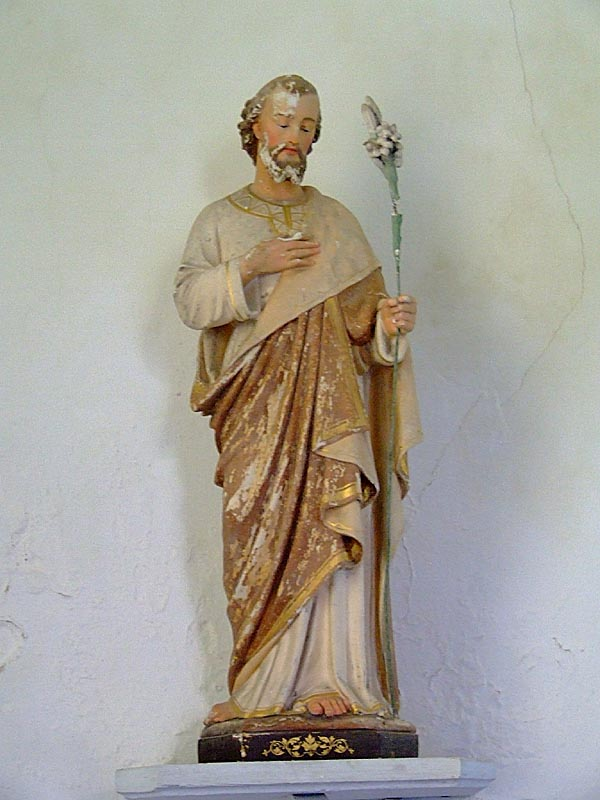
Statue de saint Joseph dans la chapelle Sainte-Camille de Chevigny.
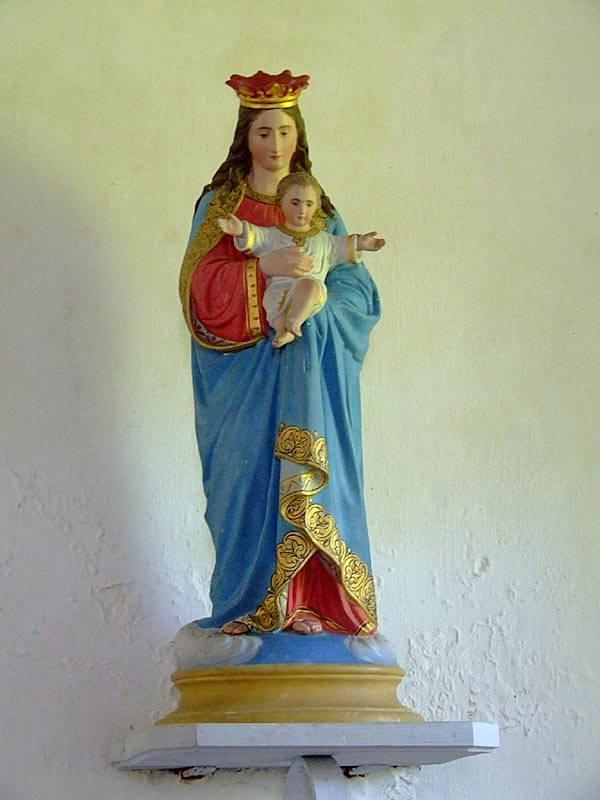
Statue de la Vierge Marie portant l'enfant Jésus dans la chapelle Sainte-Camille de Chevigny.

Deux statues de saint Joseph et de la Vierge Marie ornent latéralement l'autel.

#### Château du Colombier
Près des lieux-dits Mouillens et les Griffes du territoire communal se trouve le Colombier, château du XVIIIe siècle. Le bâtiment principal a été construit dans le style Renaissance pendant la période 1710 à 1791. Une importante phase de reconstruction a eu lieu entre 1825 et 1830. La grande propriété d'aujourd'hui, d'une superficie de 15 hectares, appartenant à la famille Mullot de Villenaut abrite également une magnifique chapelle et une orangerie du XIXe siècle.
La chapelle édifiée en 1865 avec la très belle pierre de taille calcaire de la carrière d'Aubigny est de style roman (longue de 8 m et large de 5 m). Elle est dédiée à l'Immaculée Conception, son patron secondaire est saint Charles Borromée. La cérémonie de bénédiction eut lieu en 1865 par l'abbé de Burgat, chanoine honoraire de la cathédrale d'Autun. Le sermon était dit par le R.P. François Bourgoing de l'abbaye de Pontigny. La chapelle abrite en sous-sol le caveau familial, les vitraux présentent l'histoire et les armoiries de cette famille de la noblesse, présente depuis quatre cents ans dans la commune. Diverses sculptures néogothiques ornent ce lieu chrétien.
Une source d'eau située à proximité du bâtiment principal du domaine alimente la vaste nappe phréatique qui s'étend jusqu'au plan d'eau de Druyes-les-Belles-Fontaines (sources secondaires de la Druyes). On peut noter par ailleurs, qu'une autre source située au lieu-dit Vellery de la commune d'Étais-la-Sauvin vient également alimenter cette nappe phréatique.
Depuis 2004, la propriété accueille une fois par an des visiteurs au cours de la période estivale.

#### Croix du village
Le territoire communal d'Étais-la-Sauvin est orné de diverses croix au gré du paysage et des croisements de routes ou de chemins. Ces monuments chrétiens rappellent l'histoire religieuse du village et de certaines familles au fil des siècles. Historiquement, c'est l'empereur Constantin (dit aussi Constantin le Grand) qui influence l'Église d'adopter la croix comme signe religieux en l'an 312. Cela fait suite à une vision de l'empereur au cours de laquelle il aperçut dans le ciel une croix de lumière. Le symbolisme de la croix était déjà bien ancré à l'époque dite païenne durant laquelle eurent lieu les grandes persécutions chrétiennes.
La représentation physique sur les croix du Christ crucifié se développe à partir du VIe siècle. C'est également à partir de cette époque que les églises et autres lieux de culte chrétiens sont bâtis sur un plan géométrique de croix latine dont le centre est indiqué par la croisée du transept.
À l'époque médiévale et bien au-delà, l'implantation de croix au croisement de routes ou de chemins avait plusieurs objectifs :
- se protéger des forces maléfiques de la nature ;
- se protéger des mauvaises rencontres aux carrefours (démons, elfes, brigands, animaux sauvages) ;
- mais surtout constituer un repère et une protection divine pour les voyageurs et les pèlerins.

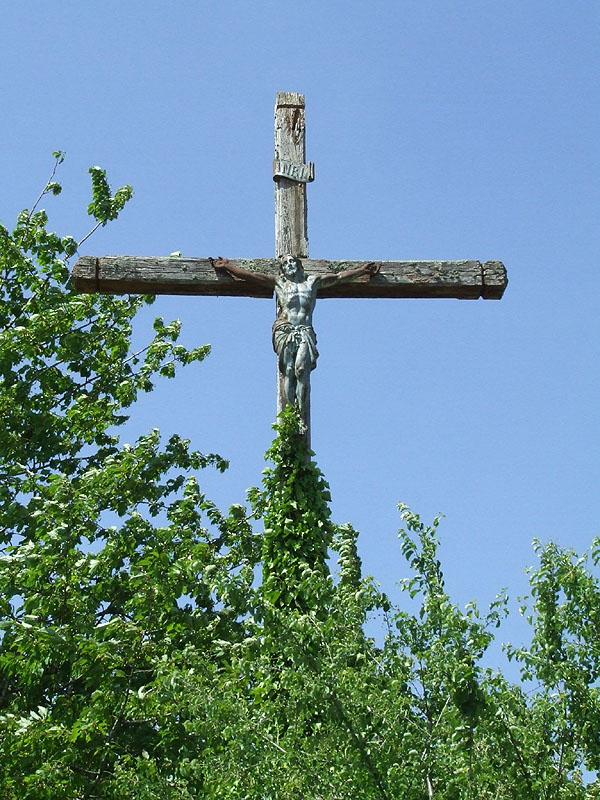
Croix de mission au croisement des et à l'ouest d'Étais-la-Sauvin.

La croix la plus grande se situe à l'ouest du village en direction d'Entrains-sur-Nohain au croisement des routes départementales D 104 et D 66. Elle est en bois et porte le Christ. Ce monument marque le lieu de rassemblement d'une mission pastorale de mai 1901. La poutre transversale a la particularité de s'emboîter dans le poteau vertical par l'avant.

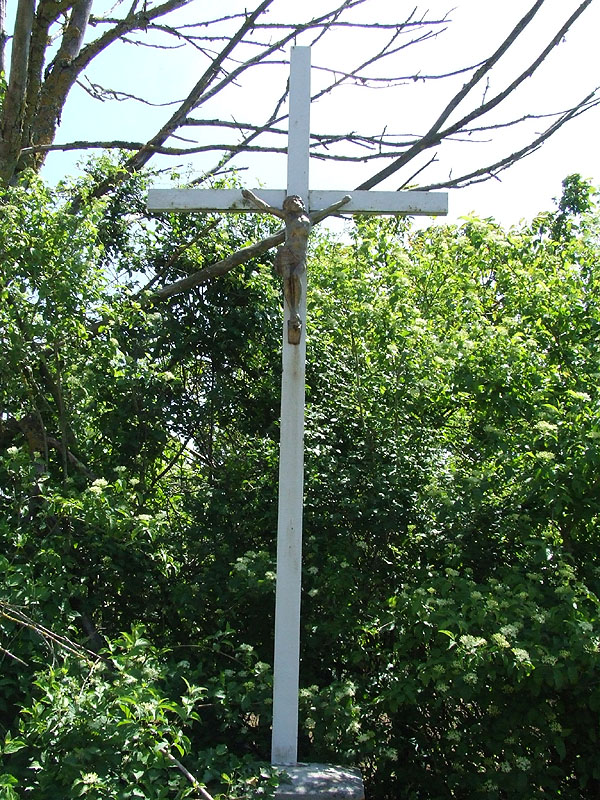
Croix de 1913 dédiée à saint Pierre, saint patron du village d'Étais-la-Sauvin.

En face de l'ancien presbytère d'Étais-la-Sauvin (route D 6, direction Billy-sur-Oisy), qui est l'actuel théâtre La Closerie, se trouve une croix tout en métal datant de 1913 et dédiée au saint patron du village, saint Pierre. Le piédestal porte la mention latine suivante : ST PIERRE 1913 CRUX AVE. Crux ave se traduisant par Salut ô Croix !.

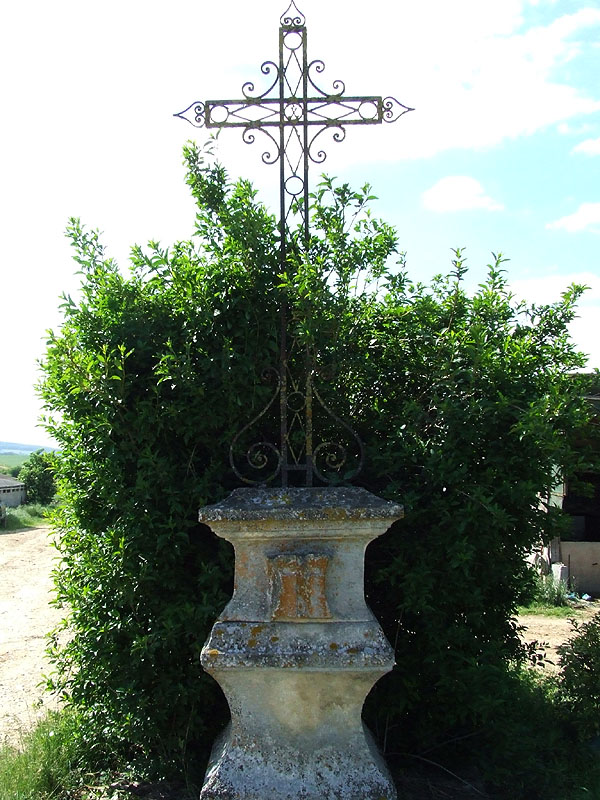
Croix située au lieu-dit Bois-Avril, au croisement de la avec la route communale venant du lieu-dit les Joux.

Située juste en face de la route communale traversant Bois-Avril et venant des Joux, cette croix (voir à droite) est en rapport également avec saint Pierre. Le centre de la croix contient les clés du Royaume de Dieu (Évangile selon Matthieu, Mt 16, 18-19). Cette paire de clés symbolise le pouvoir religieux que Jésus-Christ délègue à l'Église en les confiant à saint Pierre qui deviendra le premier pape de l'Église. Conformément aux préceptes de l'Église, saint Pierre détient la clé en or donnant accès au Royaume de Dieu et la clé en argent du salut des âmes.

Monument de la Vierge Marie
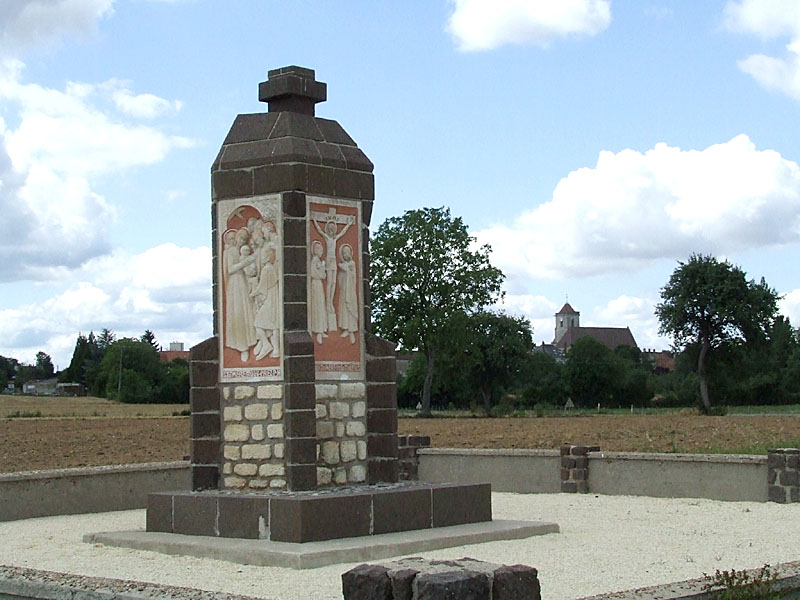
Le monument de la Vierge Marie. En arrière-plan à droite, l'église du village.
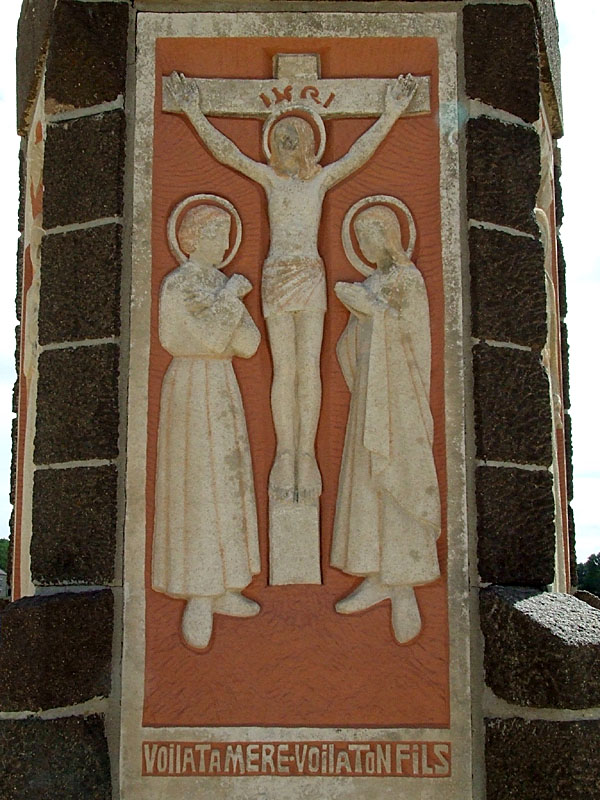
Monument de la Vierge Marie, scène de la Passion du Christ.
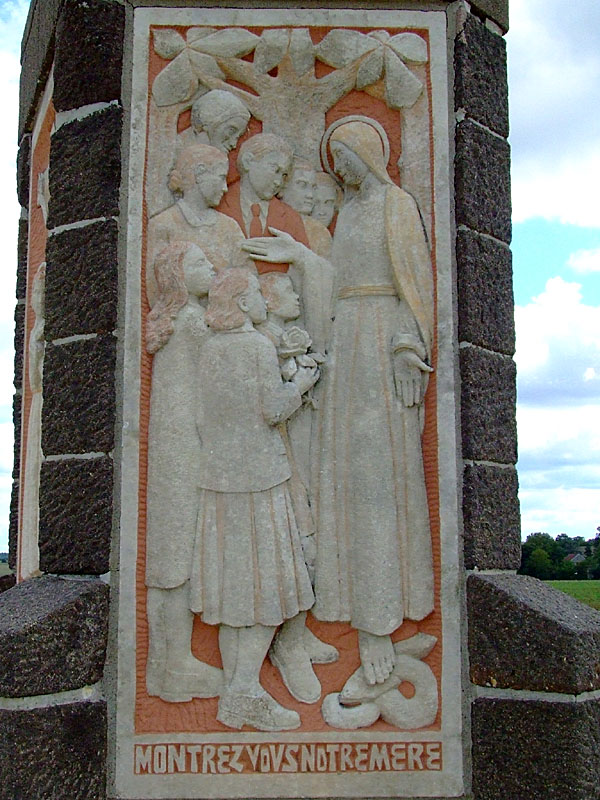
Monument de la Vierge Marie, scène du retour des prisonniers symbolisée par les membres d'une famille accueillis par la Vierge Marie.
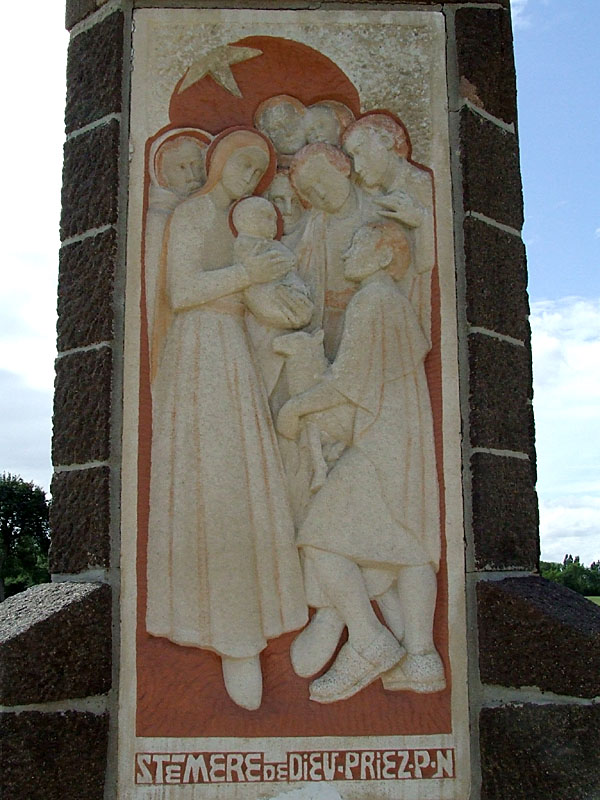
Monument de la Vierge Marie, scène de Nativité mentionnant une imploration à la Vierge Marie : sainte Mère de Dieu priez pour nous.
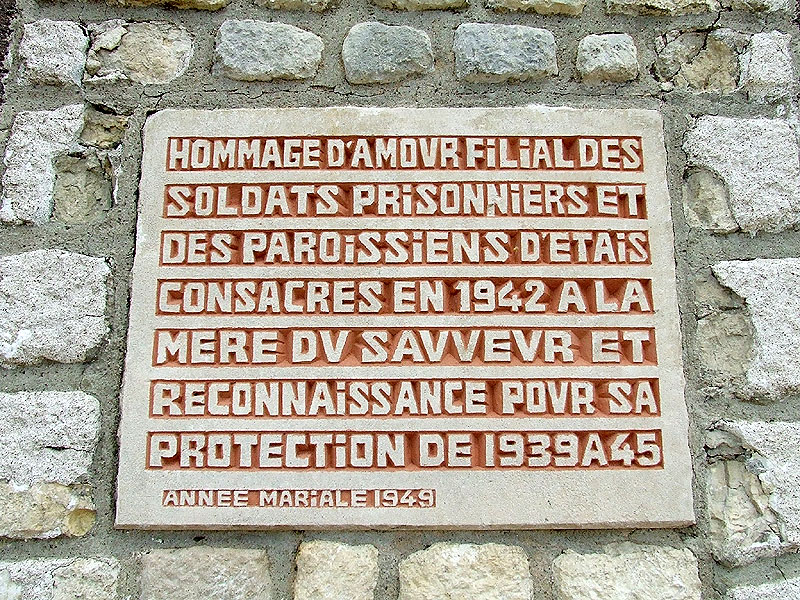
Monument de la Vierge Marie, plaque commémorative de 1949, année mariale.

Ce monument situé au croisement des routes départementales D 104 et D 39 appelé le trivium à l'est d'Étais-la-Sauvin a été inauguré le 10 septembre 1950. Cette œuvre a été réalisée par le sculpteur belge Edgar Delvaux résidant dans l'Yonne de 1914 jusqu'à sa mort en 1970. Les trois bas-reliefs sont réalisés en pierre d'Anstrude extraite des carrières de Bierry-les-Belles-Fontaines dans le tonnerrois. C'est une pierre calcaire oolithique du jurassique moyen. Les bas-reliefs sont encadrés d'une pierre ferrugineuse sombre extraite de la carrière de la Marcinerie près de Treigny.
Le monument est dédié à la Vierge Marie pour les cinquante prisonniers d'Étais-la-Sauvin capturés par les Allemands en 1940 et confiés à la sainte Mère de Dieu par le père Boisot. Tous sont revenus vivants au village. Le 10 septembre 1950, Mgr Frédéric Lamy, archevêque de Sens, célèbre une grande messe en l'église Saint-Pierre-aux-Liens du village, puis dans l'après-midi, une procession conduit l'évêque au monument en présence de l'abbé Jean Provot (1909-1998) pour la bénédiction de ce lieu. De très belles prières et litanies sont chantées ce jour-là par douze jeunes filles vierges dans une mise en scène d'Henri Brochet, le père du peintre et sculpteur auxerrois François Brochet.

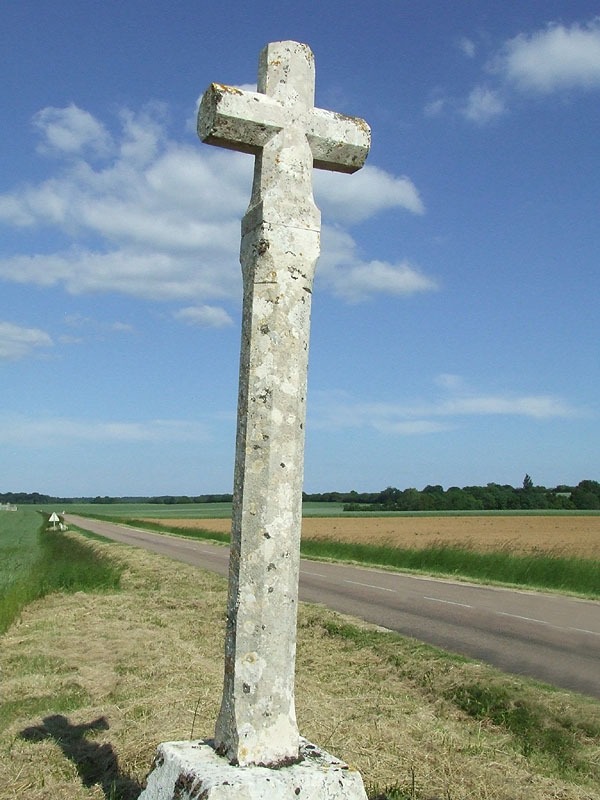
Croix familiale à quelques centaines de mètres du cimetière.

En face du monument à la Vierge Marie, se trouve une petite croix érigée en mémoire de la famille étaisienne Arnoult-Seaume dont le nom est gravé sur le piédestal. L'inscription indique que cette croix fut érigée en 1886.

La croix en pierre du lieu-dit Croix Cassée
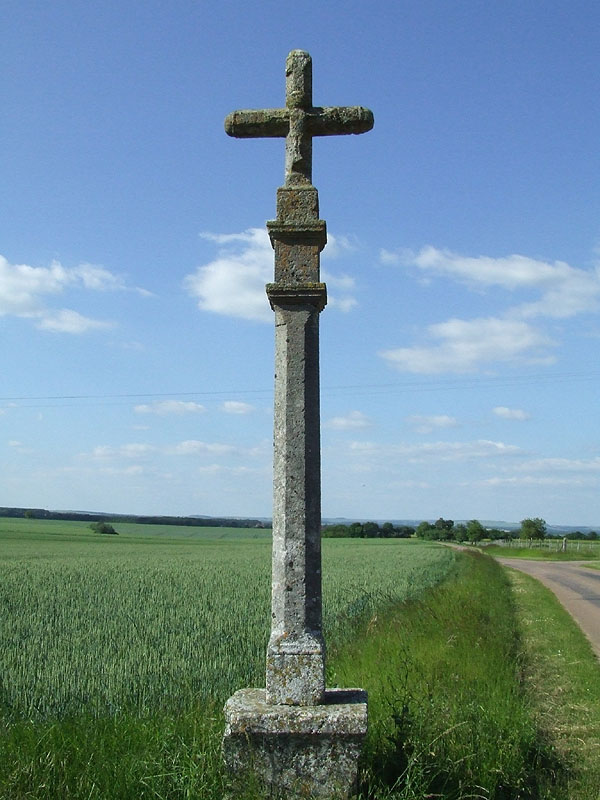
Croix à la sortie d'Étais-la-Sauvin sur la route C13 en direction de Vellery.
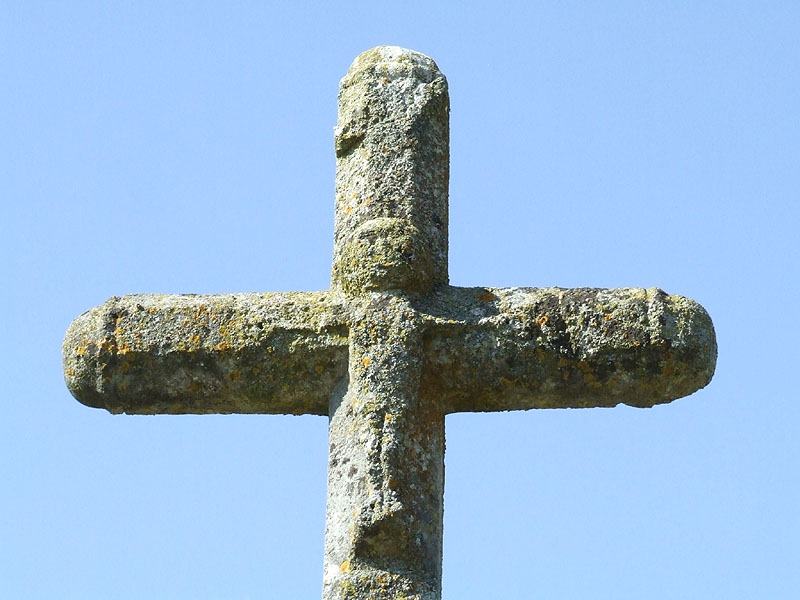
Croix à la sortie d'Étais-la-Sauvin sur la route C13 en direction de Vellery : détail du Christ crucifié.

C'est une petite croix située au nord-ouest d'Étais-la-Sauvin sur la route communale 13 au lieu-dit la Croix Cassée en direction du hameau de Vellery. Au centre de la croix on remarque une sculpture du Christ crucifié.

Croix près du lieu-dit La Poterie
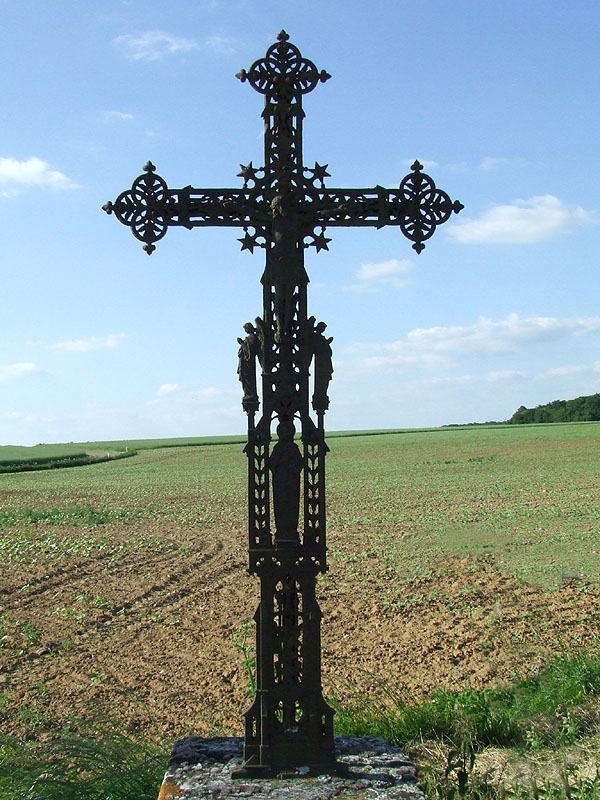
Croix de la Poterie, vue d'ensemble.
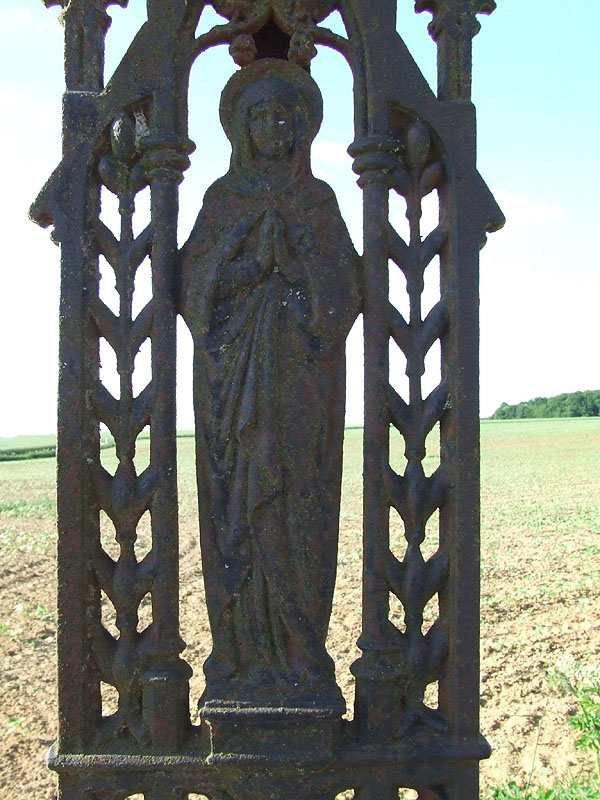
Croix de la Poterie, la Vierge Marie en prière au pied de la croix, donc de son Fils.
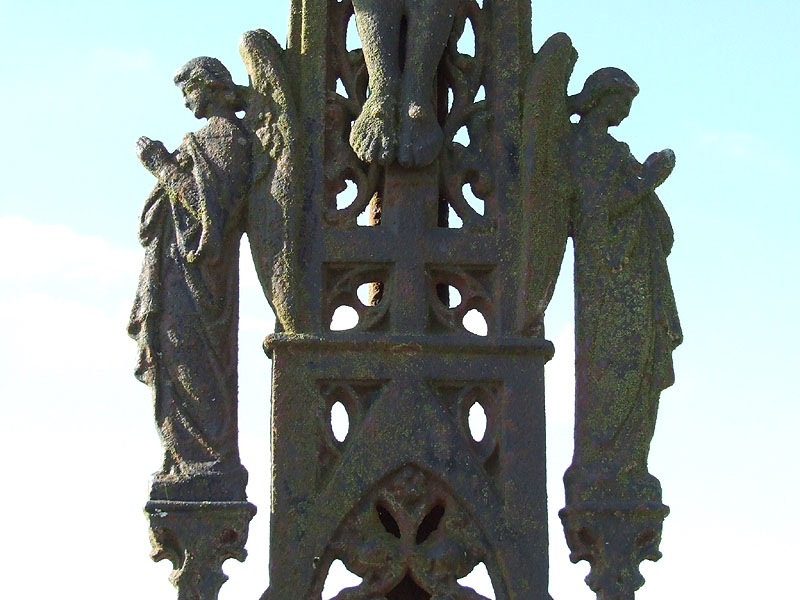
Croix de la Poterie, deux anges ornant les pieds du Christ.

Cette croix, située près du lieu-dit la Poterie au croisement de la D 125 avec la route communale allant de Vellery à La Sauvin, est certainement la plus belle de la commune. Entièrement en fer forgé, elle représente la Vierge Marie en prière au pied de son Fils bien-aimé protégé par deux anges ayant les mains jointes. Les ornementations et le style de la croix mettent en évidence le caractère religieux.

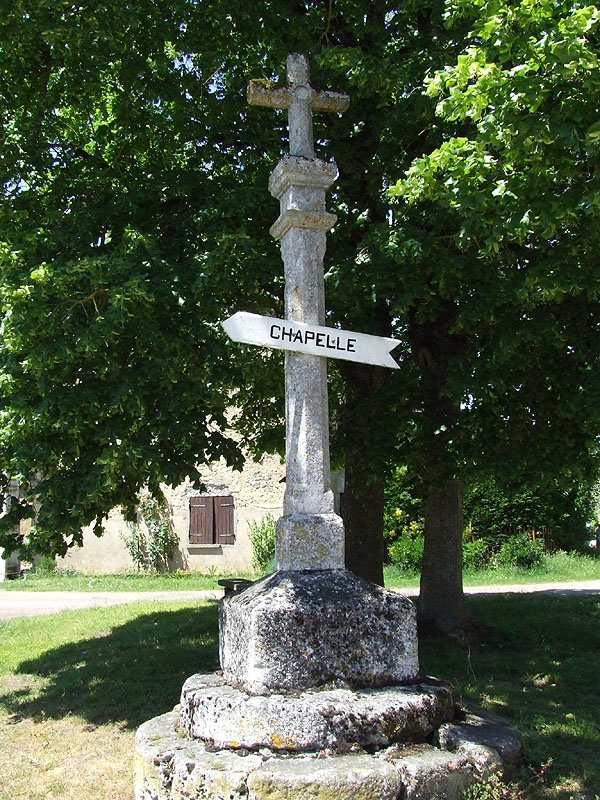
Croix de Chevigny non loin de la chapelle Sainte-Camille.

Une croix en pierre abritée sous deux tilleuls orne la place principale du lieu-dit Chevigny. Son histoire est certainement liée à la belle chapelle sainte Camille et au fait que Chevigny est le plus important hameau de la commune. Rappelons que des moines convers de l'abbaye de Bourras ont résidé à Chevigny.

### Patrimoine naturel
La nature calcaire du terrain est propice au développement de colonies d'orchidées sauvages au printemps.
Ainsi, la Montagne-des-Alouettes (culminant à 367 m) abrite en son sommet plusieurs colonies d'Orchis pourpre et d'Épipactis de Müller, tandis que les quelques prairies présentes en lisière de forêt au nord-est de la commune, à proximité du lieu-dit Bois-Avril, abritent des colonies d'Orchis pyramidal et d'Orchis bouc.

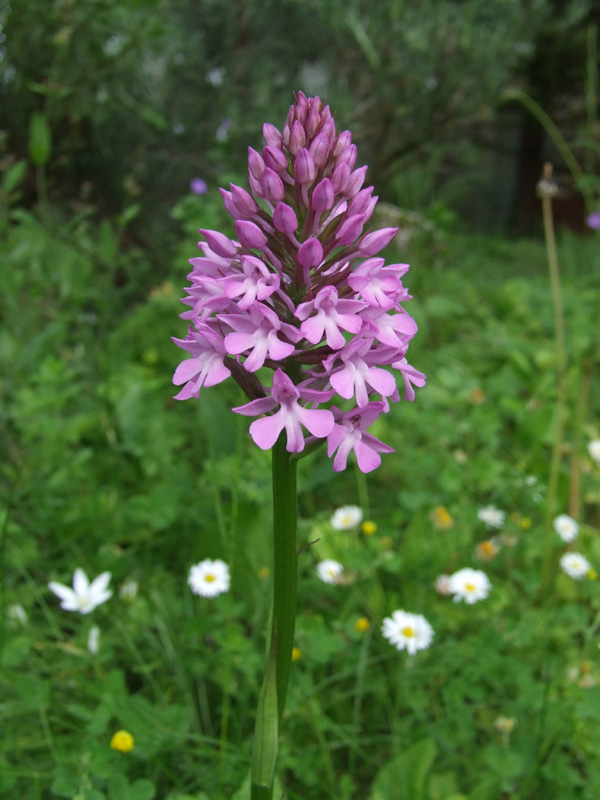
Orchis pyramidal dans la prairie bordant la D 104 près de Bois-Avril.
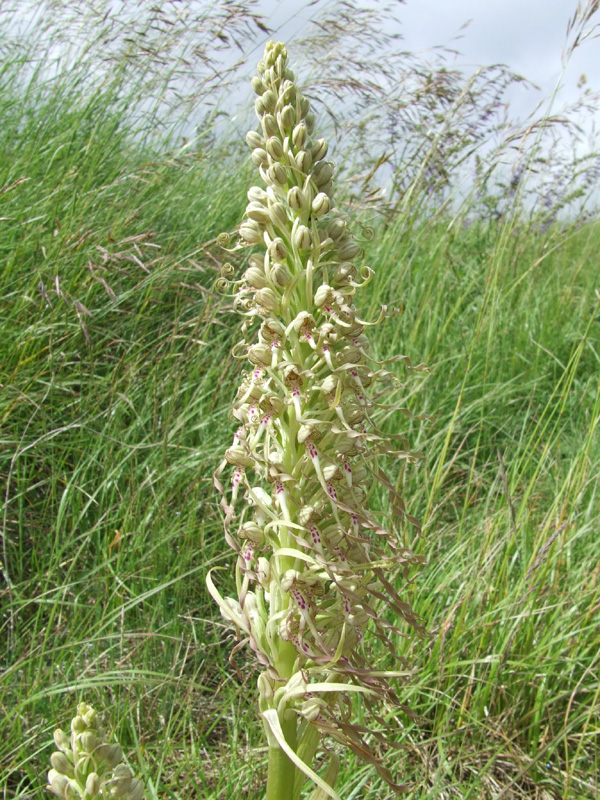
Orchis bouc dans la prairie bordant la D 104 près de Bois-Avril.

Au lieu-dit Vellery un chêne âgé de 300 ans défie le temps :

Chêne à Vellery
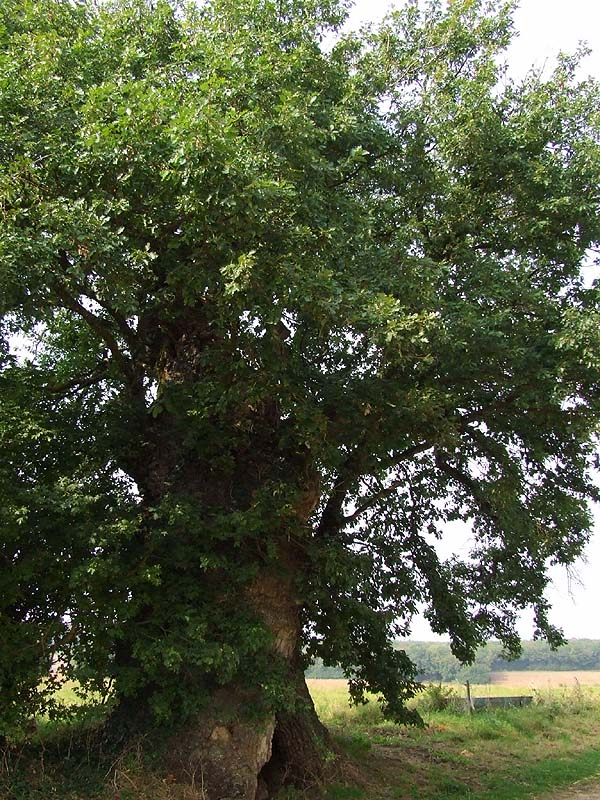
Vue générale de l'arbre.
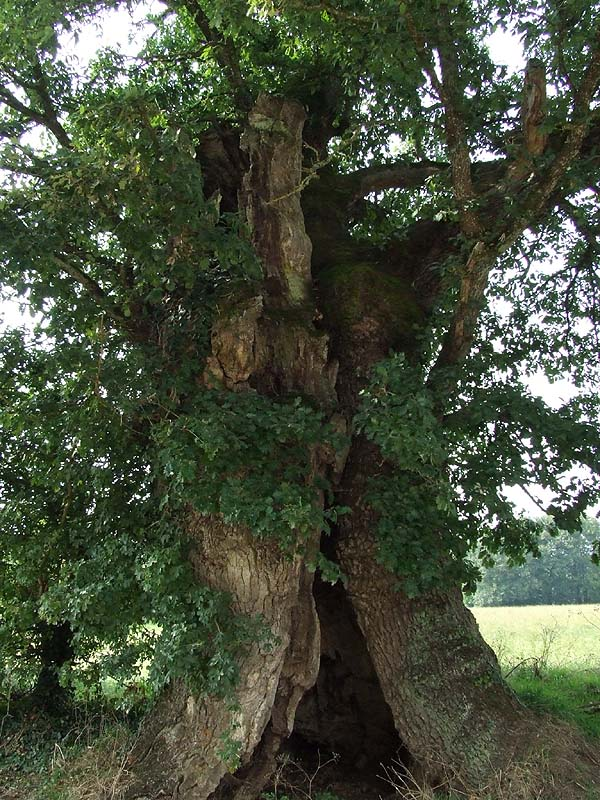
Vue de l'imposant fût du tronc.
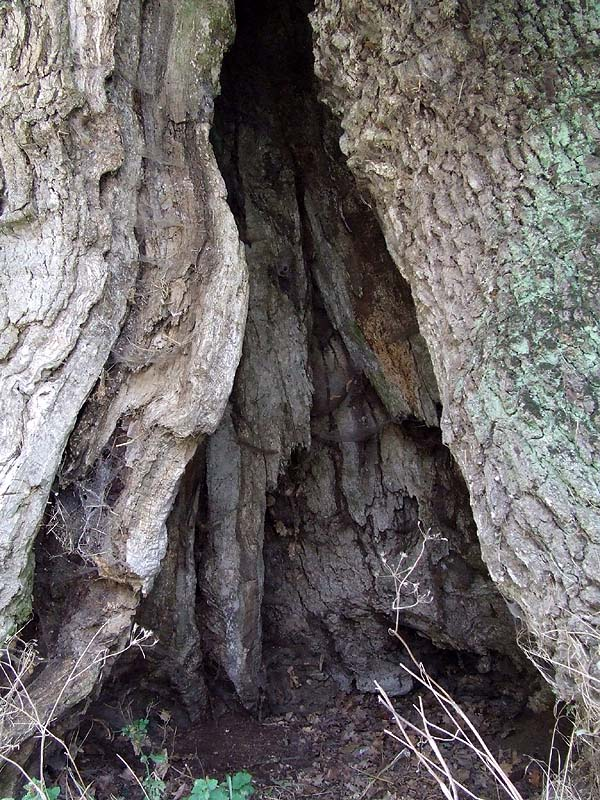
Vue de la base du tronc creux qui peut abriter une personne se tenant debout.
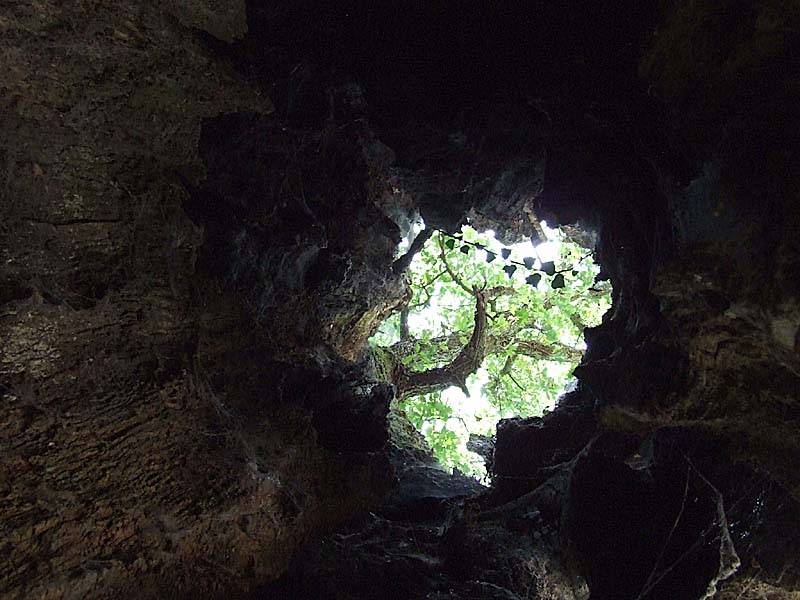
L'intérieur du tronc vue en contre-plongée.

### Équipements culturels
À l'entrée du village d'Étais-la-Sauvin en arrivant par la D 104 se trouve au 17, route de Clamecy le théâtre « La Closerie » aménagé dans l'ancien presbytère et dirigé par l'artiste Gérard-André.
La mairie administre la salle polyvalente « Louis-Lièvre ».

### Personnalités liées à la commune
- Jacques Gestalder (1918-2006), sculpteur, a résidé à Étais-la-Sauvin au lieu-dit les Joux ;
- Michel Bouquet (1925-2022), comédien, possède une propriété située vers l’extrémité occidentale de l’ancien château fortifié du village (croisement Grande Rue et rue Toscane). Il est enterré dans le cimetière de la commune ;
- Juliette Carré (1933-2023), actrice  et épouse de Michel Bouquet, est née à Étais-la-Sauvin.

### Héraldique
| Blason de Étais-la-Sauvin | Blason  | Écartelé : en 1 et 4 d'or à une croix ancrée de gueules, en 2 d'azur à une coquille d'argent, en 3 du troisième à une étoile à cinq rais du quatrième. |
| Blason de Étais-la-Sauvin | Détails | ► Les deux croix ancrées de gueules et d'or correspondent aux armoiries de la famille de DAMAS d'Anlezy (armorial Nivernais de la fin du XXe siècle). L'étoile et la coquille sur fond d'azur sont rattachées à des ancêtres de la famille de Villenaut dont les descendants résident au château du Colombier (près du lieu-dit Mouillens). ► La maison de Damas (dite aussi de Dalmace) est connue depuis le IXe siècle. Cette famille est liée à l'ancienne châtellenie d'Étais-la-Sauvin. Louis-François Damas (1698-1763), marquis d'Anlezy s'est distingué dans le milieu militaire au cours du XVIIIe siècle. Il fut gouverneur d'Auxerre à partir de 1754. C'est en 1738 que Louis-François Damas acquit auprès du comte de Nevers, Philippe Jules François Mancini, les châtellenies de Druyes-les-Belles-Fontaines et d'Étais-la-Sauvin. ► Le blason créé en novembre 2011, reprend les armes des anciens seigneurs féodaux locaux. |